# Exteriér psa
Exteriér psa je soubor vnějších tělesných znaků psa. Mezi jednotlivými psími plemeny existují obrovské rozdíly co do velikosti i tělesných proporcí, protože exteriér psa do značné míry odpovídá typu výkonu, pro který bylo dané plemeno vyšlechtěno. Popis exteriéru ideálního jedince konkrétního plemene je zaznamenán ve standardu plemene. V České republice se psi s průkazem původu posuzují především podle standardů mezinárodní kynologické federace (FCI).

## Celkový vzhled psa

### Kohoutková výška
Kohoutková výška psa je výška měřená od země k nejvyššímu bodu hřbetní linie psa, tzn. ke kohoutku. Měří se na rovné podložce u přirozeně stojícího psa, a to posuvným měřítkem. Psy s kohoutkovou výškou pod 35 cm označujeme jako trpasličí a malá plemena, mezi 35 až 50 cm se jedná o psy střední, psi s kohoutkovou výškou mezi 50 až 80 cm jsou velcí a nad 80 cm dorůstají plemena obří. Trpasličí vzrůst je často doprovázen dalšími vnějšími znaky, jako je kulatá lebka, přičemž není výjimkou neuzavření fontanely, velmi výrazný stop, krátký špičatý čenich, jemné čelisti a velké vystouplé oči.

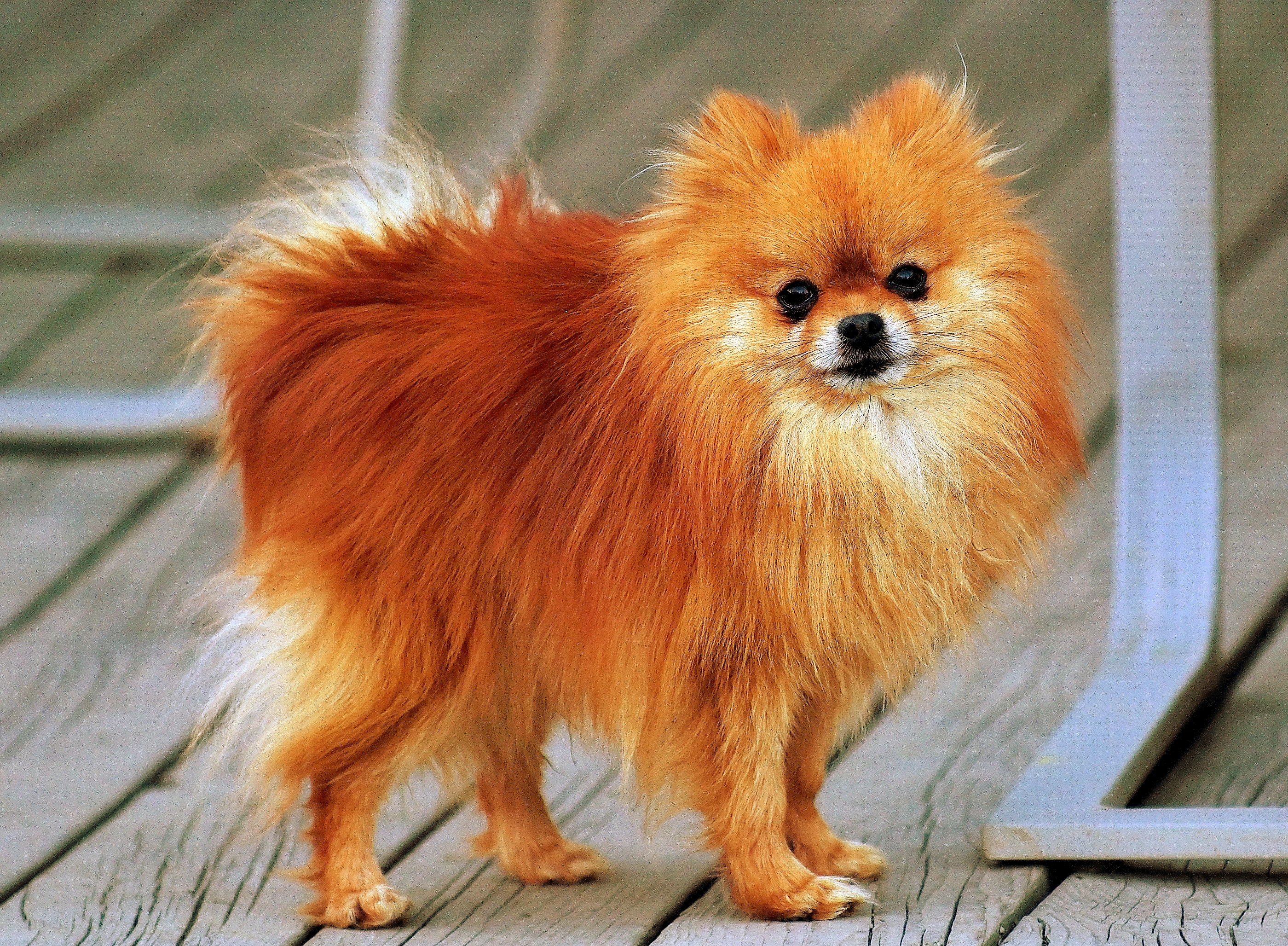
Pomeranian – Trpasličí plemeno (kohoutková výška 18–22 cm)
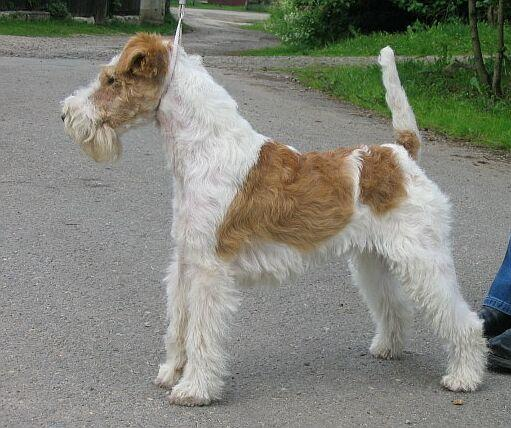
Hrubosrstý foxteriér – Střední plemeno (kohoutková výška cca 39 cm)
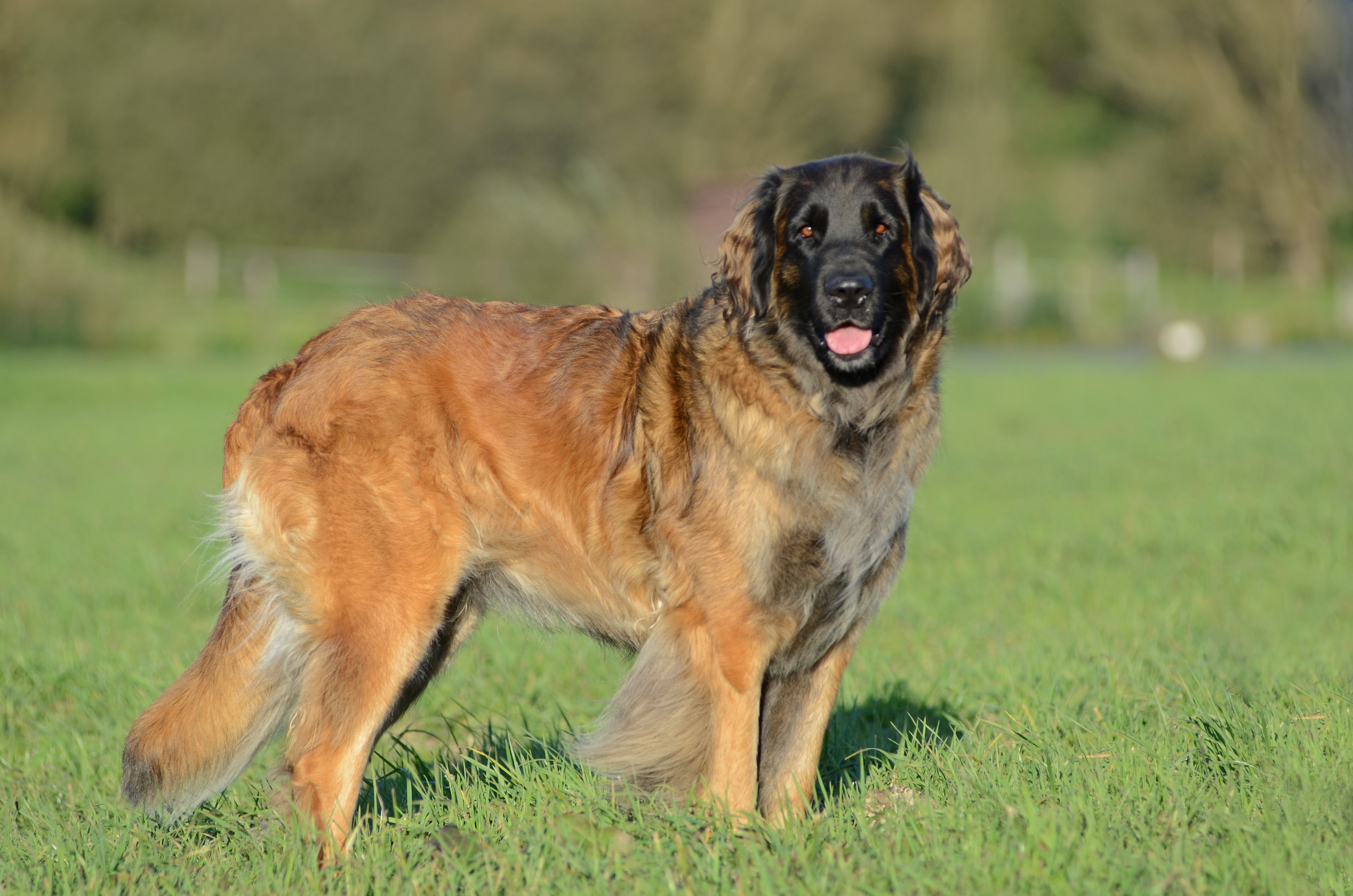
Leonberger – Velké plemeno (kohoutková výška 65–80 cm)
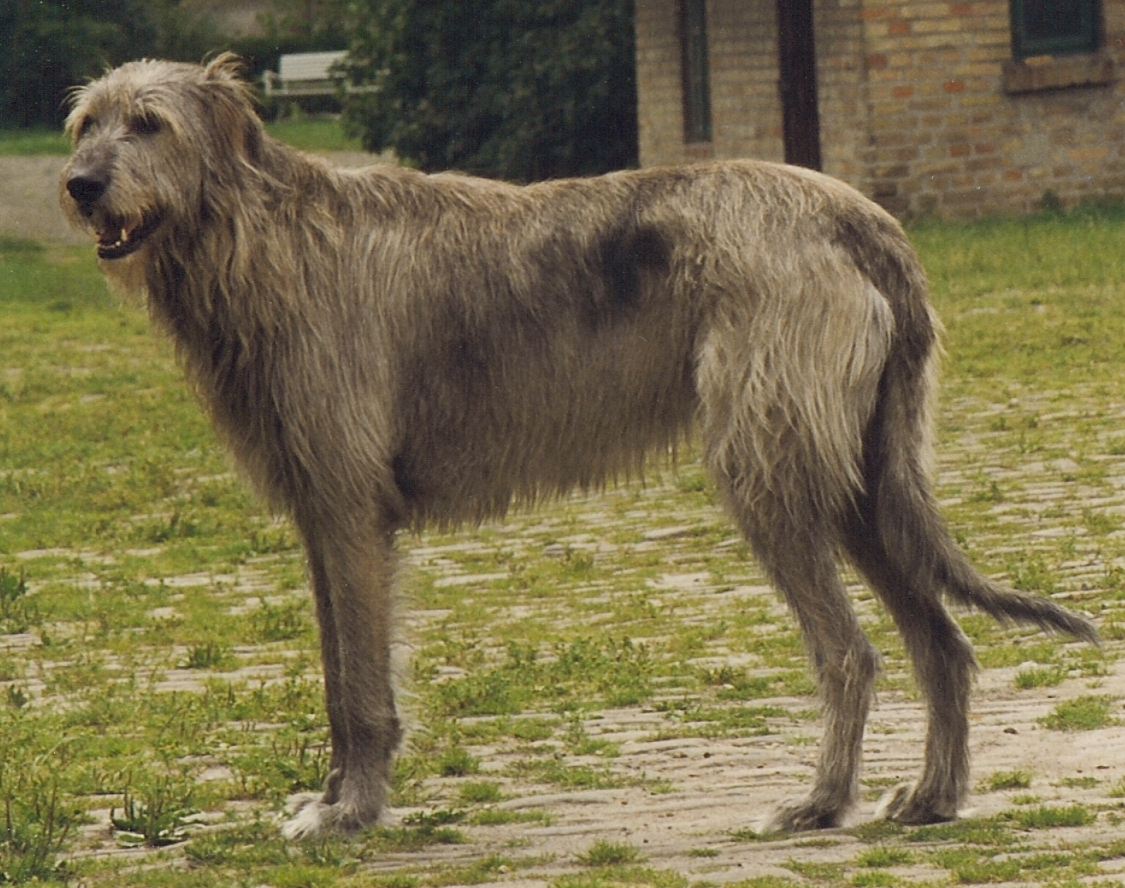
Irský vlkodav – Obří plemeno (kohoutková výška minimálně 71 cm)

### Tělesný rámec

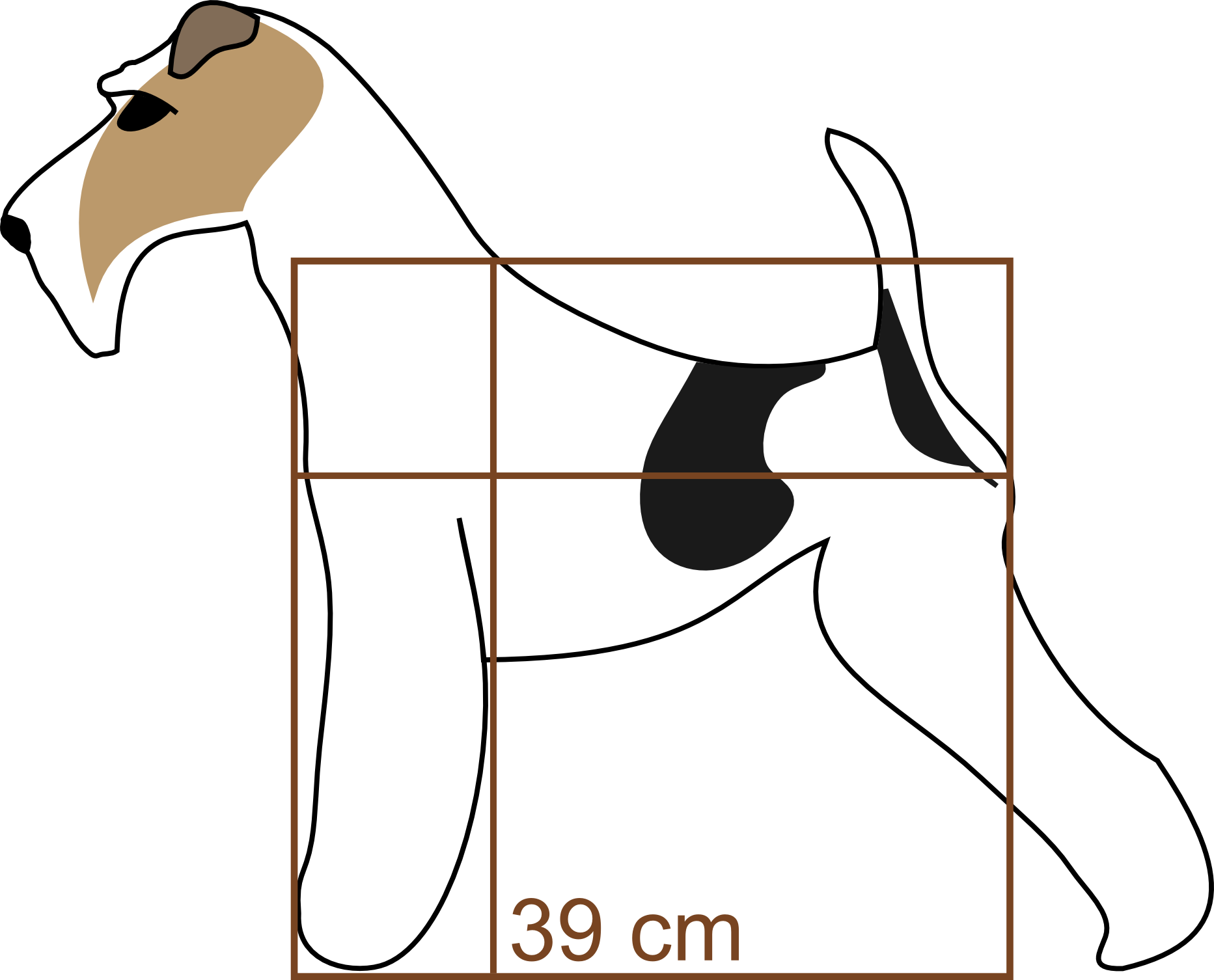
Čtvercový formát hrubosrstého foxteriéra

Formát označuje poměr mezi kohoutkovou výškou a celkovou délkou trupu. Nejpřesněji může být určen pomocí tzv. indexu formátu:
délka trupu x 100 / kohoutková výška
Přičemž rovná-li se 100, jde o čtvercový formát, přesahuje-li tuto hodnotu, jedná se o formát obdélníkovitý. Poměr délka těla/výška v kohoutku 9 : 10 je žádoucí u azavaka. Jeho formát těla lze popsat jako obdélník postavený na výšku.

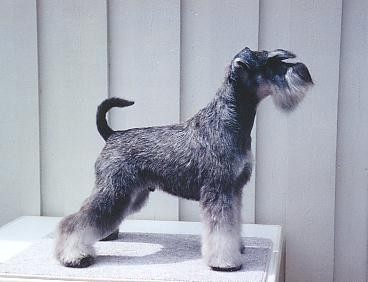
Čtvercový formát malého knírače
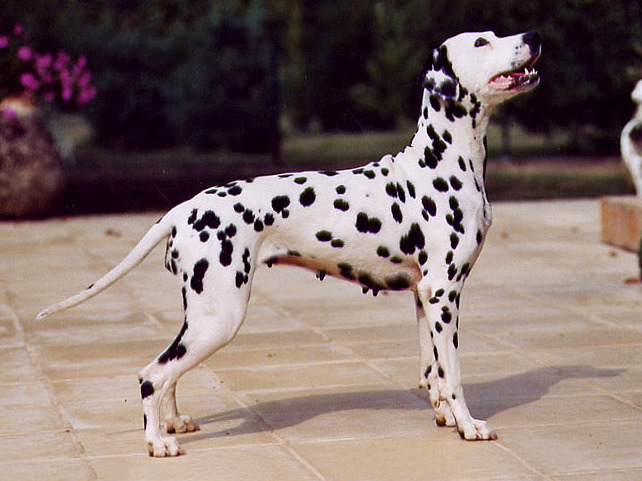
Obdélníkovitý formát dalmatina
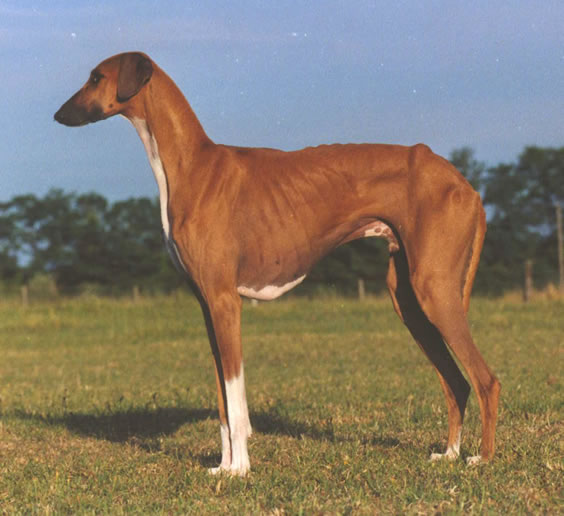
Obdélník postavený na výšku, formát azavaka

Vzájemný soulad šířky a hloubky hrudníku, formátu těla a délky končetin vytváří tělesný rámec psa. Může být velký či malý v porovnání se standardní kohoutkovou výškou daného plemen, mohutný či vyvážený, pes může být též vysokonohý – typicky basenji, chrti – či nízkonohý, jako jezevčík nebo někteří teriéři.

### Konstituce
Konstituce je neměnný tělesný stav, který vyplývá z dědičného základu psa. Z hlediska exteriéru se hodnotí jedna ze složek konstituce, habitus. Ovšem nedílnou součástí je i temperament psa, tzn. typ jeho nervové soustavy, stupeň dráždivosti a ochota k práci.
U psa rozlišujeme pět základních konstitučních typů:
- Lymfatická konstituce je vystupňovaná hrubá konstituce. Jedná se o psy s krátkou hlavou, krátkou tupou tlamou, vysedlými lícními kostmi a silně vyvinutými převislými pysky. Uši jsou těžké, převislé. Kůže na těle je prosáklá, volná, tvořící řasy, psi mají sklon do podkoží ukládat tuk, i při intenzivní zátěži nemají viditelně vyrýsované svaly. Krk bývá krátký, silný a s lalokem, končetiny v poměru k tělu kratší. Psi lymfatické konstituce dospívají pomalu a pozdě, jsou pomalejší, převládá u nich útlum, mají sklony k tloustnutí a jsou hůře cvičitelní. Lymfatická konstituce je vlastní například neapolskému mastinovi, bulmastifovi, basetovi nebo svatobernardskému psu.
- Hrubá konstituce je vystupňovaná konstituce pevná. Představitelem je pes s dobře vyvinutou, masivní kostrou a silným osvalením. Kůže je tlustá, ale přiléhající, netvoří řasy ani záhyby. Psi hrubého typu mají širokou, masivní hlavu, silně vyvinuté, mírně převislé pysky a převislé ušní boltce. Krk je krátký, silný a nízko nasazený, hrudník široký a hluboký, končetiny spíš kratší. Povahově bývají vyrovnaní. Příkladem plemen s hrubou konstitucí je kavkazský pastevecký pes nebo rotvajler.
- Pevná, tvrdá konstituce charakterizuje psa s dobře vyvinutou, středně silnou kostrou a se suchou a silnou svalovinou. Má přiměřeně širokou hlavu tvaru protáhlého klínu, pysky jsou suché a přiléhající. Tenká kůže dobře přiléhá k podkoží, srst psa je spíše kratší a většinou se jedná o srst s podsadou. Krk je dobře osvalený, středně silný, hřbet pevný a končetiny delší a dobře zaúhlené. Jsou to pohybliví a vyrovnaní psi, kteří jsou snadno cvičitelní. Pevná konstituce je vyžadována u většiny pracovních plemen, jako je německý ovčák, belgický ovčák, retrívři, ohaři a mnoho dalších.
- Suchá konstituce, též suchý silný typ, popisuje psy s poněkud jemnější kostrou a dlouhými kostmi. Hlava je delší, užší, protáhlá a jemněji formovaná, s méně mohutnými čelistmi a tenkými, suchými a přiléhajícími pysky. Krk bývá vysoko nasazený, pes je často čtvercového formátu s krátkým hřbetem, vysokonohý, s dobrým zaúhlením končetin. Psi suché konstituce jsou dobře pohybliví, vzrušiví, často choleričtí. Představitelem je například dobrman, foxteriér nebo chrti.
- Jemná konstituce je typická slabou kostrou i osvalením. Lebka bývá vypouklá, tlama krátká, oči velké a často též vypouklé. Psi mají sklon k nervozitě a jsou choulostiví. Jemná konstituce je vlastní trpasličím společenským plemenům psů.

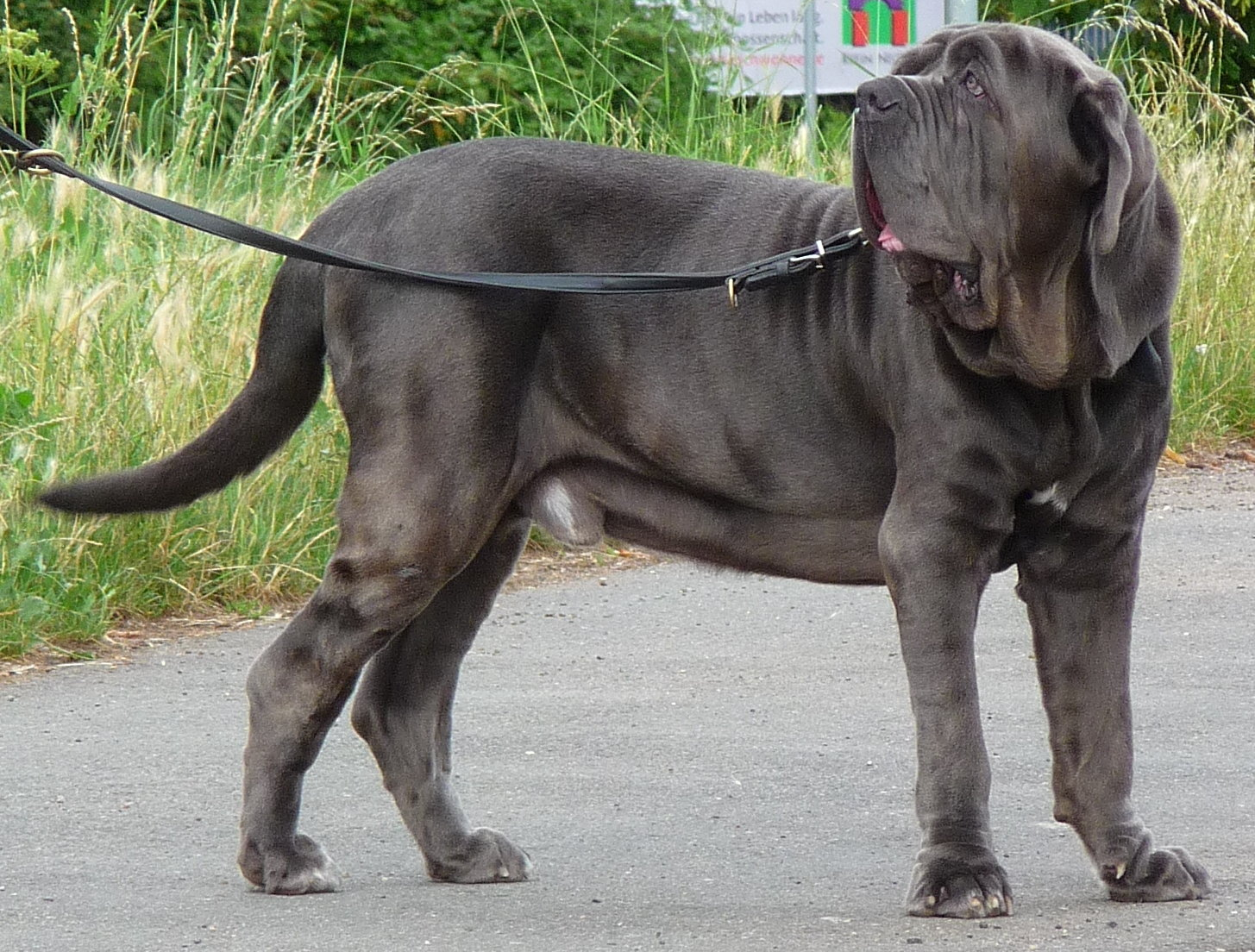
Neapolský mastin – lymfatický typ
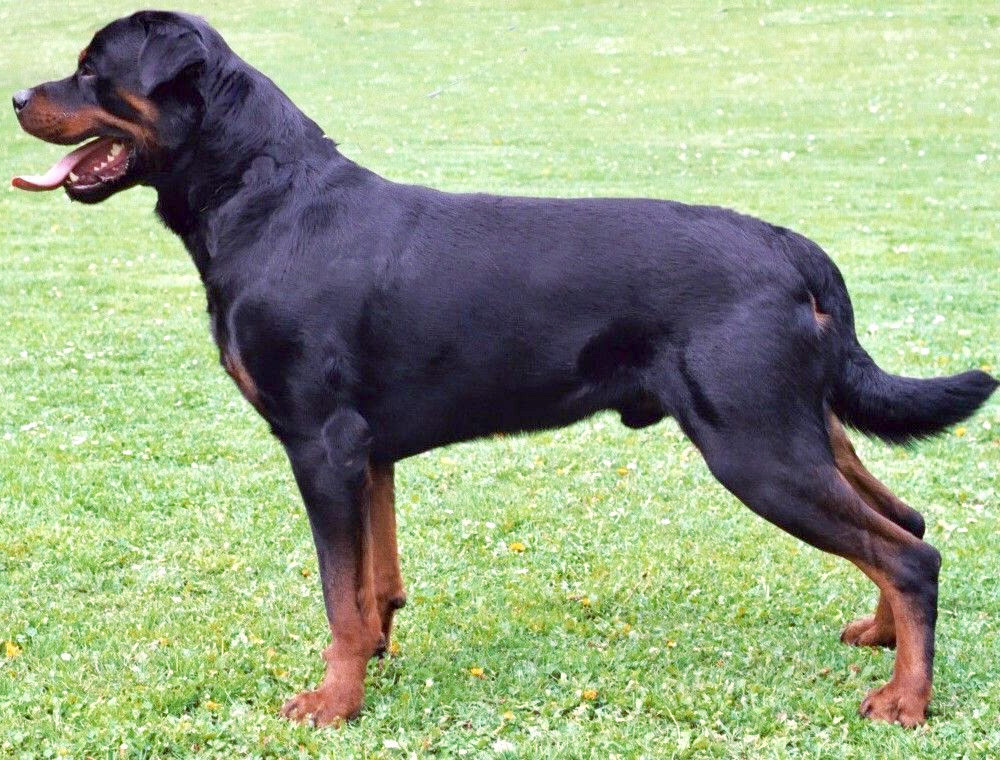
Rotvajler – hrubý typ
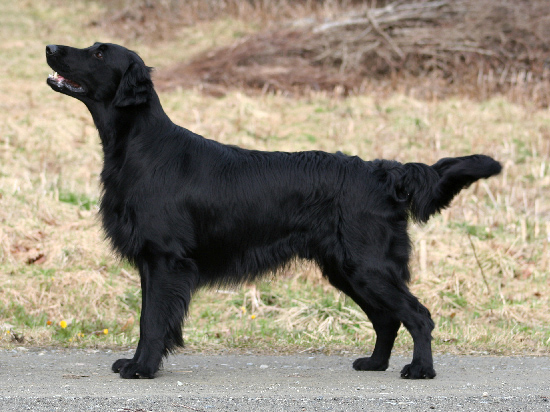
Flat coated retrívr – pevný typ
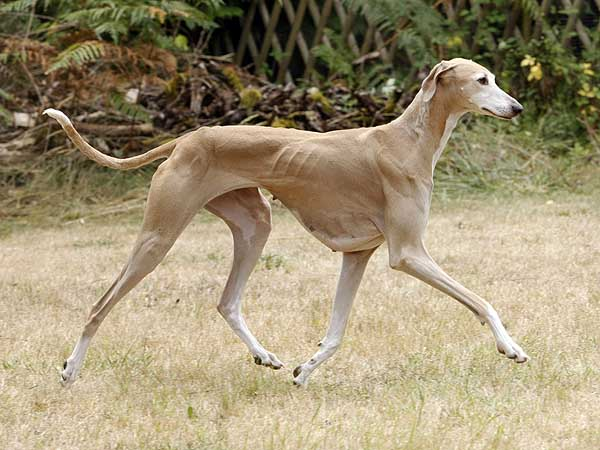
Azavak – suchý typ
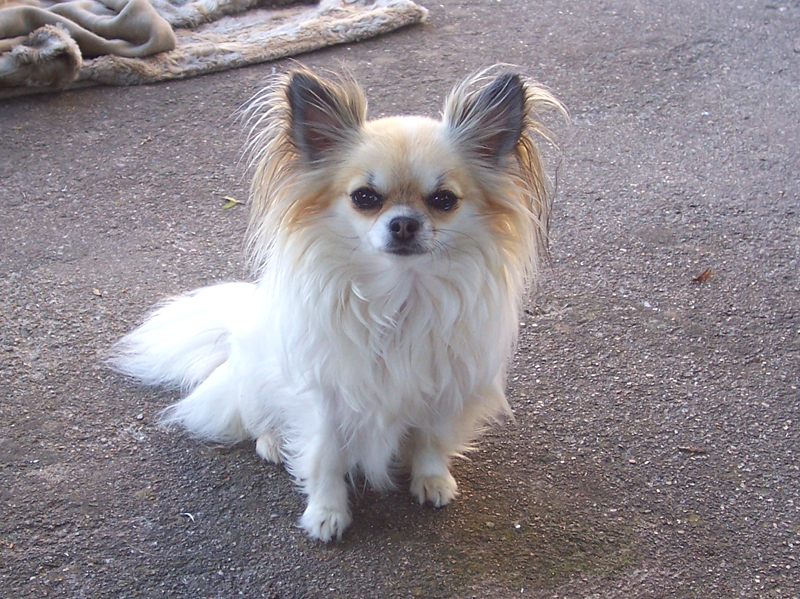
Dlouhosrstá čivava – jemný typ

### Pohlavní výraz
U psů je vyjádřený pohlavní dimorfismus – psi se vzhledem odlišují od fen, tento rozdíl, pohlavní výraz, je zvláště patrný u psů pevné a suché konstituce. Psi jsou větší a mohutnější, mají hrubší a širší hlavu, feny bývají poněkud jemnější. Samci bývají bohatěji osrstění.

## Hlava psa
Hlava psa je rozdělena na dva hlavní celky – mozkovnu, jejímž podkladem je mozková část lebky, a čenichovou partii. Přechod mezi mozkovnou a čenichem se nazývá stop.

Schéma – dolichocefalická, mezocefalická a brachycefalická lebka

Co se týče poměru délek mozkovny a čenichové partie, plemena psů se obecně dají rozdělit do tří skupin:
- brachycefalická plemena, neboli krátkolebá, jsou psi se zkrácenou čenichovou partií a dopředu směřujícíma očima. Častý je předkus, kdy je horní čelist kratší než čelist spodní. Příkladem krátkolebého plemene je anglický buldok, mops či německý boxer.
- mezocefalická plemena jsou psi, u kterých se délka lebky od týlu ke stopu víceméně rovná délce čenichové partie od stopu ke špičce čenichu. Patří sem většina plemen.
- dolichocefalická plemena jsou psi s prodlouženou a plochou mozkovnou, často je u nich vystupující týlní kost. Čenichová partie je rovněž dlouhá, obvykle s mozkovnou v poměru 1 : 1. Příkladem jsou chrti a kolie.

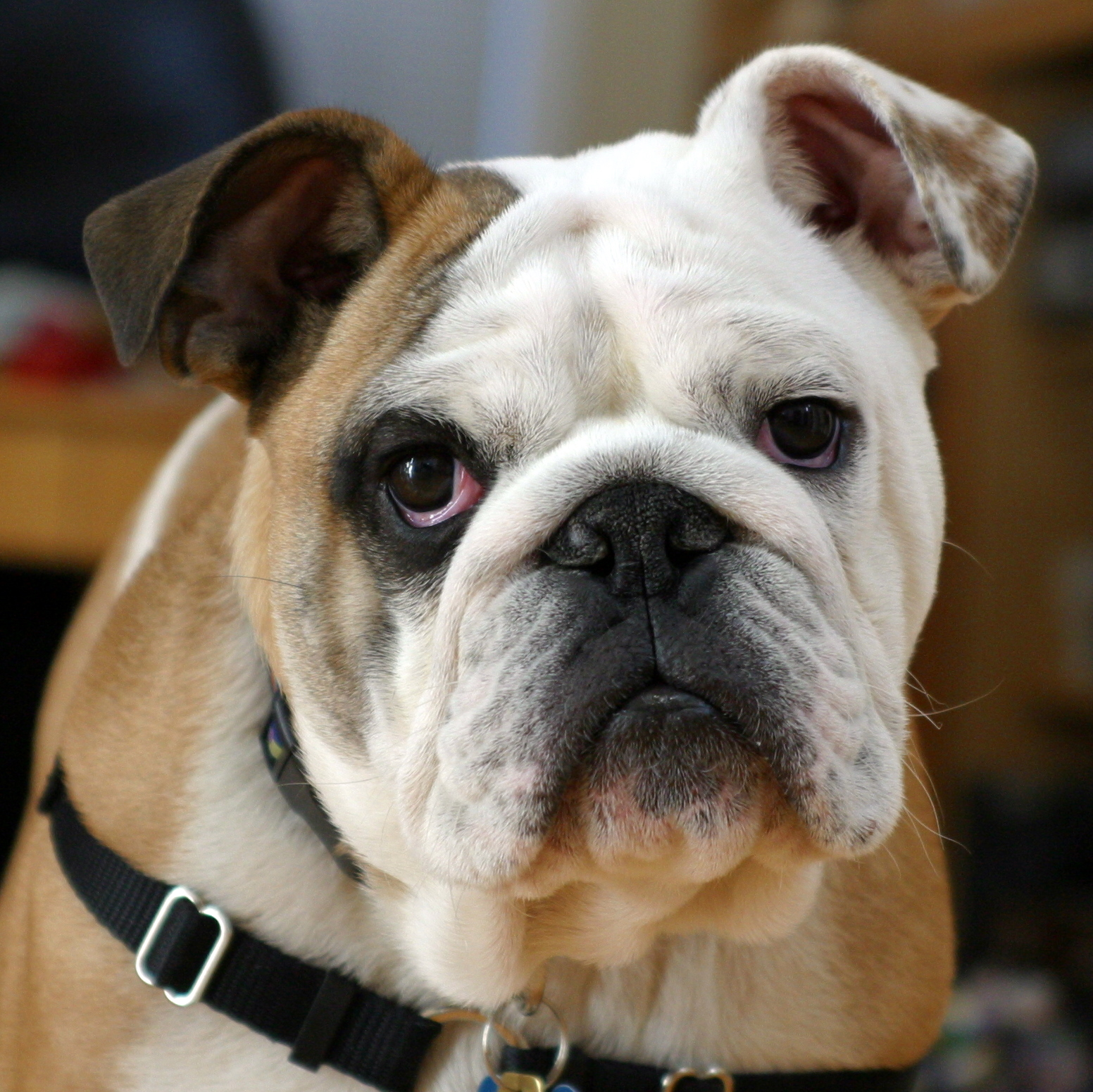
Anglický buldok – brachycefalické plemeno
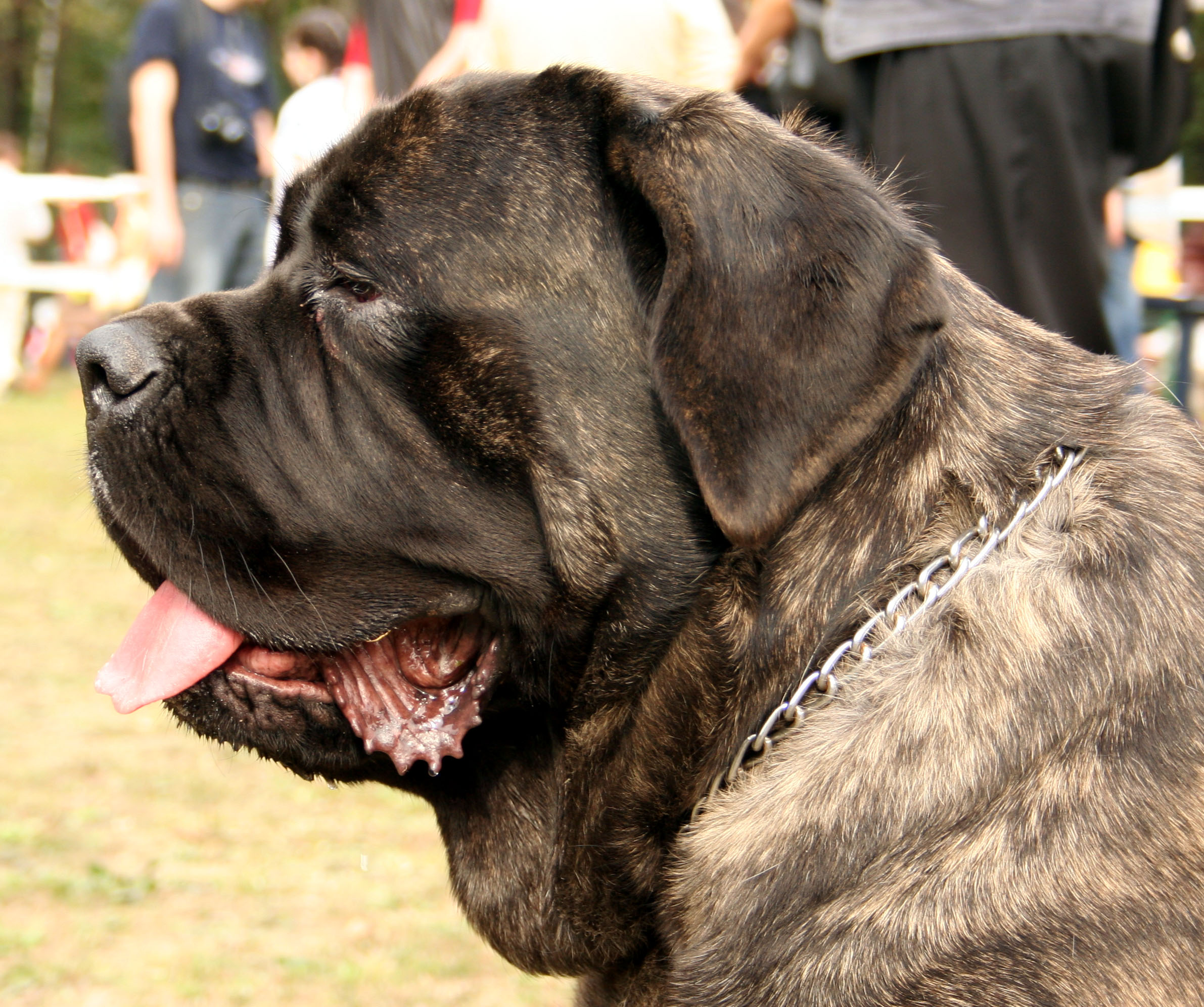
Anglický mastif – čenichová partie kratší, ale bez extrémního zkrácení
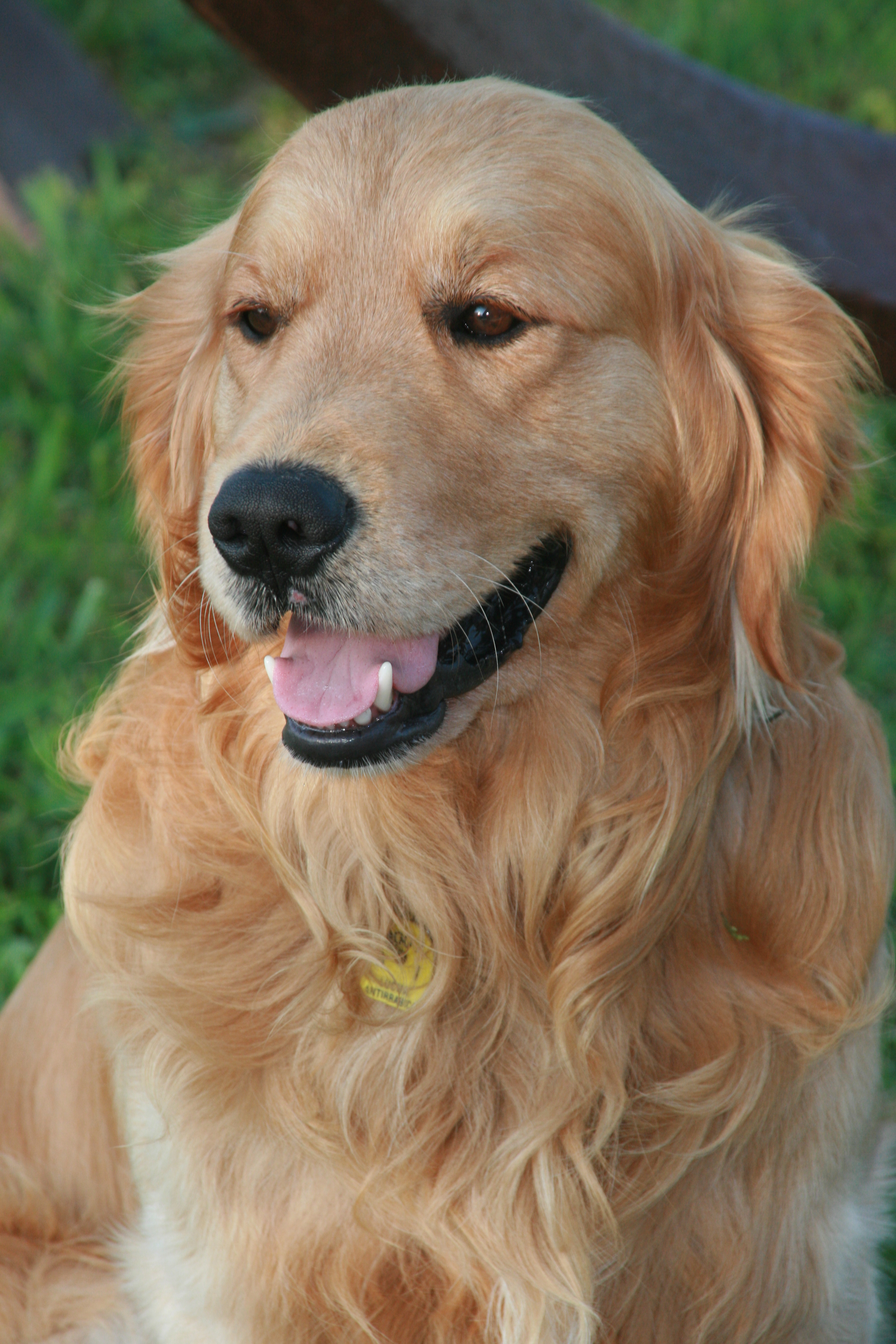
Zlatý retrívr – mezocefalické plemeno
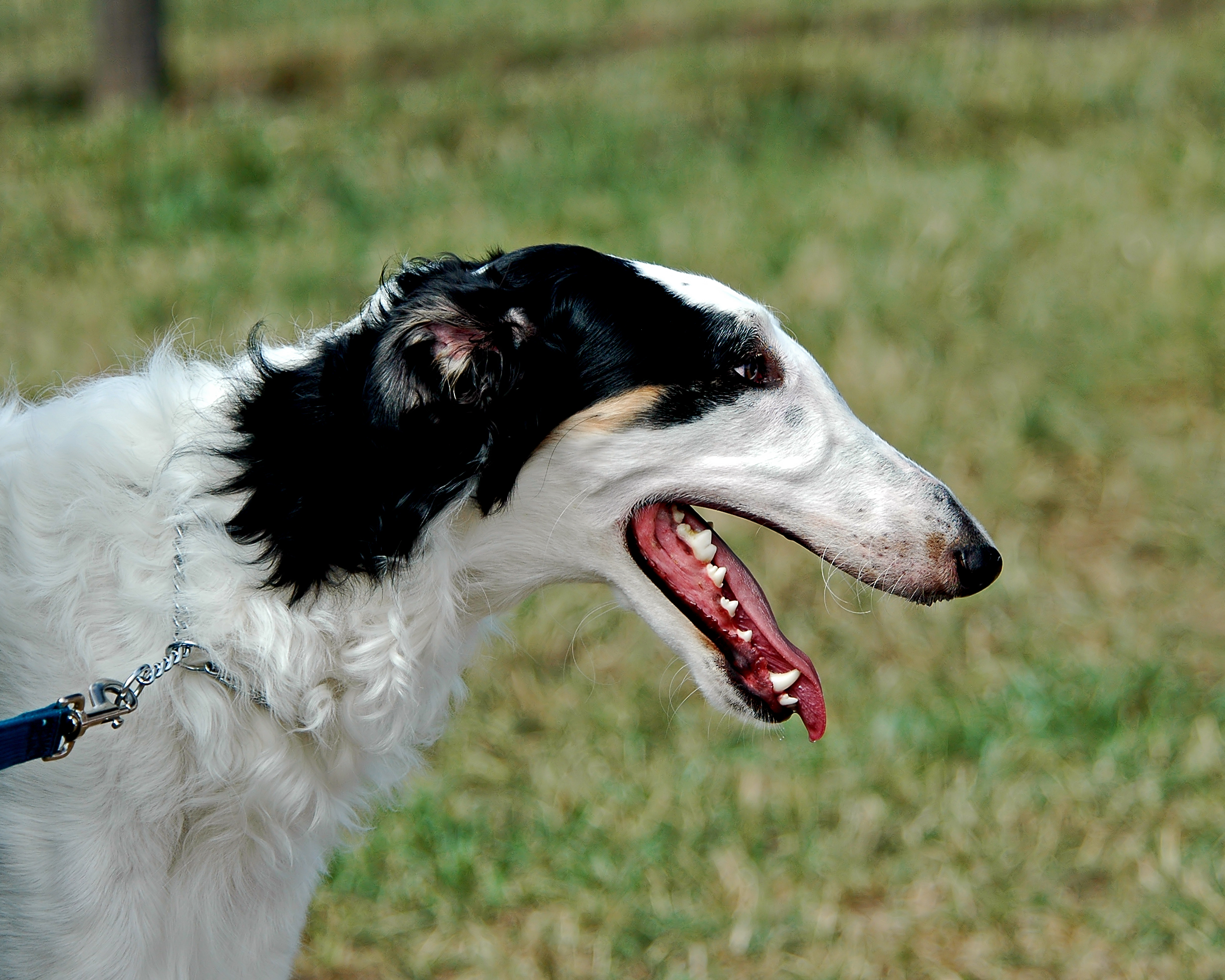
Barzoj – dolichocefalické plemeno

Ve vztahu ke vzhledu požadovaném standardem může být hlava dlouhá, krátká, široká, úzká, těžká, lehká, jemná, ušlechtilá či neušlechtilá, hrubá nebo přiměřená. Klínovitá, též vlčí hlava je taková, u které se čenichová partie postupně směrem k čenichu zužuje. Je typická pro německé ovčáky, špice, šiperku, kolie aj. Hlava hranatá je charakteristická kratší čenichovou partií, která se nezužuje. Je mohutná s patrnými lícními kostmi. Hranatou hlavu mají například molossoidní plemena nebo americký pitbulteriér. Kulatou hlavu mají malá společenská plemena, jako je čivava, opičí pinč, shih-tzu. Vejčitá hlava je charakteristickým znakem anglického bulteriéra.

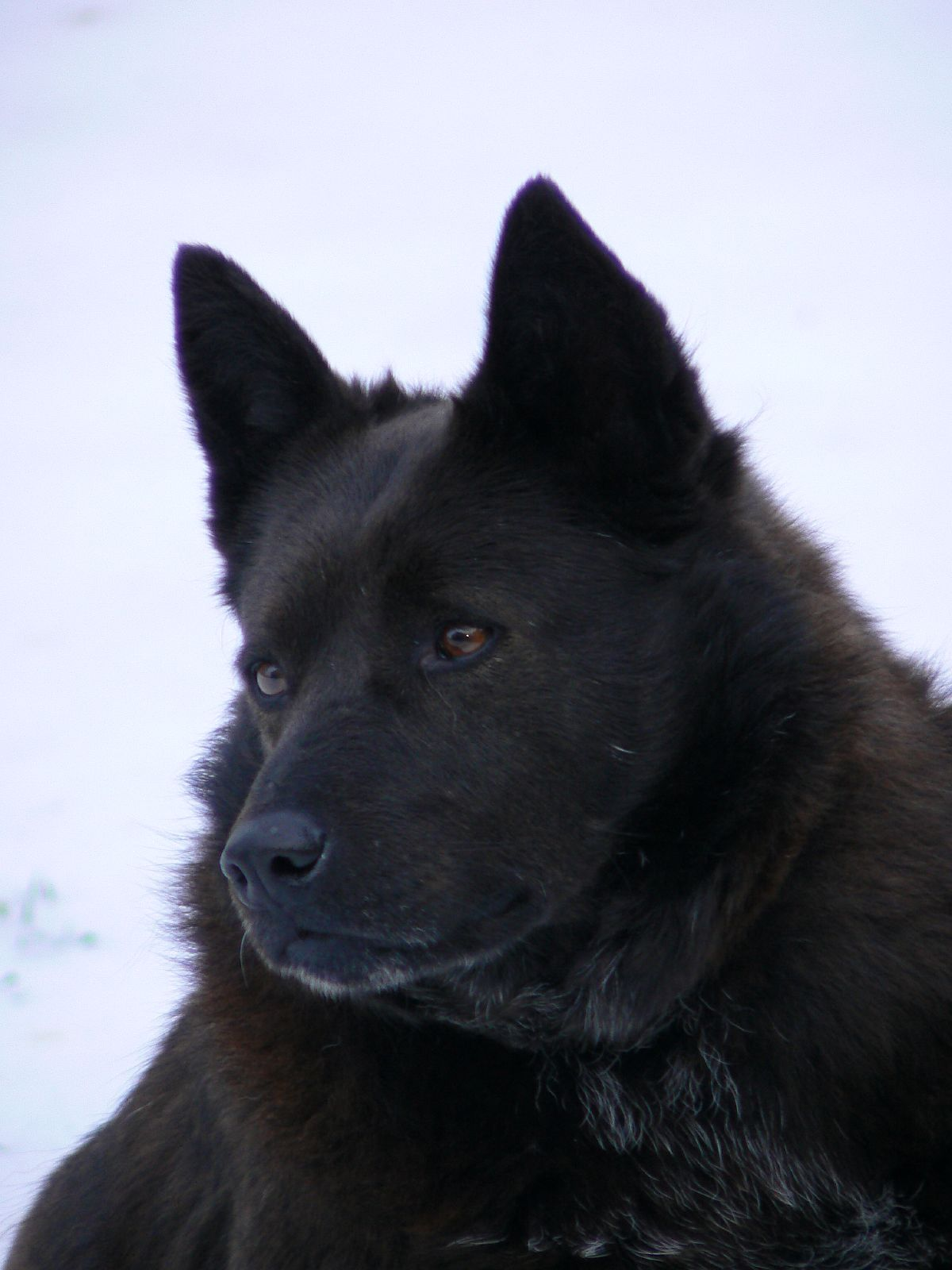
Klínovitá hlava šiperky
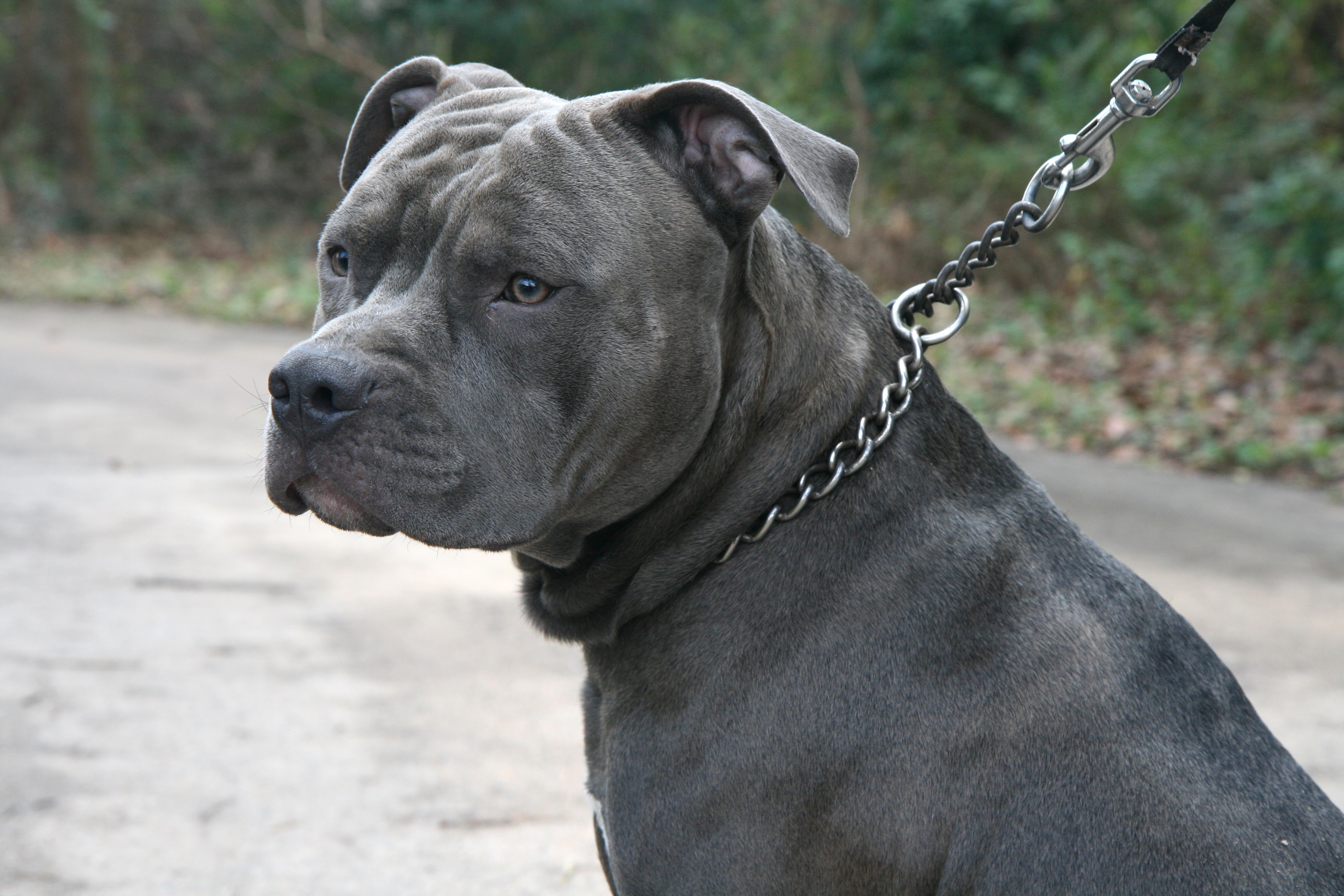
Hranatá hlava amerického pitbulteriéra
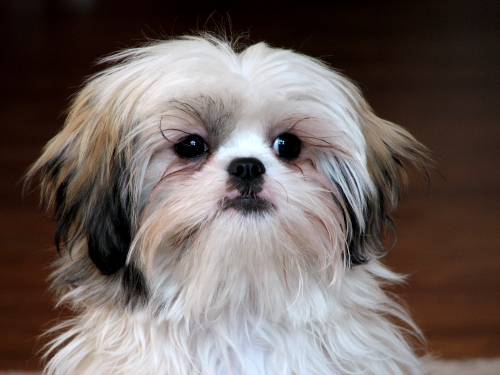
Kulatá hlava shi-tzu
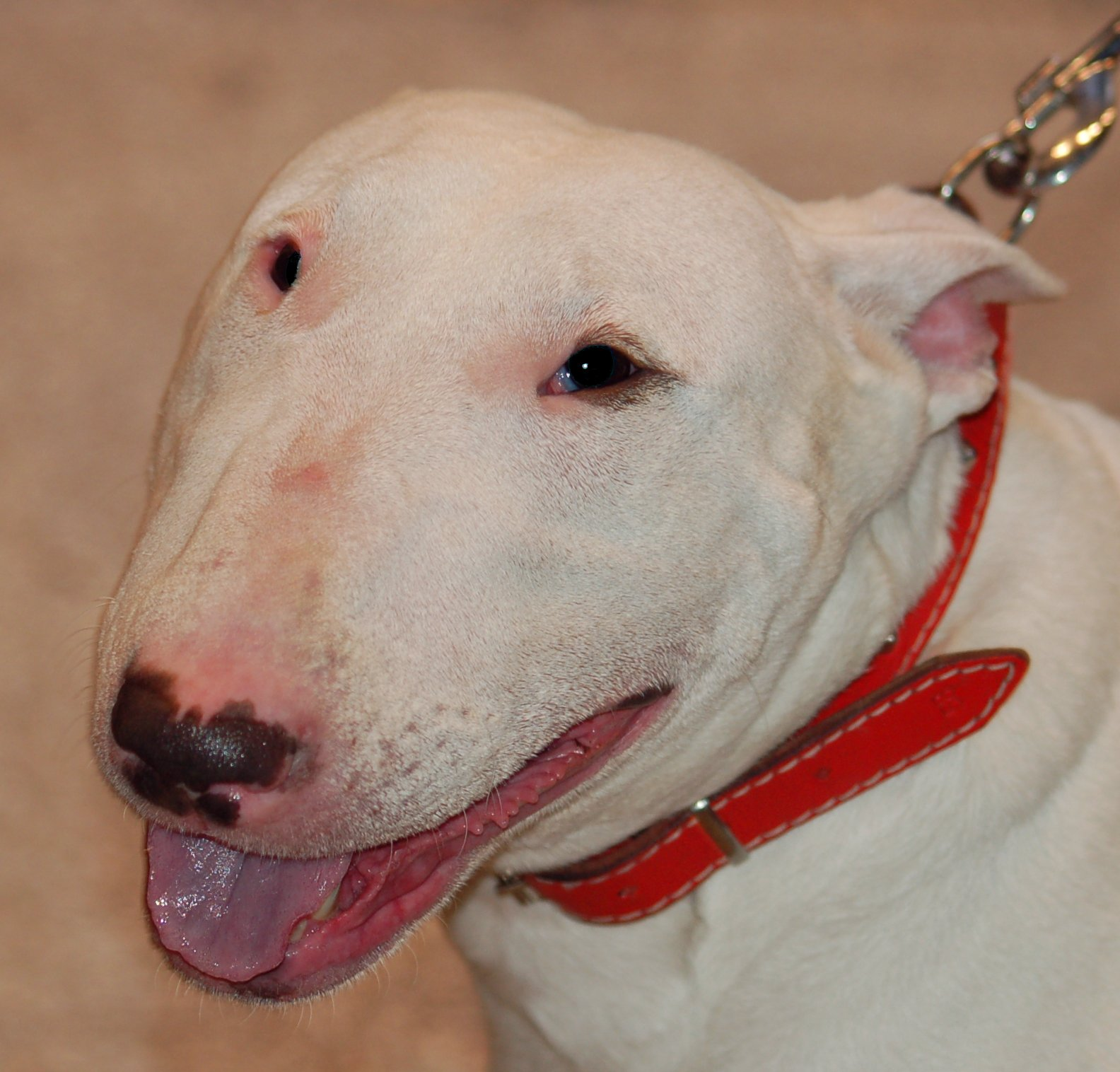
Vejčitá hlava anglického bulteriéra

Schéma - linie hlavy psa - rovnoběžné, rozbíhavé, sbíhavé

Linie temene a čenichu mohou být rovnoběžné, jak je pořadováno například u Nova Scotia duck tolling retrívra nebo u německé dogy, sbíhavé, konvergující, jak je požadováno například u cane corso, nebo rozbíhavé, divergující, standardně u německého drátosrstého ohaře či španělského mastina.
Na mozkovně psa se hodnotí tvar a šířka čela, které může být široké nebo úzké, dlouhé nebo krátké, ploché, klenuté nebo vypouklé. Výrazně vypouklé čelo je znakem jablkovité hlavy, která je plemenným znakem čivavy. Uprostřed čela se u některých plemen tvoří kožní záhyb, tzv. čelní rýha. Ta může být mělká nebo hluboká. Nadočnicové oblouky mohou být výrazné, nebo naopak nevýrazné. Líce mohou být vystouplé nebo ploché, masité nebo suché. Na přechodu hlavy v krk může být výrazný týlní hrbol, nebo je naopak nevýrazný či neznatelný.

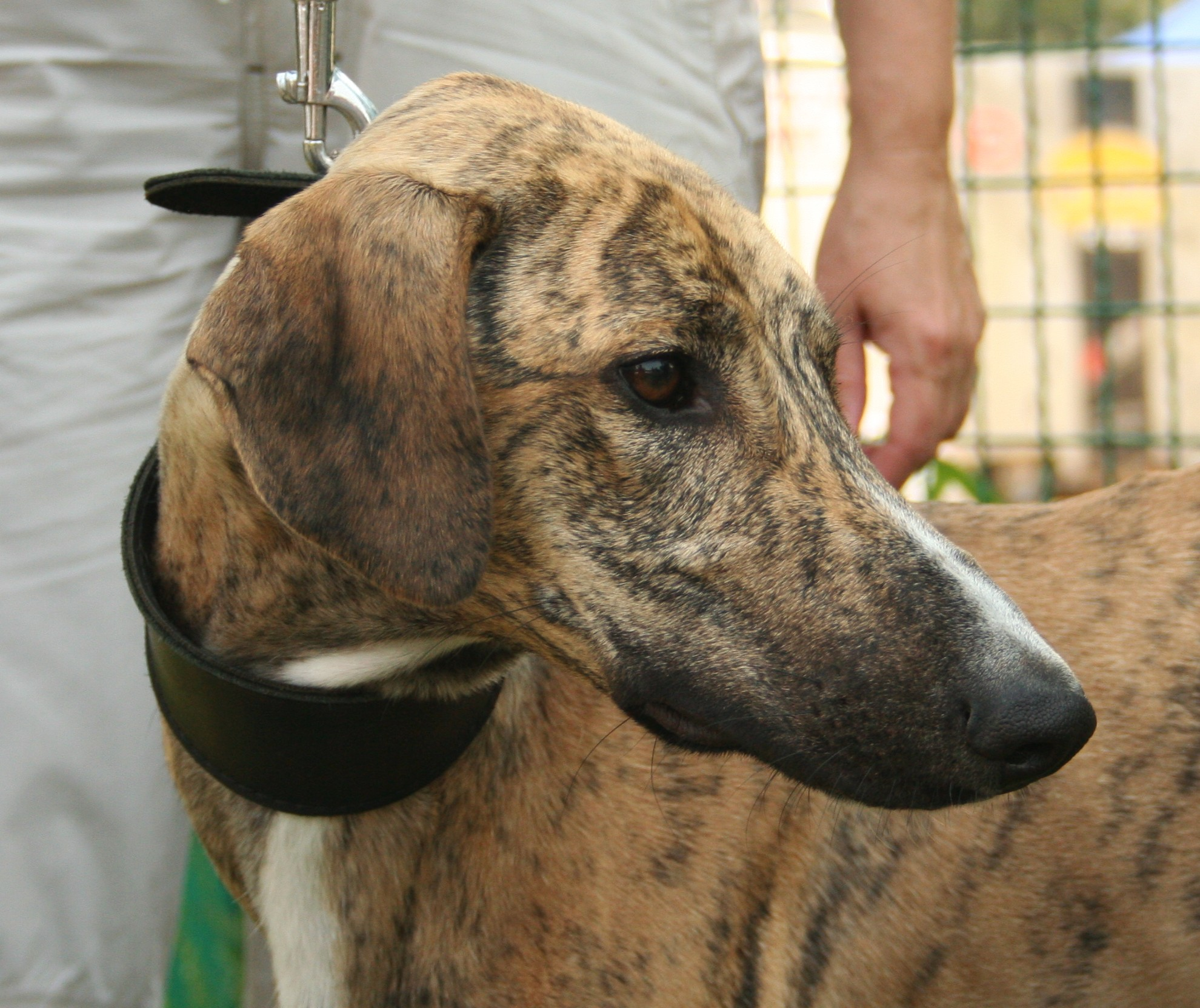
Azavak – výrazný týlní hrbol
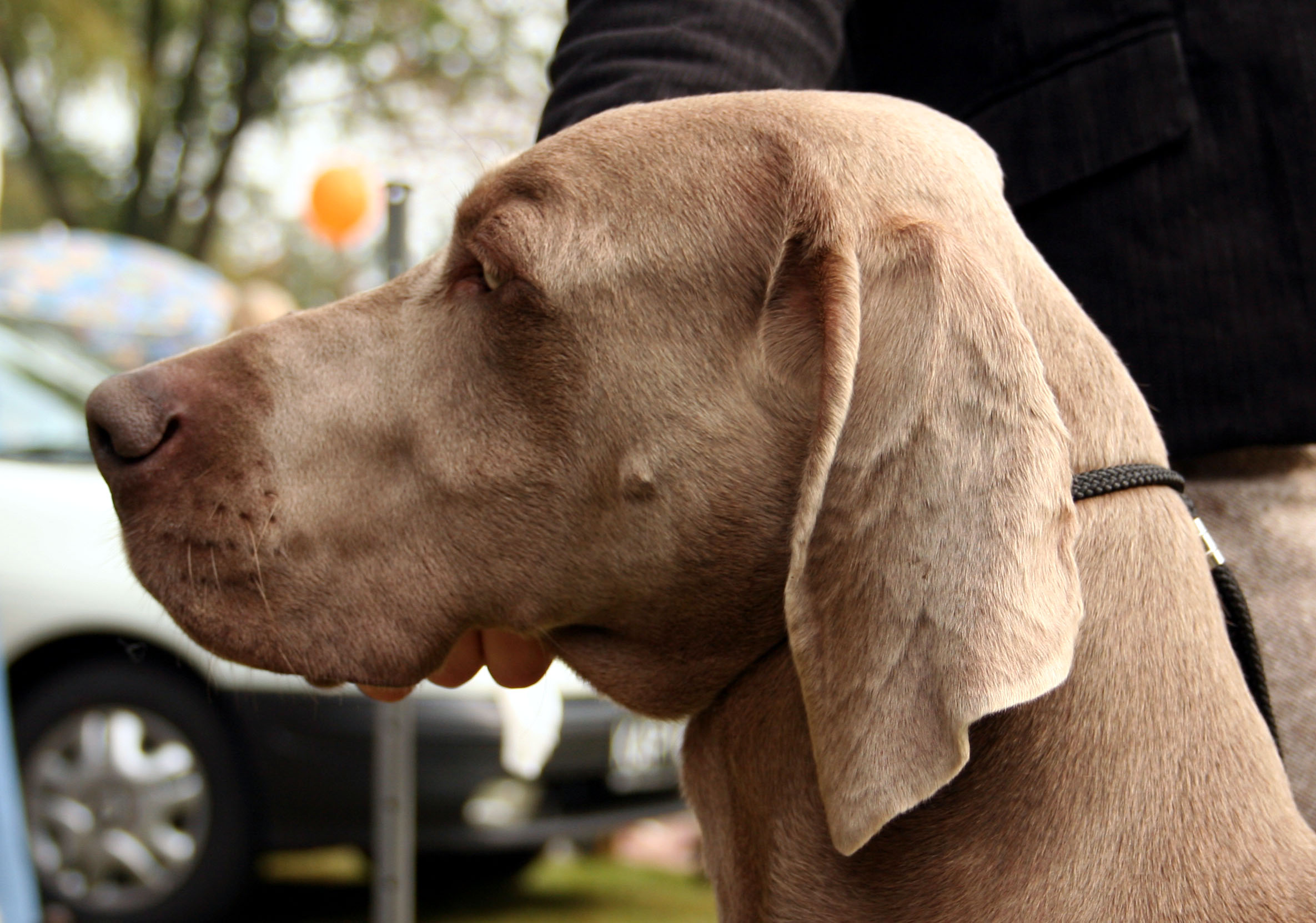
Výmarský ohař – dobře vyznačený týlní hrbol
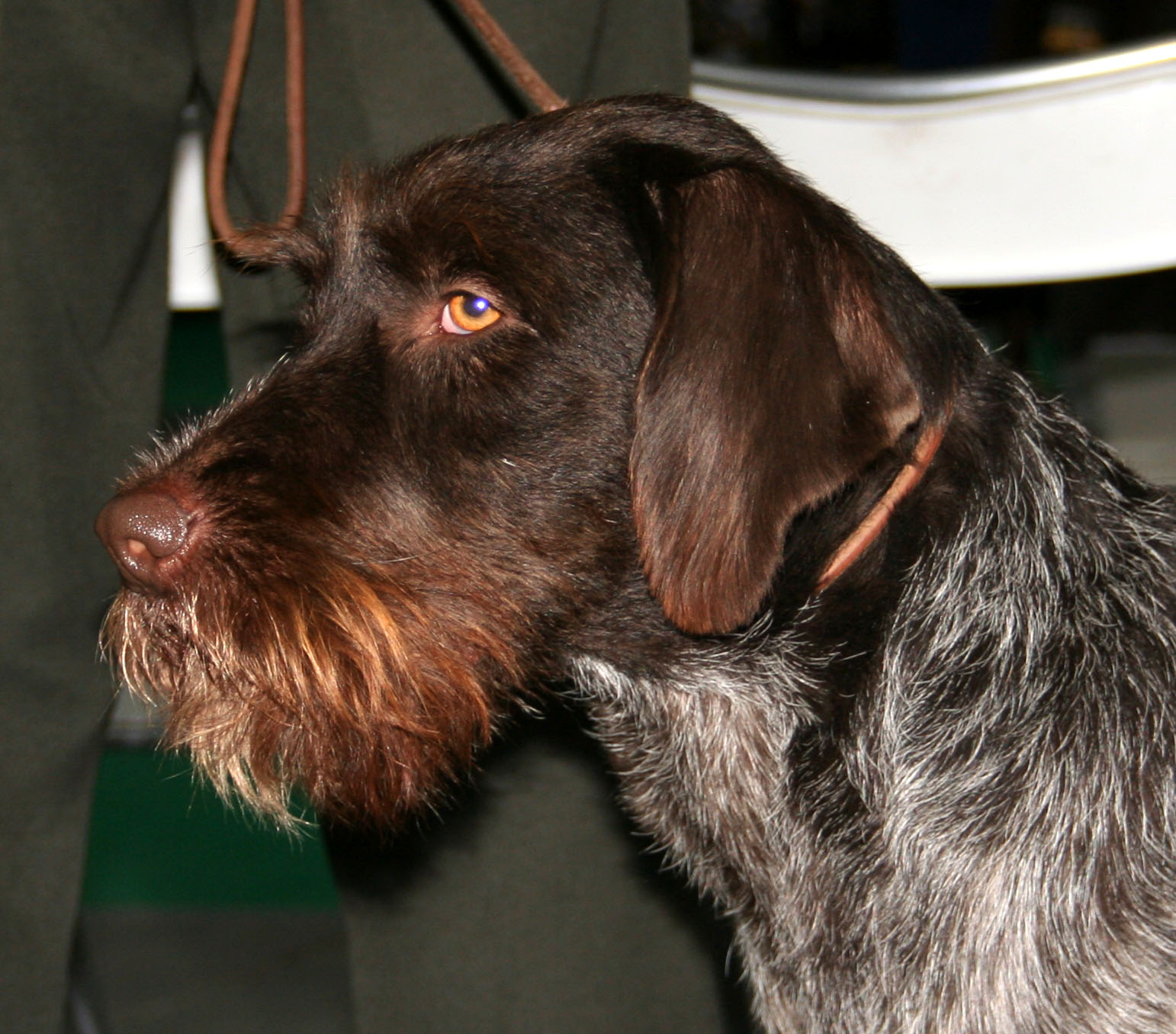
Český fousek – nevýrazný týlní hrbol, výrazné nadočnicové oblouky
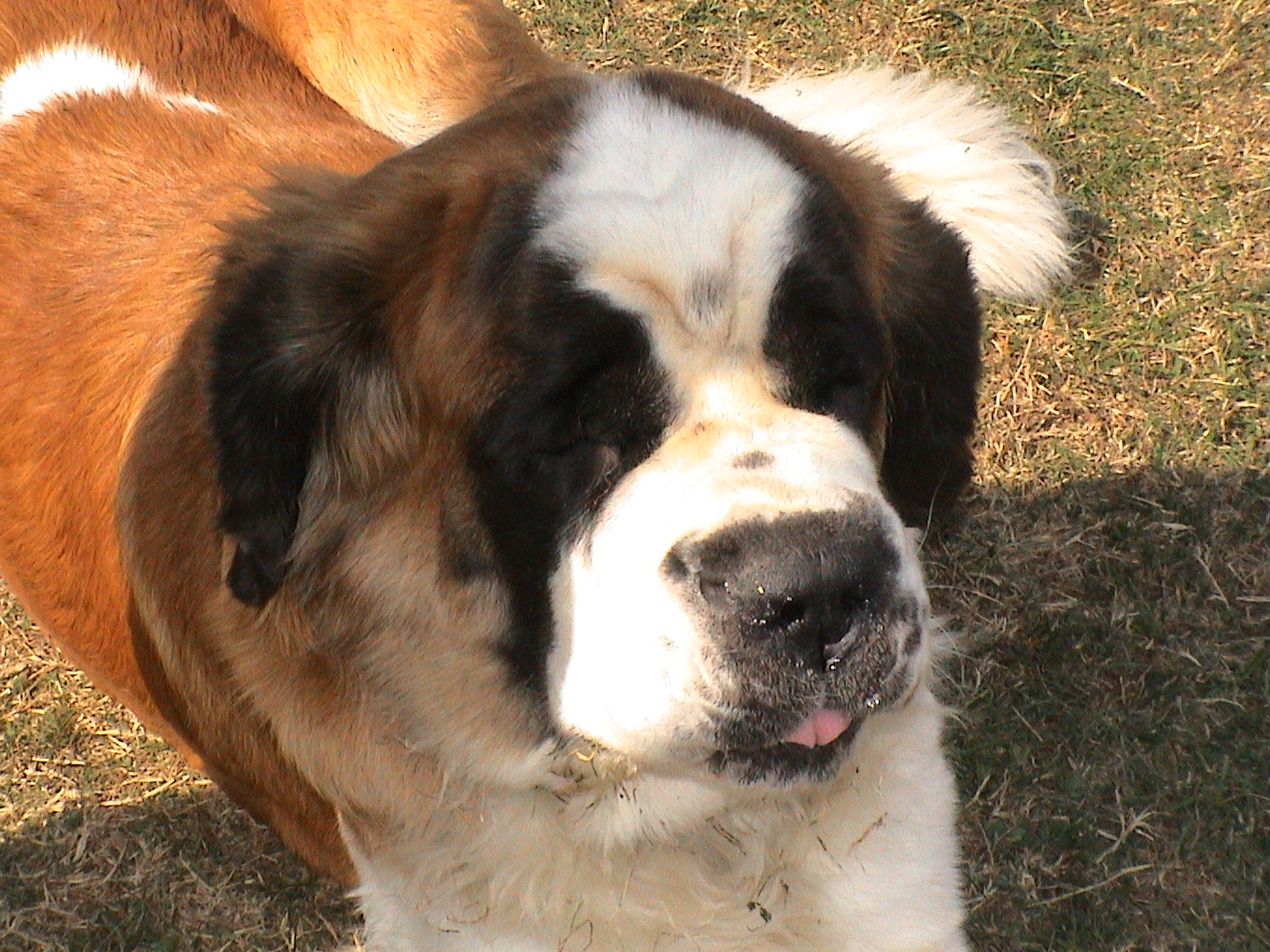
Bernardýn – silně vyvinutá čelní rýha s vráskami, které se k ní sbíhají
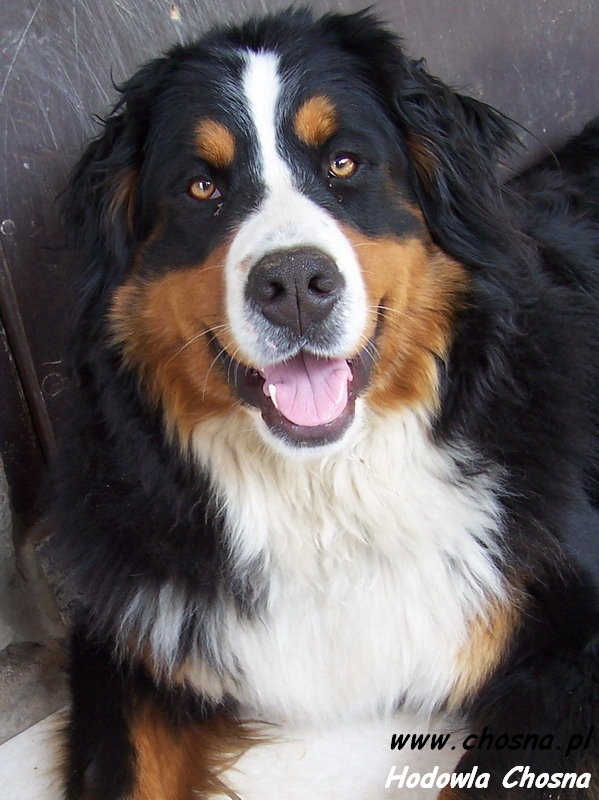
Bernský salašnický pes – slabě vyjádřená čelní rýha

Stop je přechod mezi mozkovnou a čenichovou partií psa. U psích plemen existují stopy s úhlem skoro 90° až po sotva znatelný, postupný přechod. Výrazný stop je vyžadován u čivavy, kanárské dogy, bandoga, westíka, anglického setra a dalších, dobře patrný u hovawarta či slovenského čuvače, mírný stop je vyžadován u československého vlčáka, beaucerona, aljašského malamuta aj. Skotský teriér či jezevčík mají stop jen naznačený. Sotva znatelný stop je vyžadován u kavkazského pasteveckého psa, dlouhosrsté kolie či barzoje.

Schéma – výrazný, dobře patrný, mírný, naznačený a sotva znatelný stop
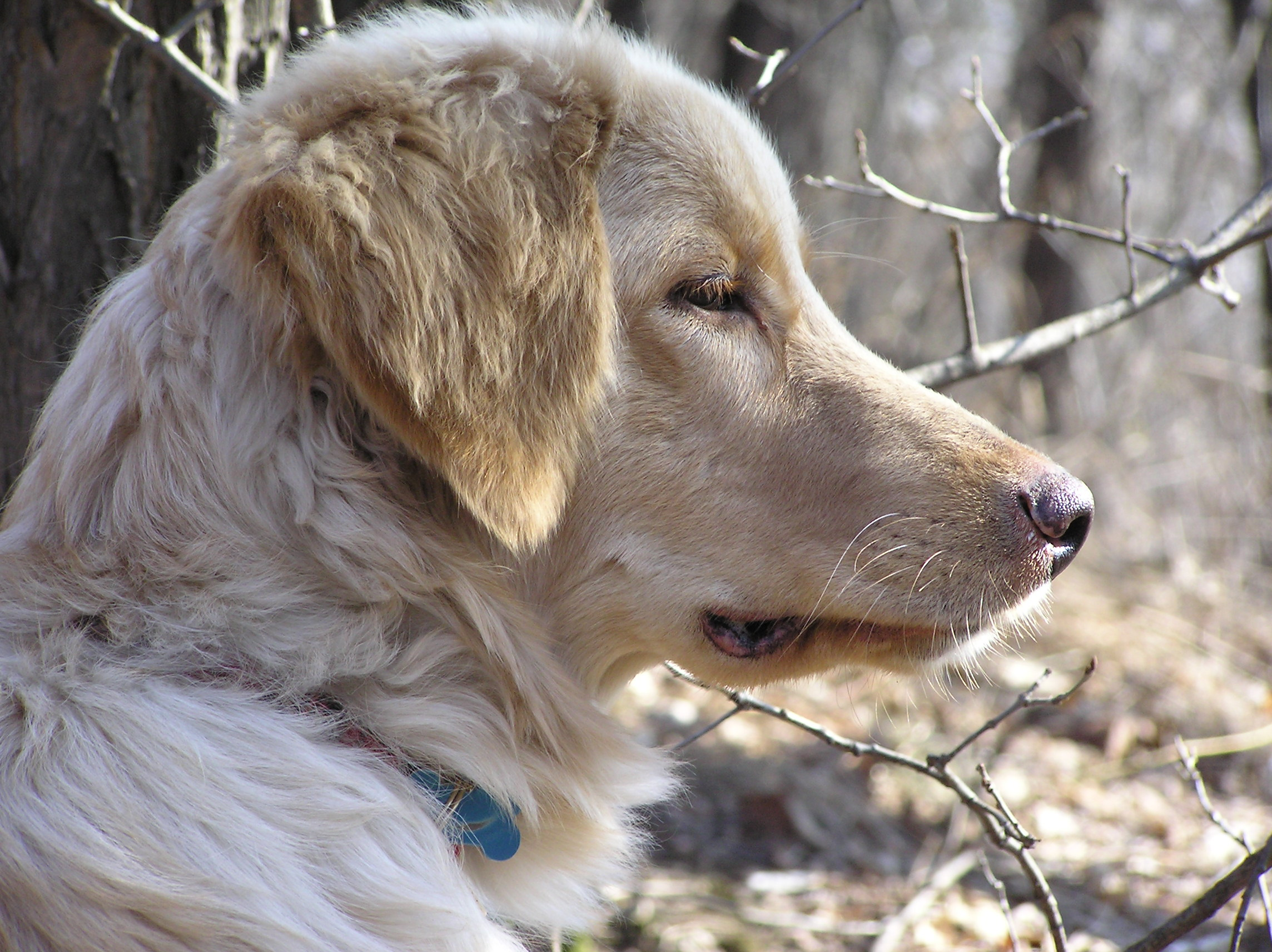
Dobře patrný stop hovawarta
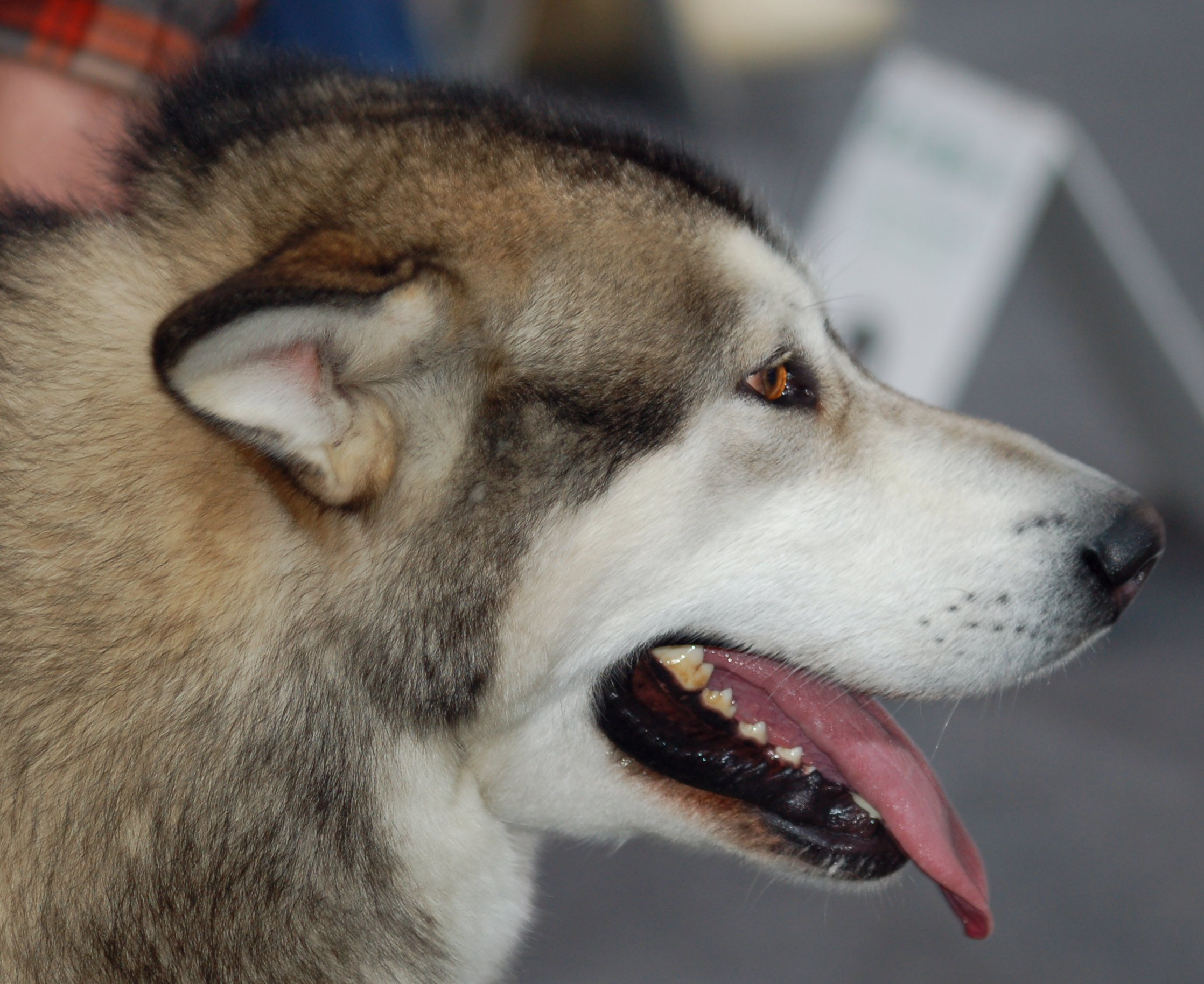
Mírný stop malamuta
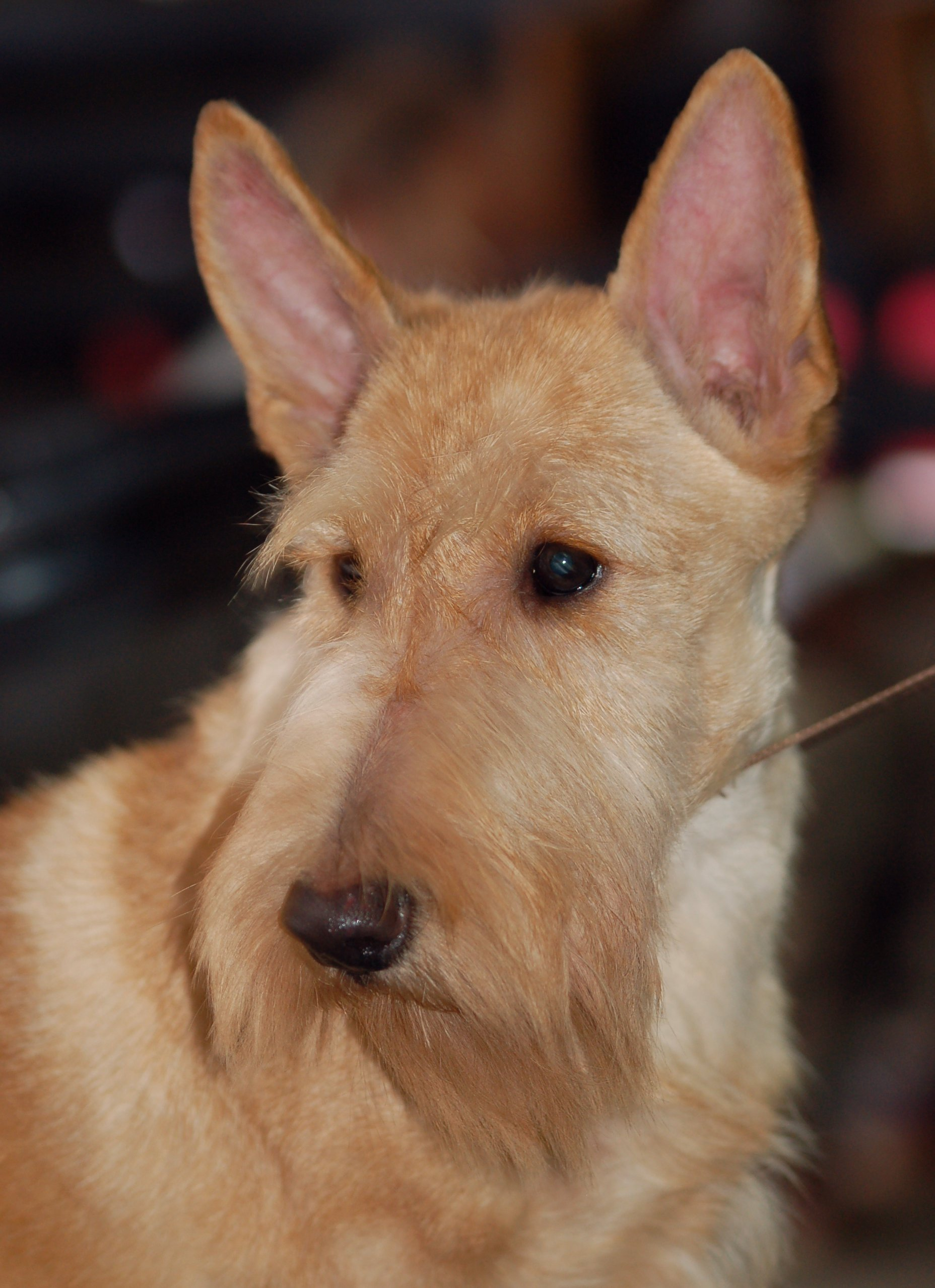
Naznačený stop skotského teriéra
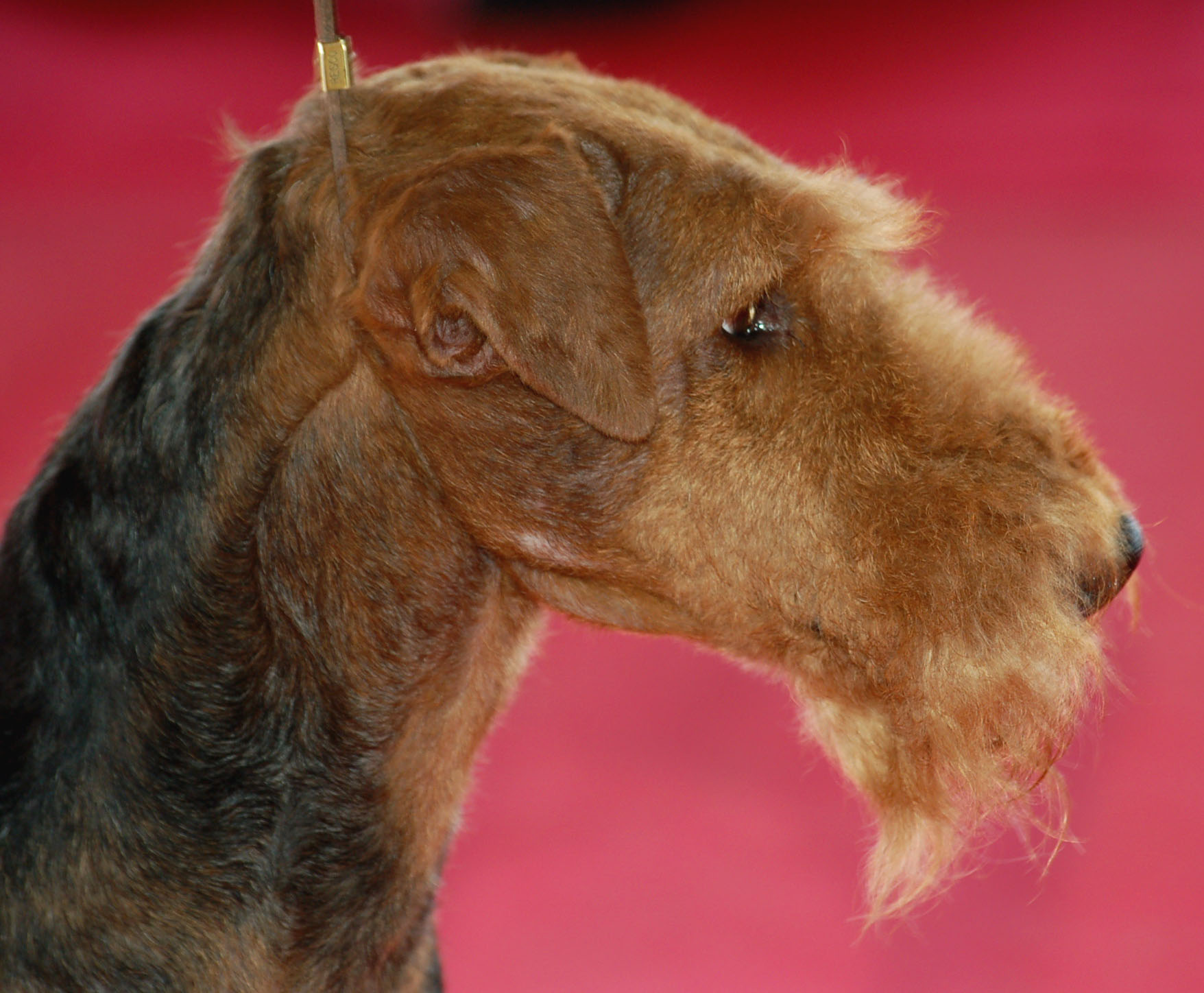
Sotva znatelný stop airedale teriéra

Hřbet nosu bývá většinou rovný, dále je častý římský nos, vyžadovaný brazilské fily nebo německého ohaře, u bulteriéra je typický výrazný klabonos, lehce konkávní, pronesený hřbet nosu je standardní u argentinské dogy či u pointra.

Schéma – rovný profil, římský nos a pronesený nos
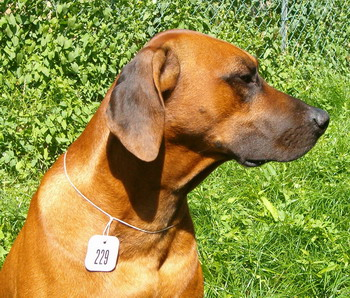
Rovný hřbet nosu rhodéského ridgebacka
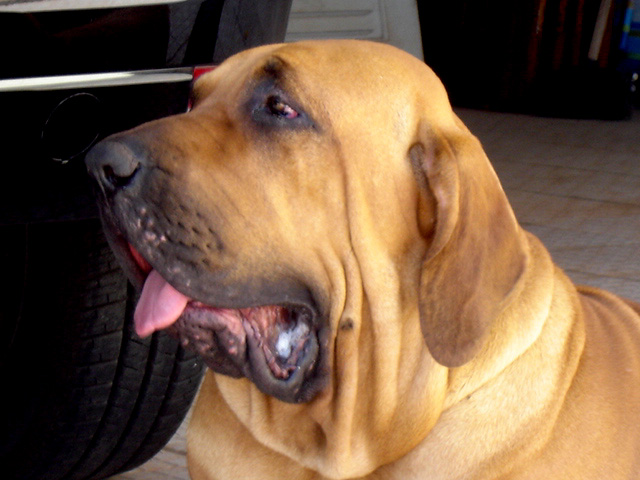
Římský nos brazilské fily
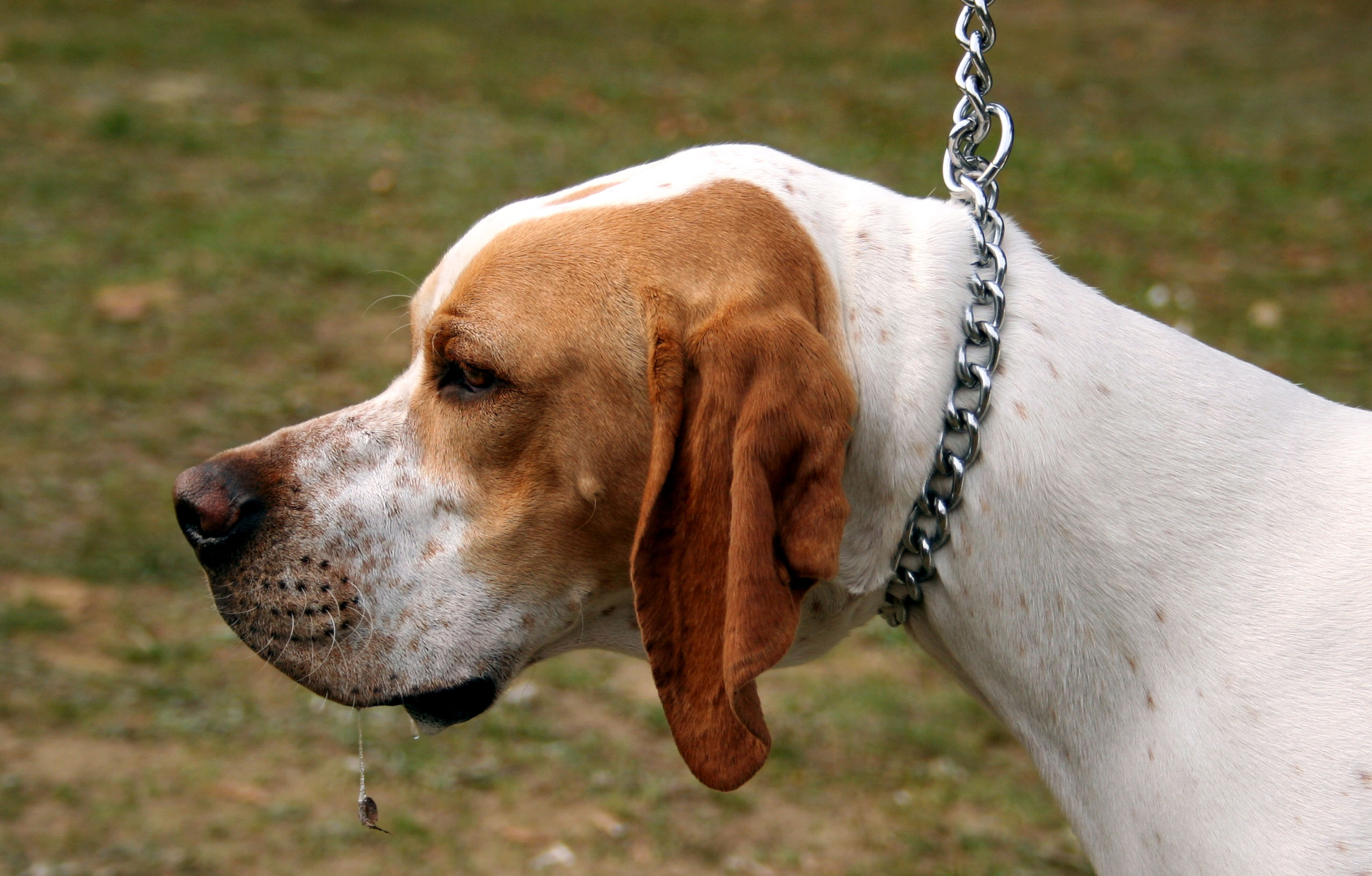
Lehce proláklý nos pointra

Nosní houba je obvykle vyžadována černě pigmentovaná. U modrých psů je nosní houba břidlicově šedá – jedná se o zesvětlenou černou, u hnědých psů je nosní houba hnědá, tzv. játrová. U psů zbarvení merle se obvykle toleruje skvrnitá nosní houba. Pysky mohou být masité nebo tenké, převislé, volné nebo dobře přiléhající. Měly by být dobře pigmentované, obvykle černé, s výjimkou modrých a hnědých zvířat, kde jsou břidlicově šedé a hnědé.

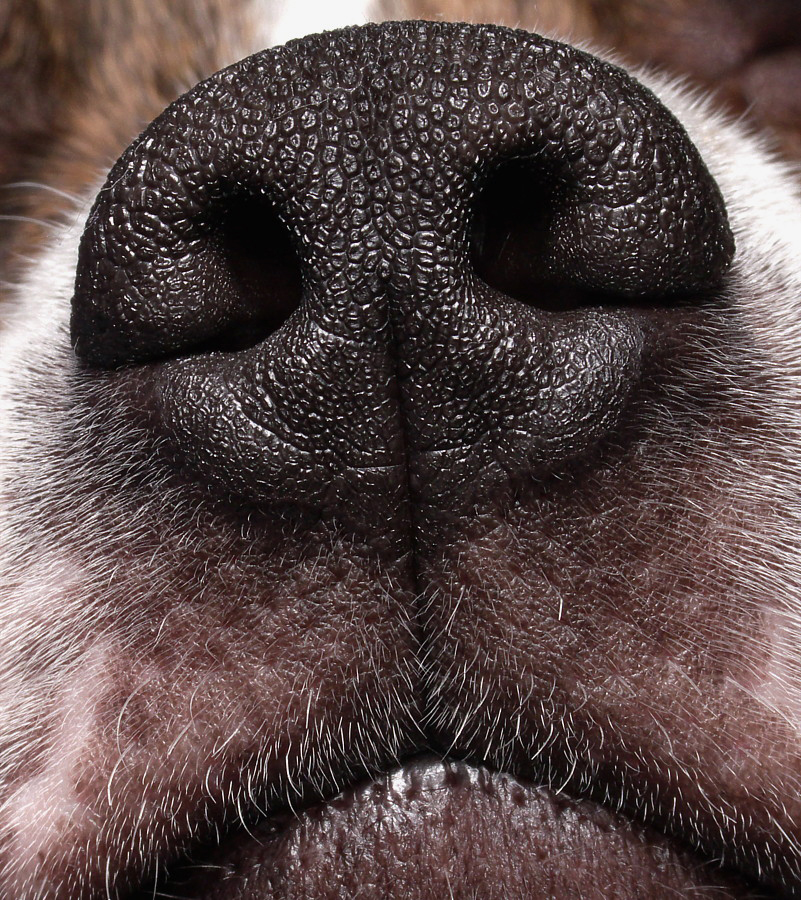
Černě pigmentovaná nosní houba
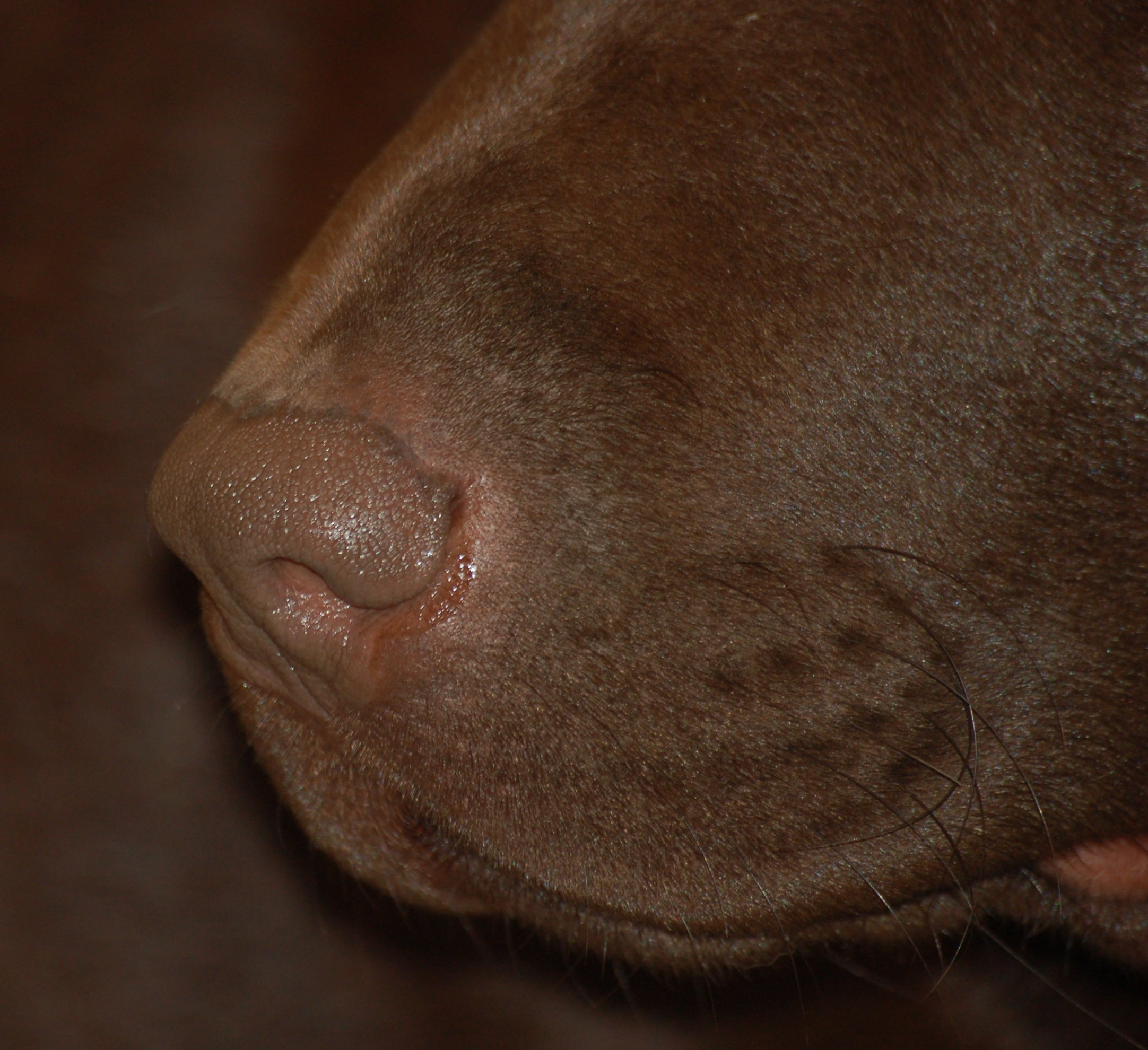
Játrová nosní houba hnědého labradora

Dospělý pes má 42 zubů. Většinou je vyžadován nůžkový skus, což značí, že horní řezáky těsně překrývají spodní. Tolerovaný je skus klešťový. U brachycefalických plemen je častý předkus, kdy spodní řezáky překrývají horní.

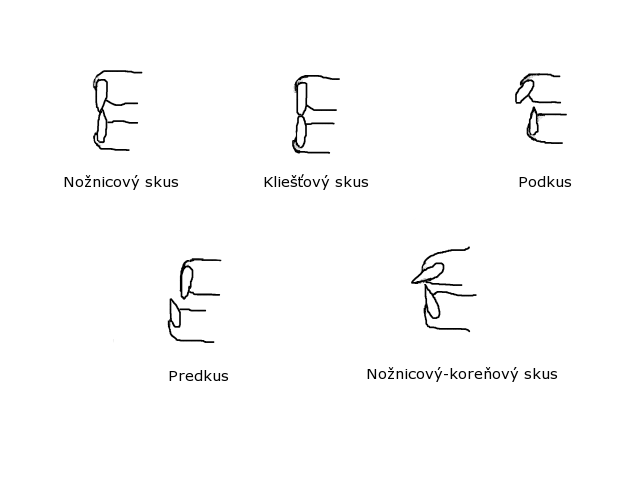
Schéma – skus psa
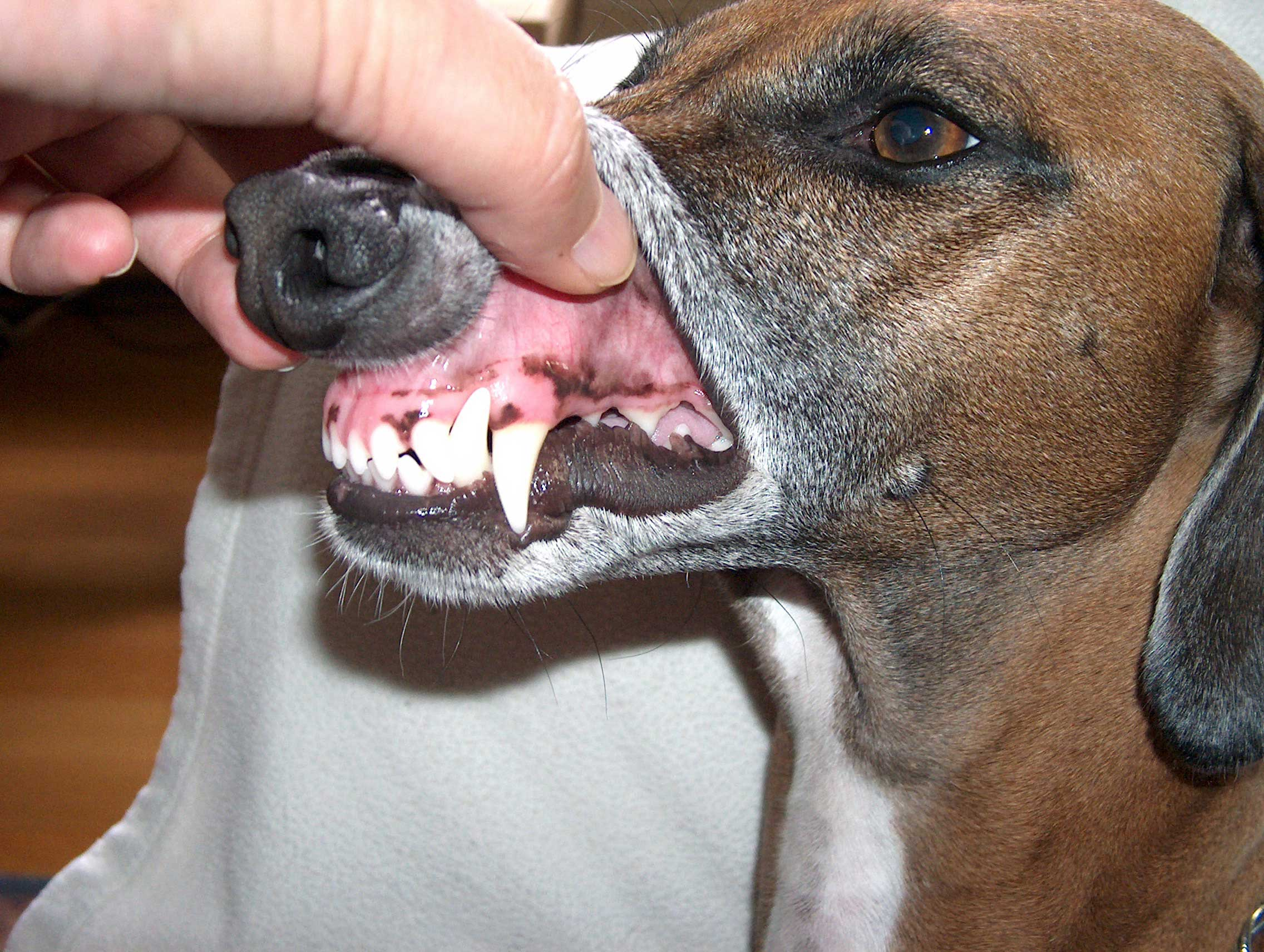
Azavak ukazující nůžkový skus
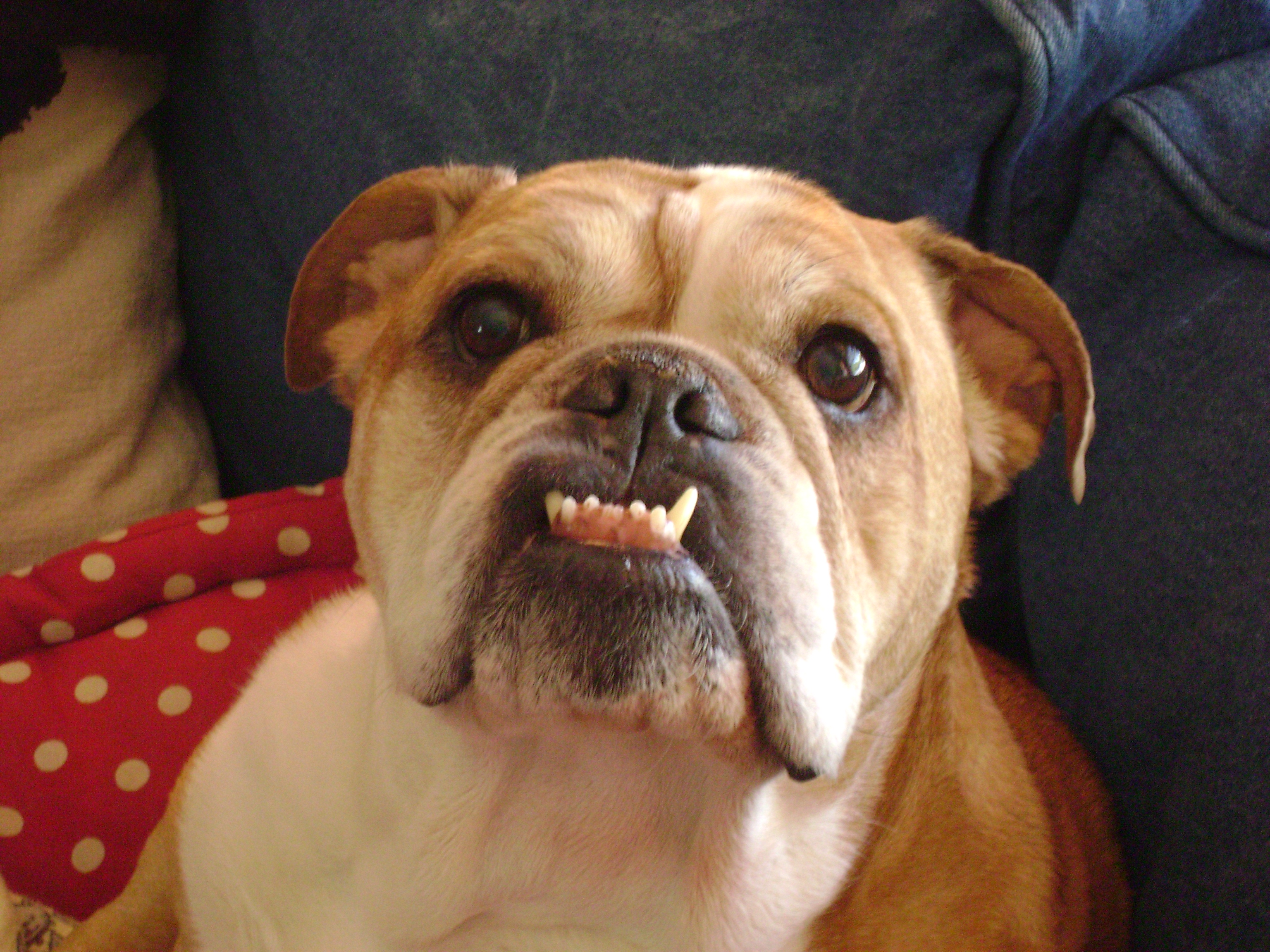
Anglický buldok s výrazným předkusem – tento pes nesplňuje standard plemene, který výslovně zakazuje viditelné zuby při zavřené tlamě

Tvar ušního boltce je výrazným plemenným znakem. Původní jsou uši vzpřímené, prošlechtěná plemena mají uši s měkkou chrupavkou, které visí podle lící dolů. Klopené uši jsou uši vzpřímené, jejichž přibližně horní polovina je přehnutá dopředu a částečně nebo úplně zakrývá ústí vnějšího zvukovodu. Poloklopené uši jsou vzpřímenější a lehčí než klopené, dopředu je ohnutá jen špička ucha a ústí zvukovodu je volné. Ucho tvaru růžového lístku je malé, vysoko nasazené klopené ucho, složené nazad a odkrývající vnitřek boltce i vstupu do zvukovodu.
Ušní boltec může být nasazený nízko, středně vysoko nebo vysoko, přičemž hodnocení toho, co je nízko a co je vysoko zpravidla záleží na standardu plemene. Kupírování uší je chirurgická úprava vzhledu psa, při které dochází v podobném tvaru ke ztrátě ušního boltce, a tím ke změně vzhledu zvířete. V České republice je kupírování uší zakázáno od roku 1993 a od 1. 3. 2004 ČMKU zakazuje vstup kupírovaným jedincům na kynologické akce.

Schéma – typy uší psa
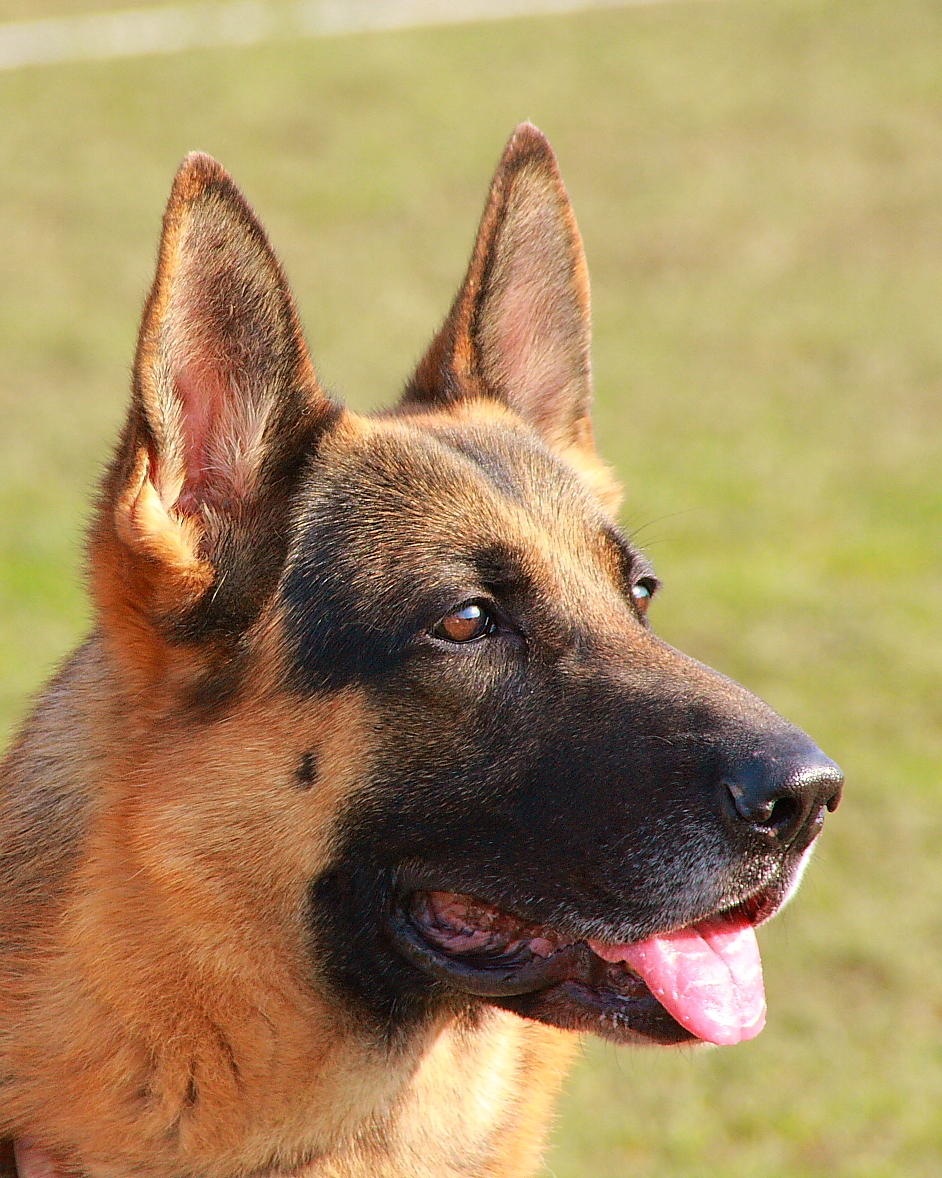
Vzpřímené ucho německého ovčáka
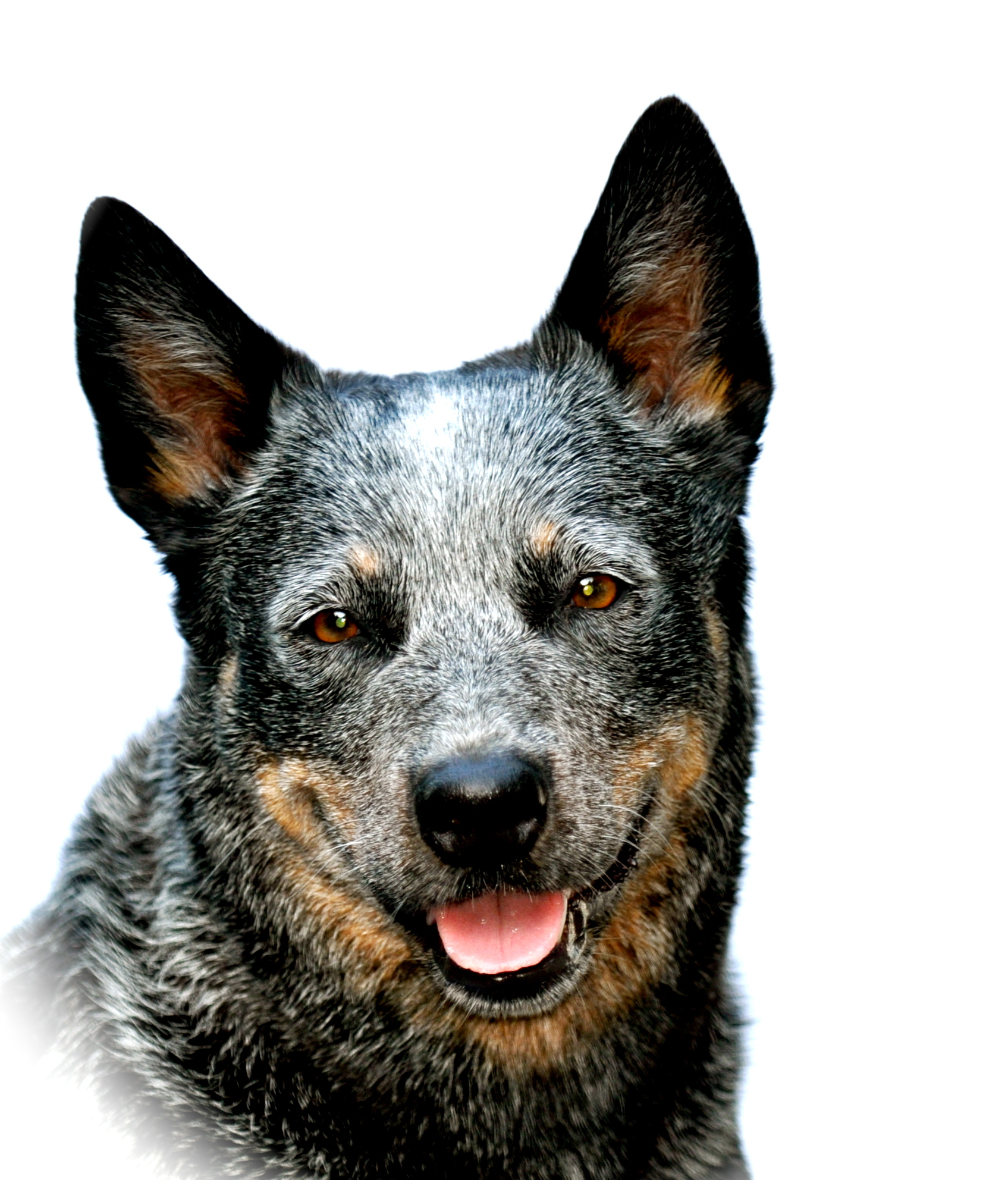
Vzpřímené, tzv. netopýří ucho australského honáckého psa
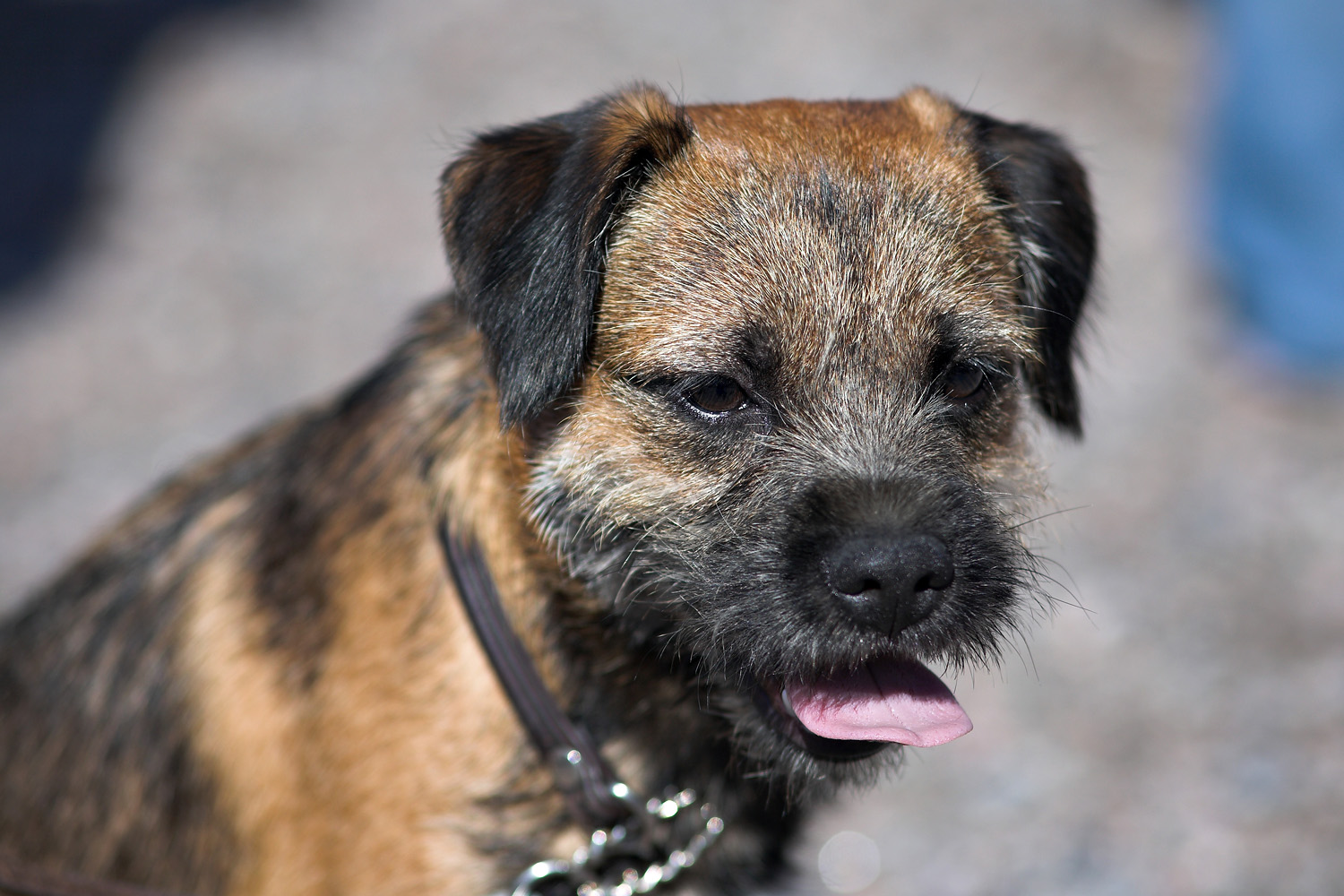
Klopené ucho border teriéra
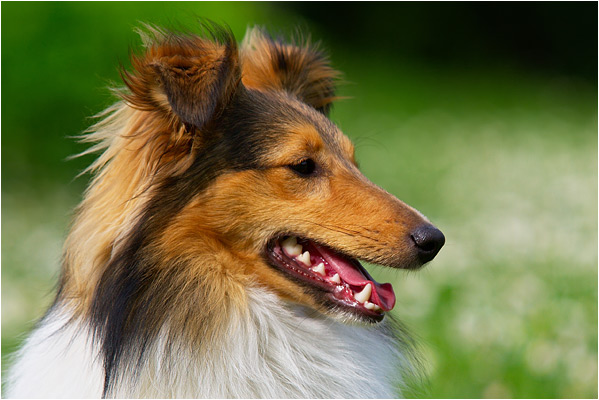
Poloklopené ucho sheltie
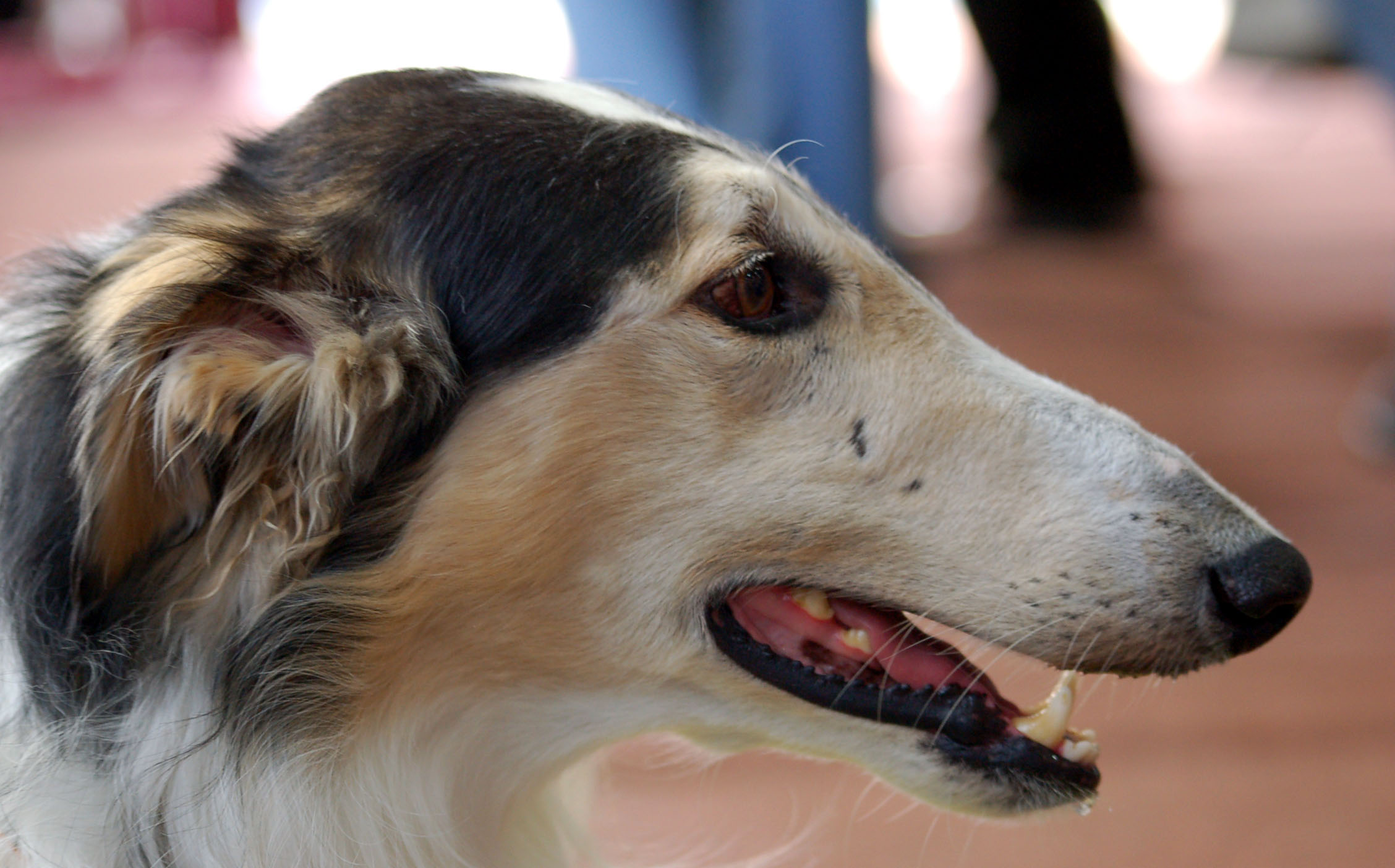
Růžičkovité ucho barzoje
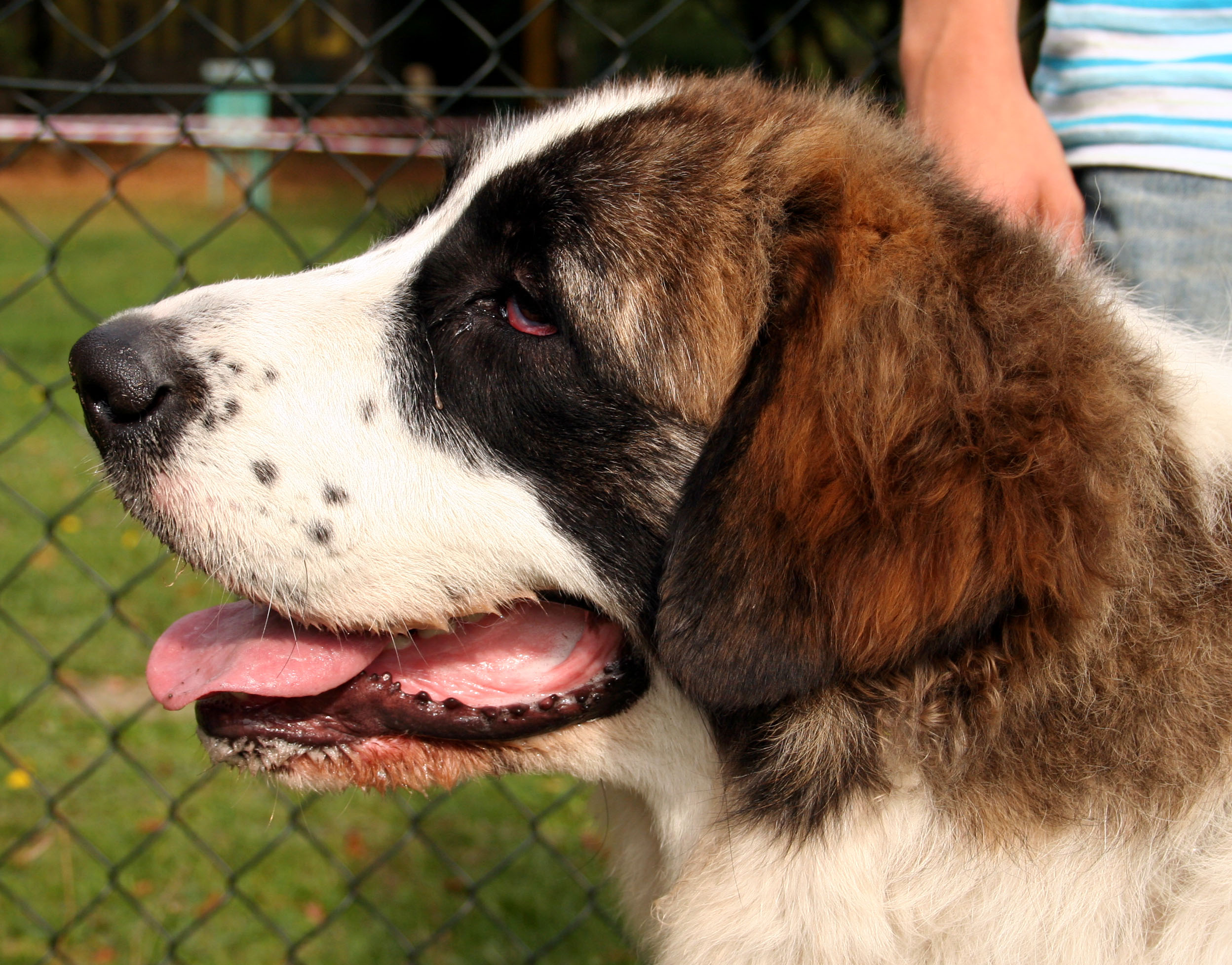
Trojúhelníkové převislé ucho pyrenejského mastina
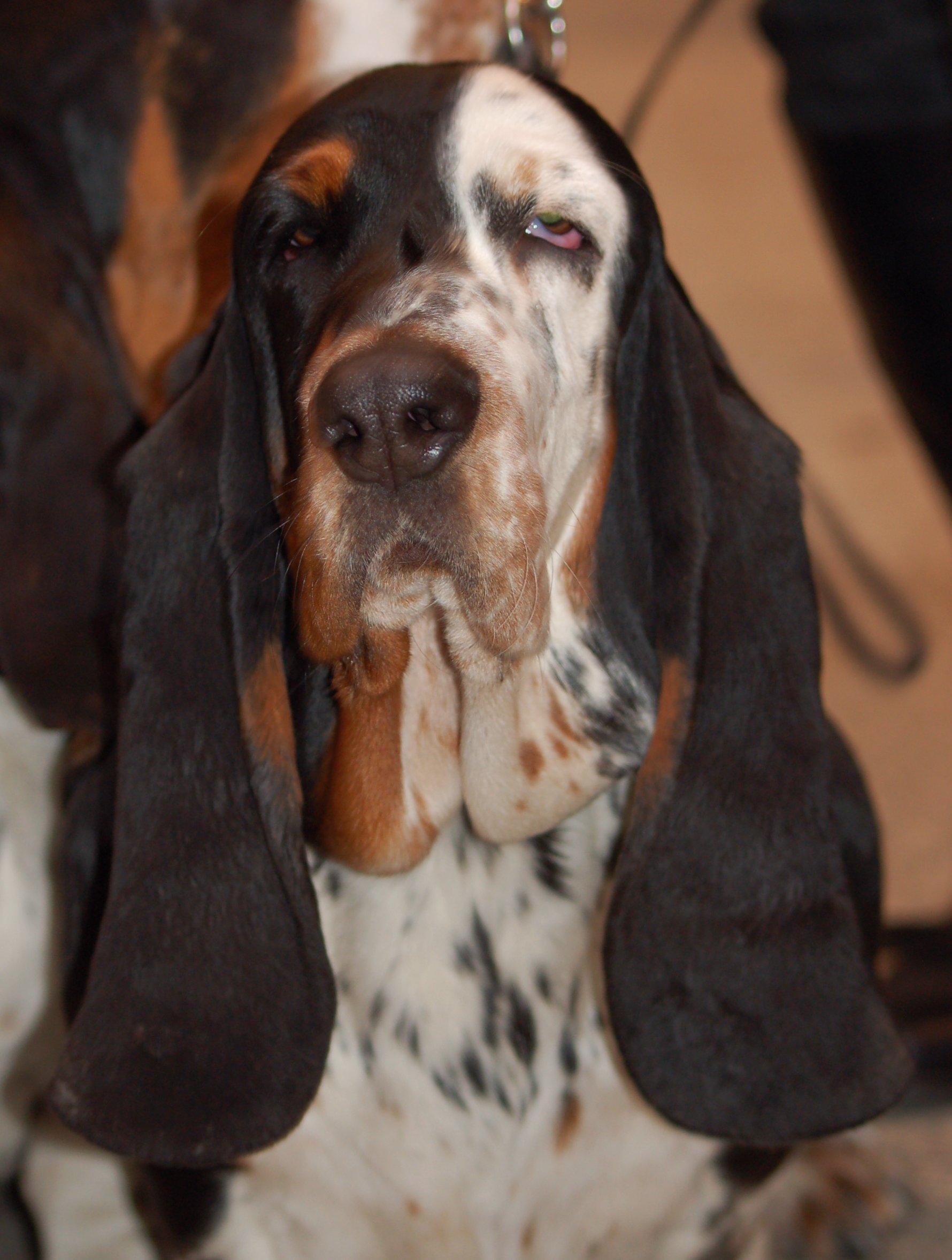
Stočené převislé ucho baseta
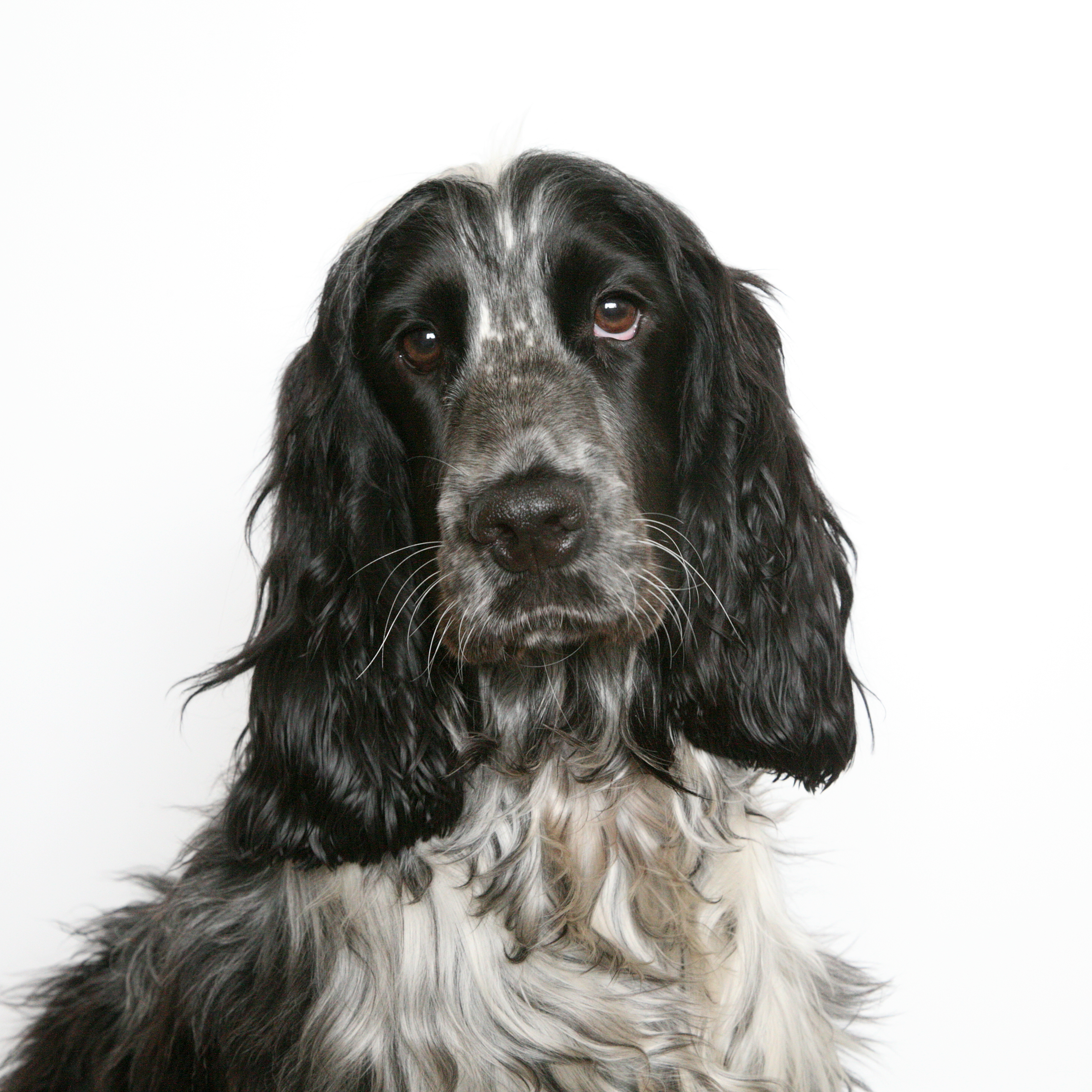
Lalokovité ucho anglického kokršpaněla
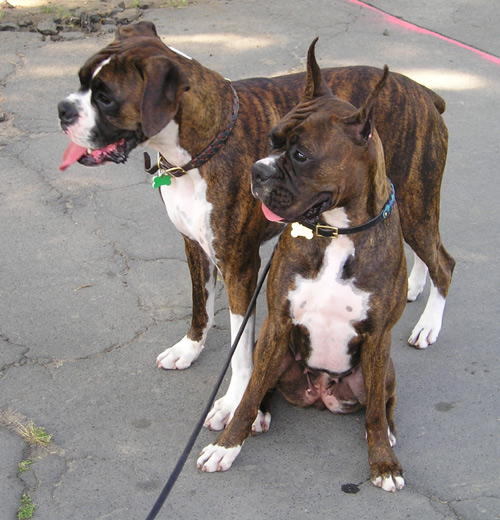
Německý boxer s kupírovanýma a nekupírovanýma ušima

Podle tvaru se popisuje oko kulaté, například u výmarského ohaře, bostonského teriéra nebo u belgického grifonka, oválné u anglického setra, border kolie nebo dobrmana, mandlovité oko u německého ovčáka, pudla či labradorského retrívra, trojúhelníkovité u shiby nebo afghánského chrta. Basset má oko kosočtverečného tvaru. Podle zasazení v lebce může být oko zapadlé na jedné straně (např. čau-čau, bulteriér), nebo vystouplé jako druhý extrém (pekingský palácový psík, shi-tzu).

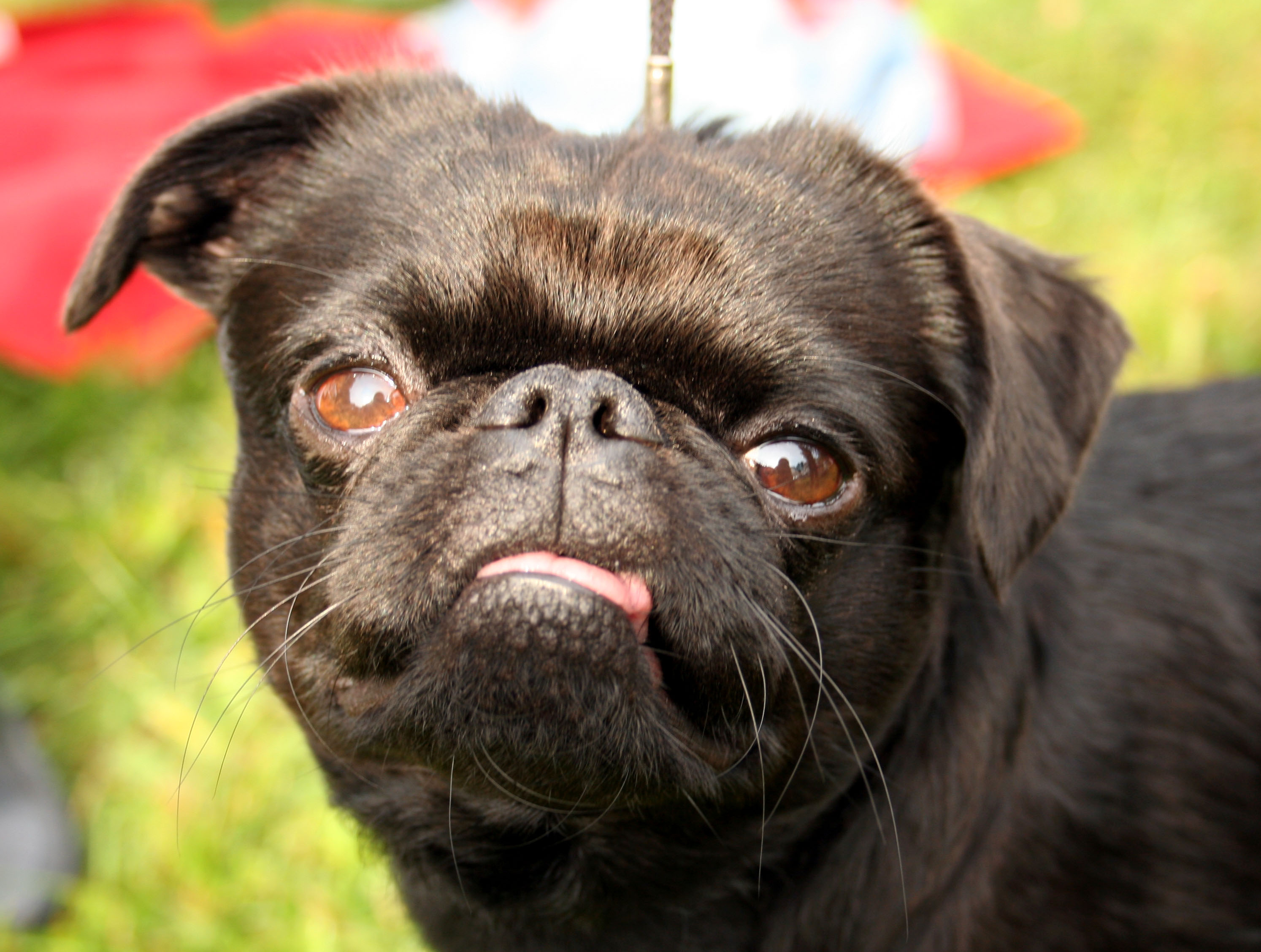
Kulaté oko brabantíka
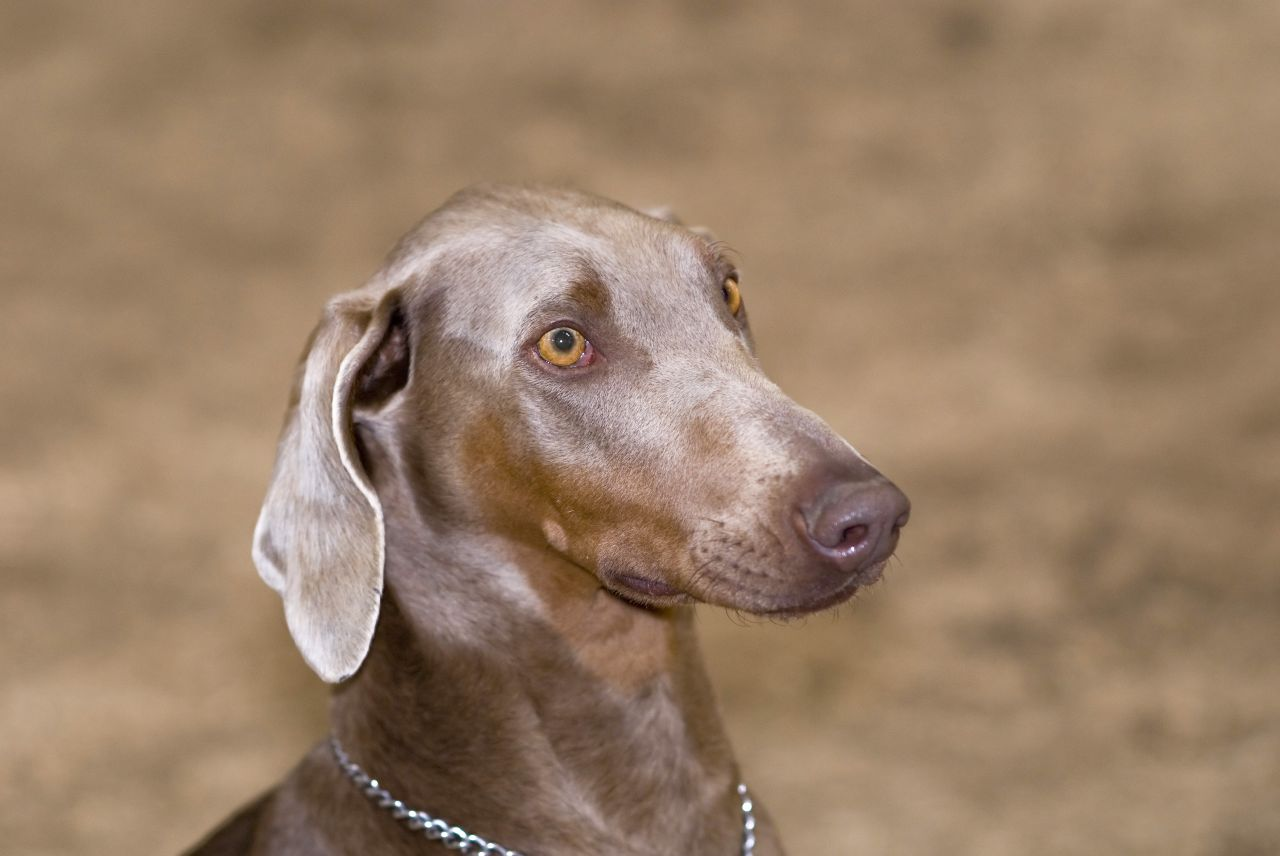
Oválné oko dobrmana
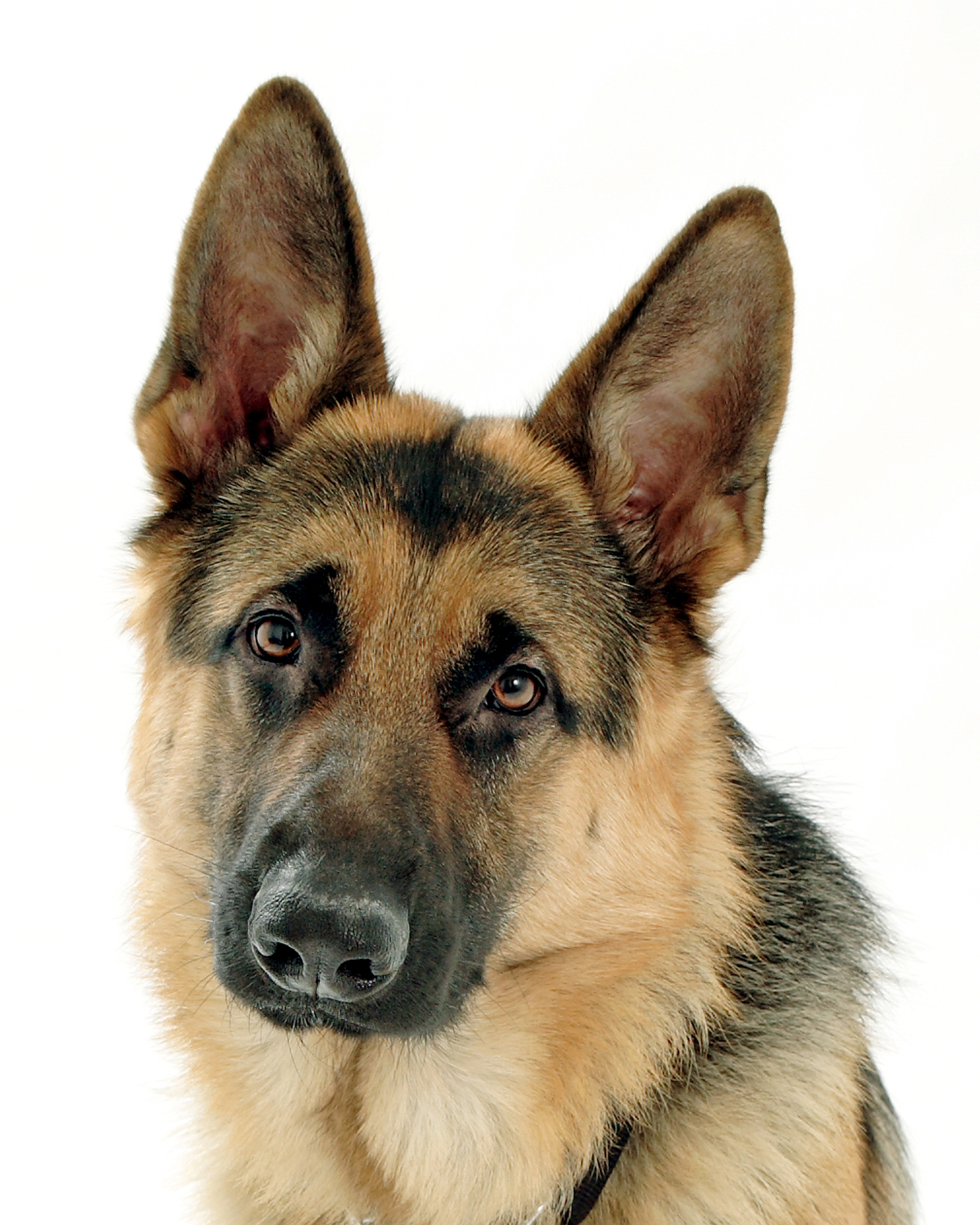
Mandlové oko německého ovčáka
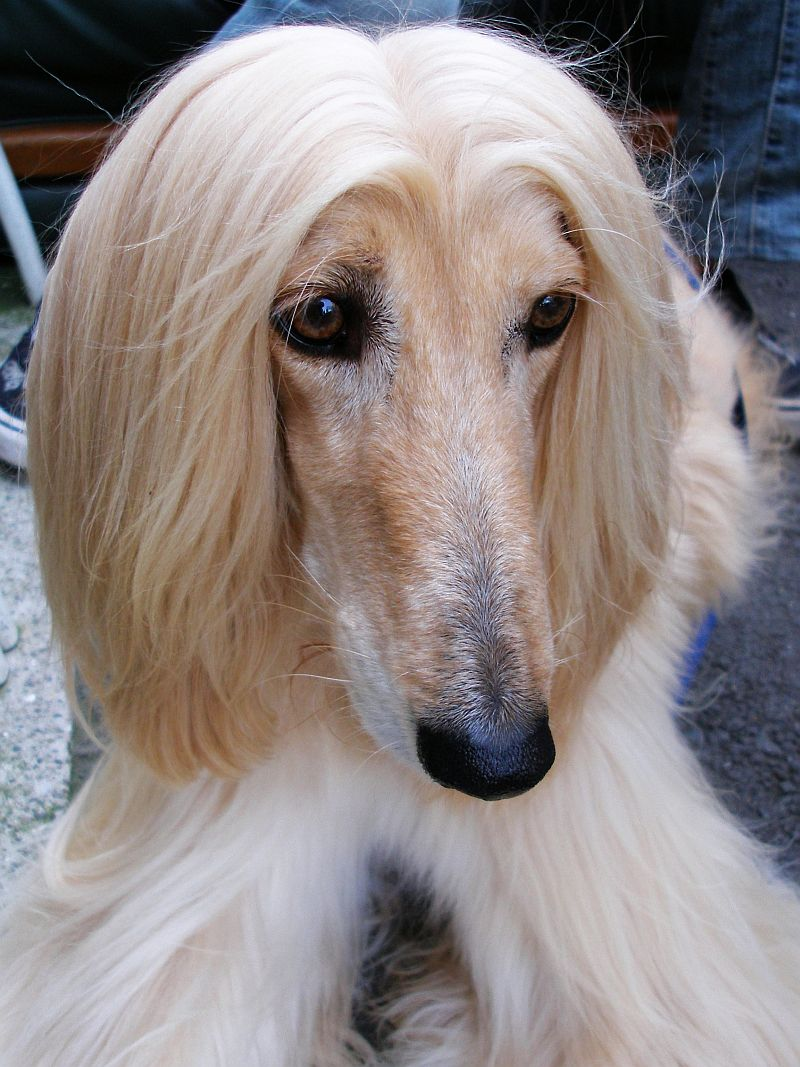
Trojúhelníkové oko afghánského chrta
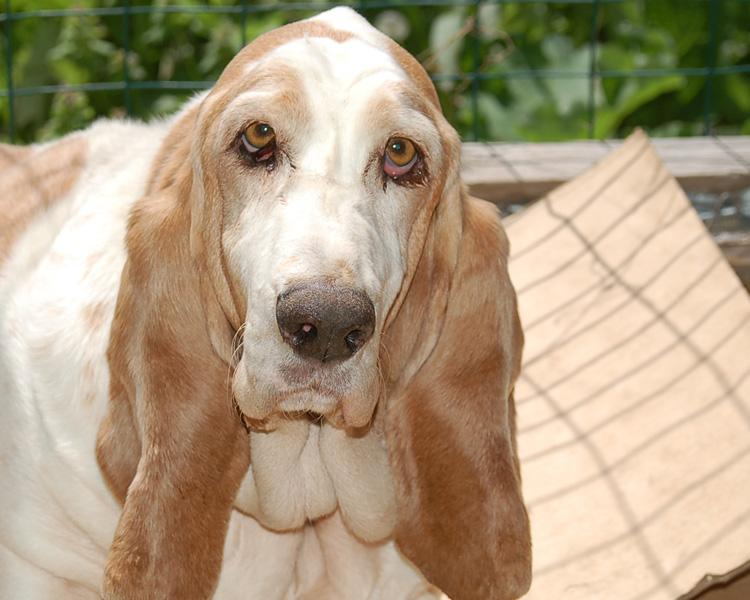
Kosočtverečné oko basseta

Otevřené oko je takové, kde je vlivem povoleného spodního víčka trvale odhalena spojivka. Tento stav se nazývá též ektropium. Jedná se o poruchu utváření víček, která je častější u lymfatických nebo lymfatičtějších typů psů. Oko reaguje zvýšeným slzením, jsou časté záněty spojivek. Diamantové oko je oko, u kterého je jak ektropium, tak entropium na horním víčku, při kterém se víčko stáčí směrem k rohovce a mechanicky ji dráždí.
Co se týče barvy oka, nejčastější barva duhovky u psů je hnědá a obecně platí, že čím tmavší, tím lepší. Jantarové oko je předepsáno u výmarského ohaře, u modrých thajských ridgebacků, u československého vlčáka. Tmavě jantarovou barvu mají hnědě zbarvení pudlové a někteří lusitanští leopardí psi. Světle žluté, dravčí oko, je u většiny plemen nežádoucí, toleruje se u bandoga, leopardí pes může mít oči jakékoliv barvy. Modré oči může mít australský ovčák, sibiřský husky, border kolie. Pes může mít i nestejnou barvu očí.

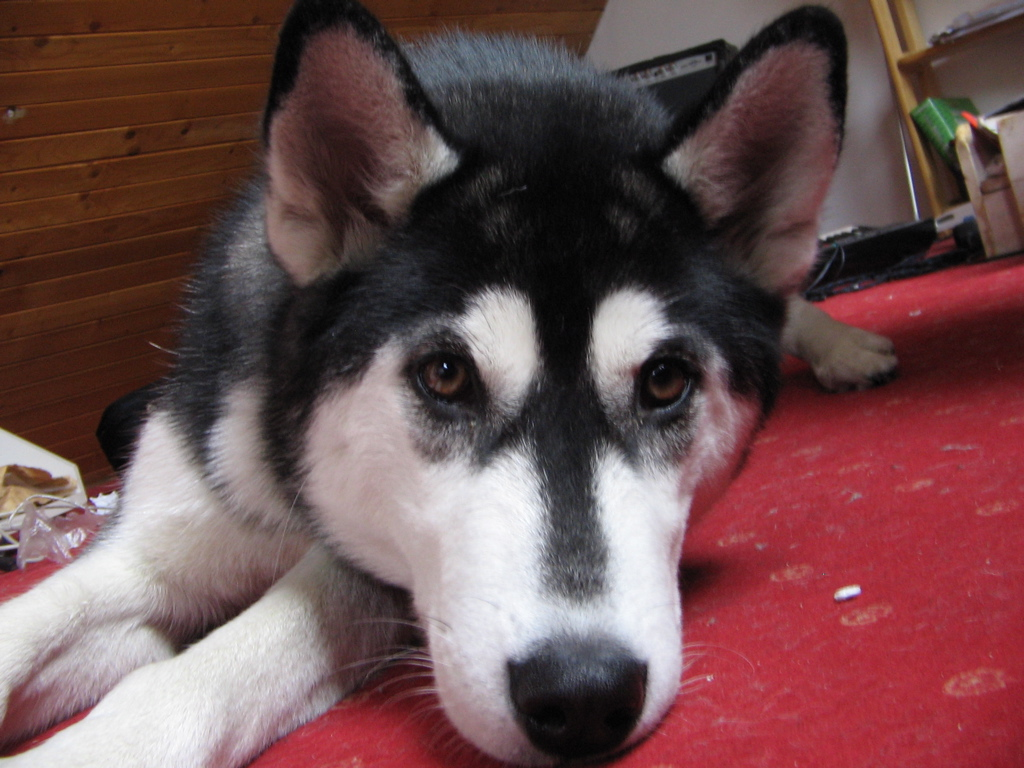
Sibiřský husky s tmavě hnědýma očima
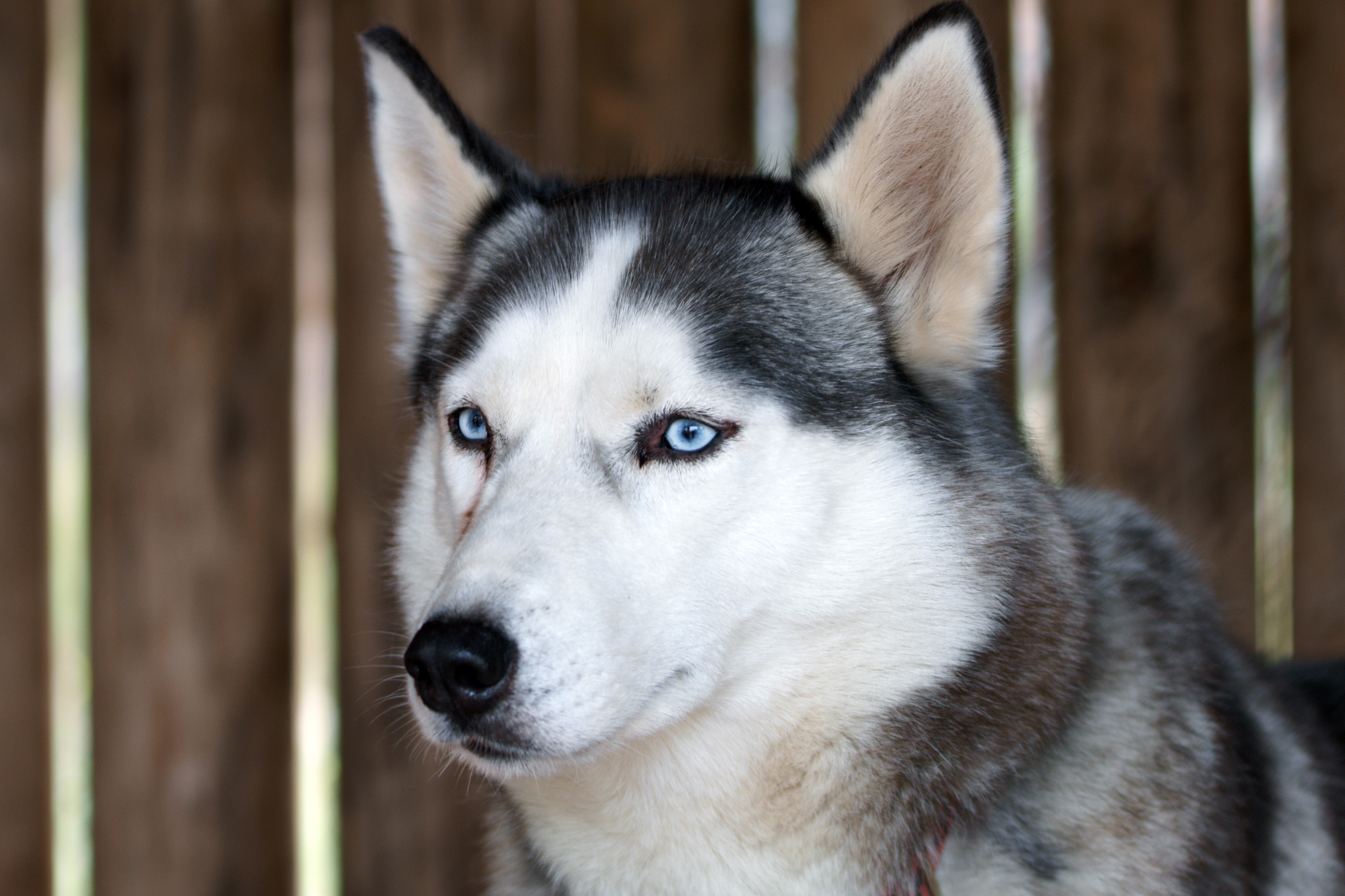
Sibiřský husky s modrýma očima
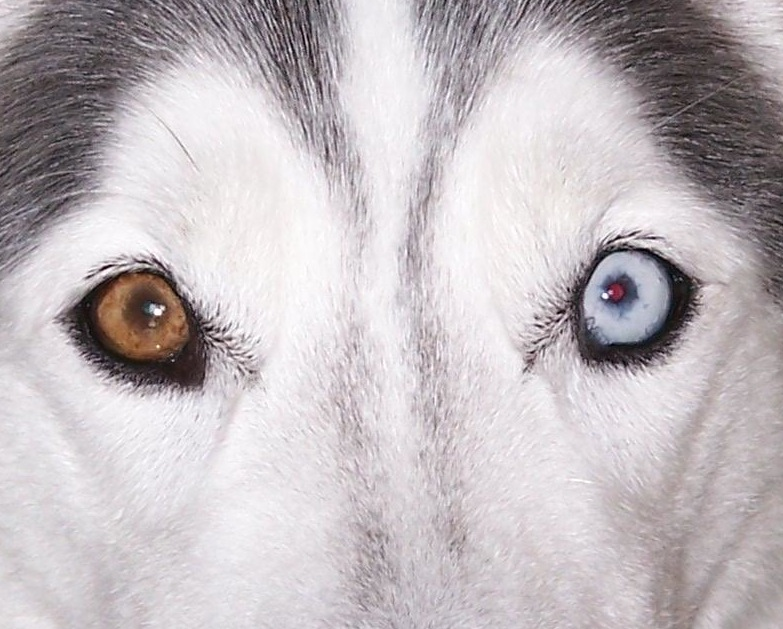
Sibiřský husky s nestejně zbarvenýma očima
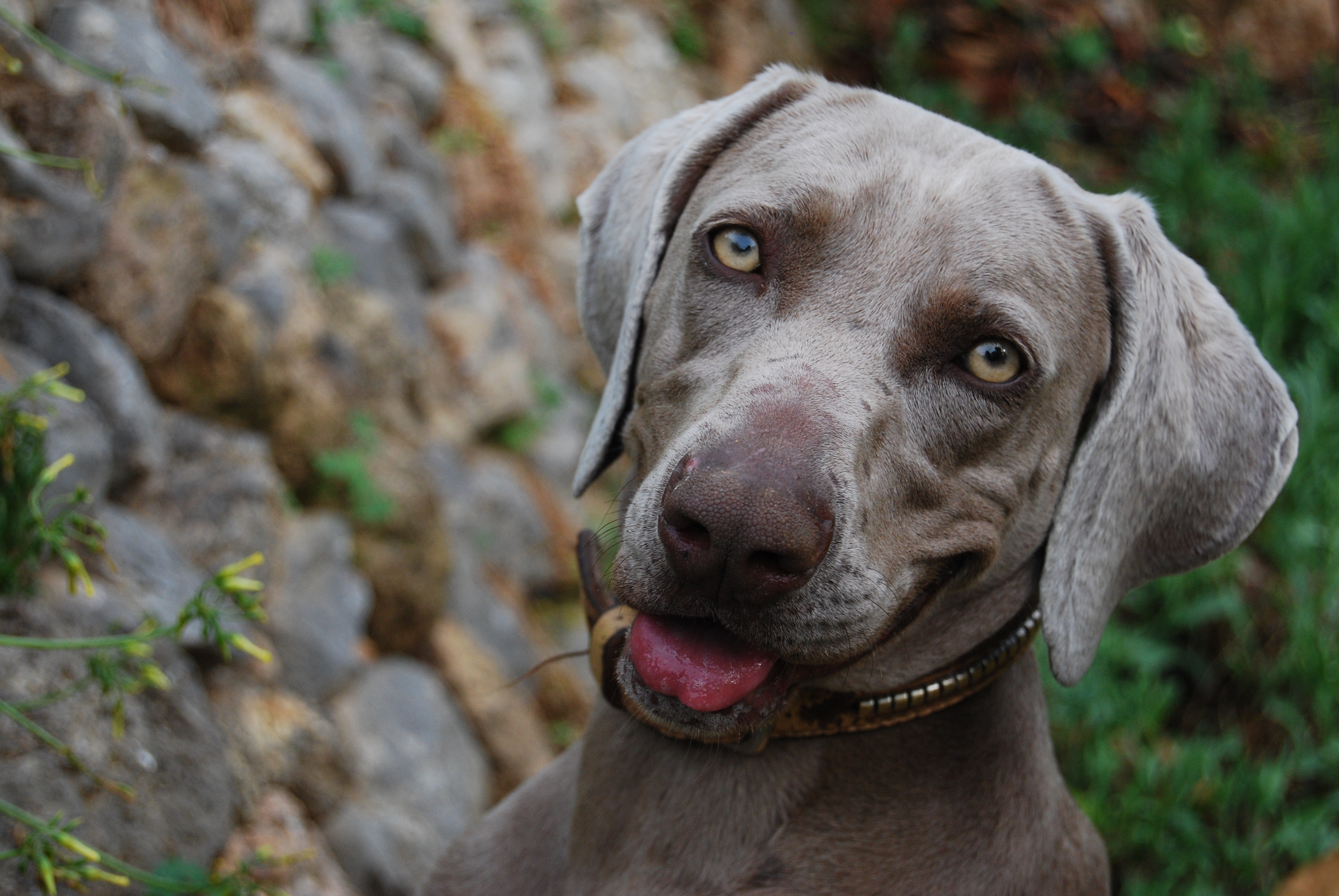
Jantarové oči výmarského ohaře

## Krk psa
Krk psa tvoří spojnici mezi hlavou a trupem a společně s hřbetem, bedry, zádí a ocasem tvoří horní linii psa. Je tvořen krční páteří, vazy a svaly. Na krku se dále popisuje jeho horní část, šíje, a dolní část, hrdlo.
Délka krku je hodnocena ve srovnání s délkou hlavy, krátký a osvalený krk má například kavkazský ovčák, středoasiat, americký buldok. Tito psi mají krk nízko nasazený, okrouhlého průřezu. Krk nasazený na hrudník pod úhlem asi 40° má většina plemen. Středně dlouhý, mírně klenutý krk má kromě jiných dobrman, maďarský ohař, rotvajler, čivava nebo sibiřský husky. Dlouhý, ovšem stále přiměřeně dlouhý krk je vyžadován u foxteriéra, skotského jeleního psa a chrtů.
Jelení krk je takový, kde je horní linie krku prohnutá a spodní naopak vypouklá, labutí krk je krk dlouhý, tenký a slabý. Na suchém krku kůže všude přiléhá k podkoží, opakem je krk s lalokem, jako má například brazilská fila nebo bloodhound.
Krk na hrudník navazuje nahoře v kohoutku, dole v předhrudí psa.

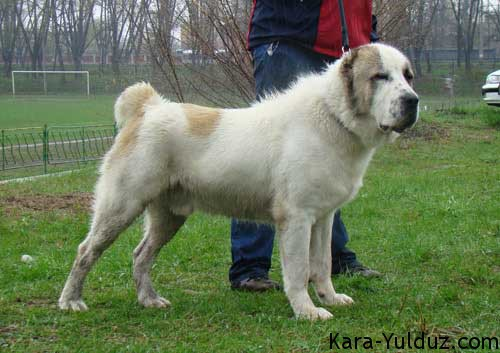
Krátký, nízko nasazený krk - středoasijský pastevecký pes
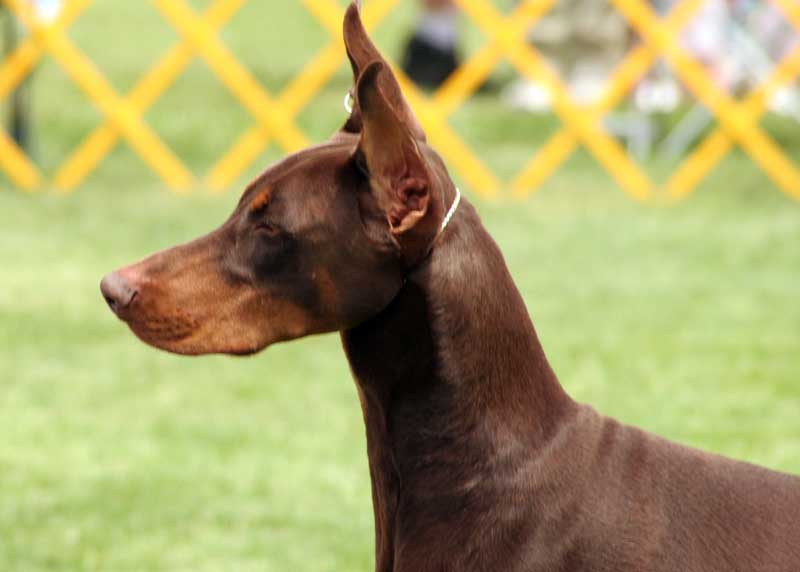
Středně dlouhý krk dobrmana - držení krku je vzpřímené a vyznačuje se ušlechtilostí
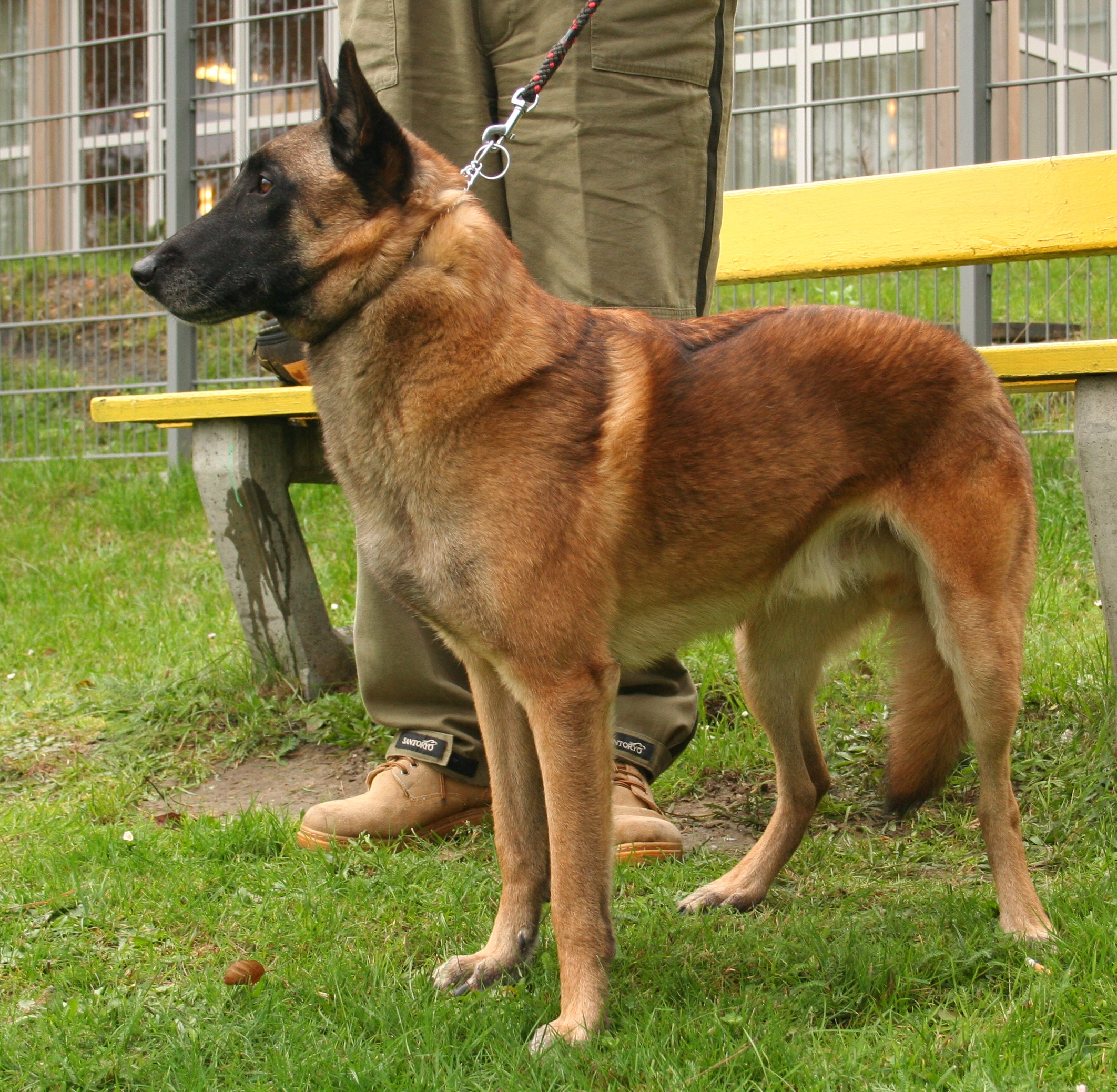
Středně dlouhý, středně nasazený krk belgického ovčáka malinois
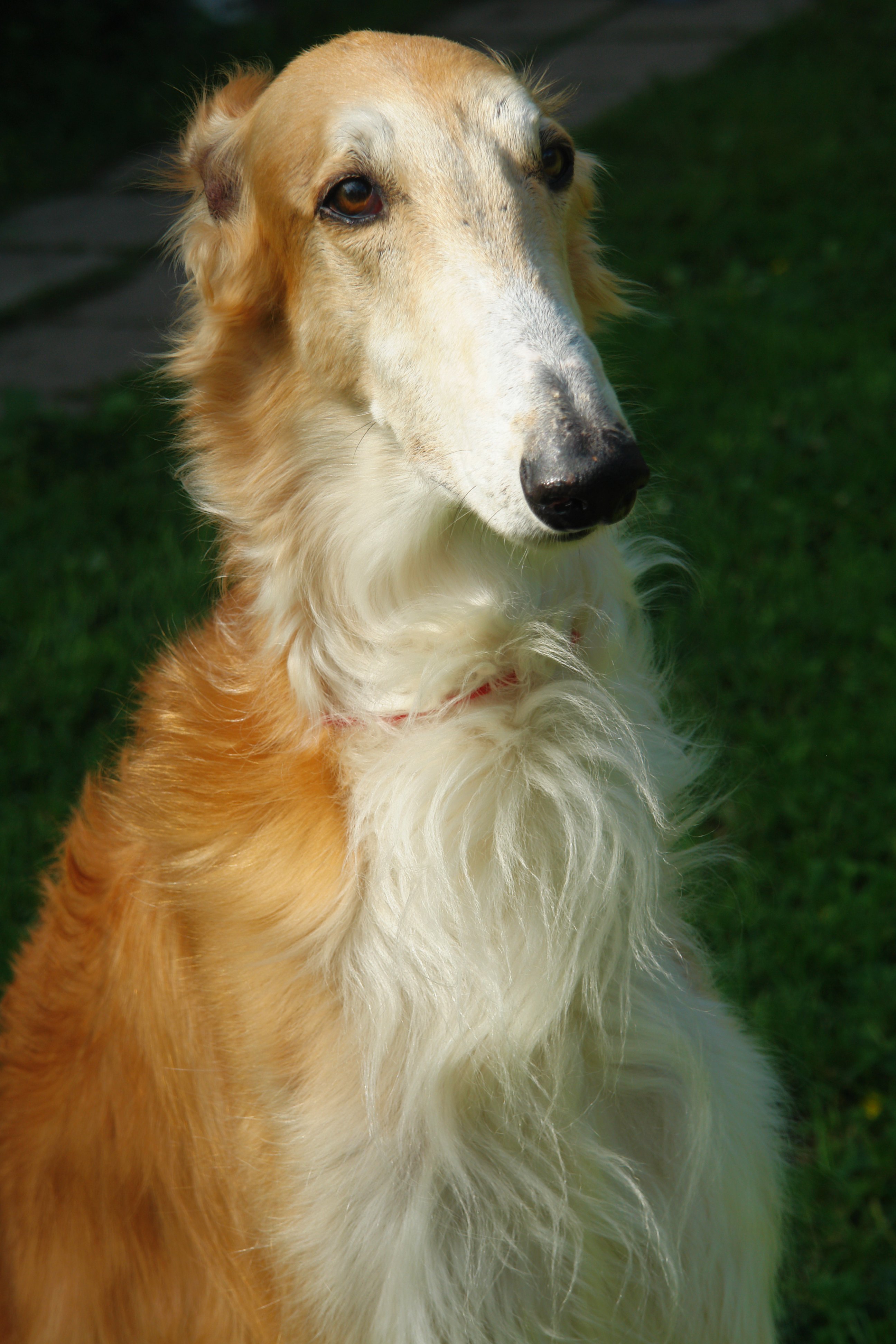
Dlouhý, suchý a ze stran zploštělý krk ruského chrta
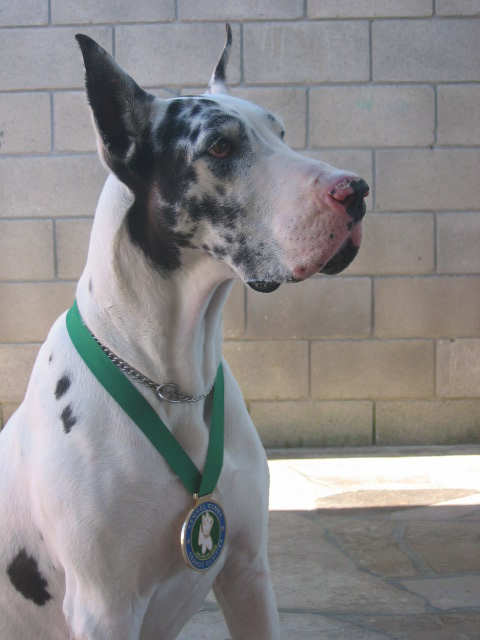
Dlouhý, suchý, vzpřímeně nesený krk německé dogy
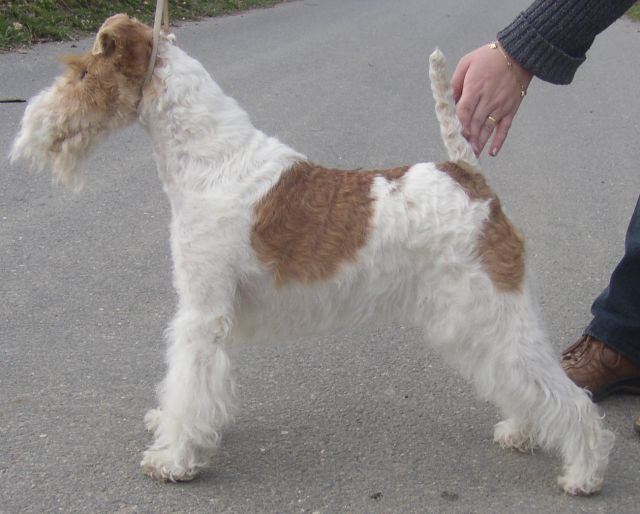
Vysoko nasazený dlouhý krk foxteriéra
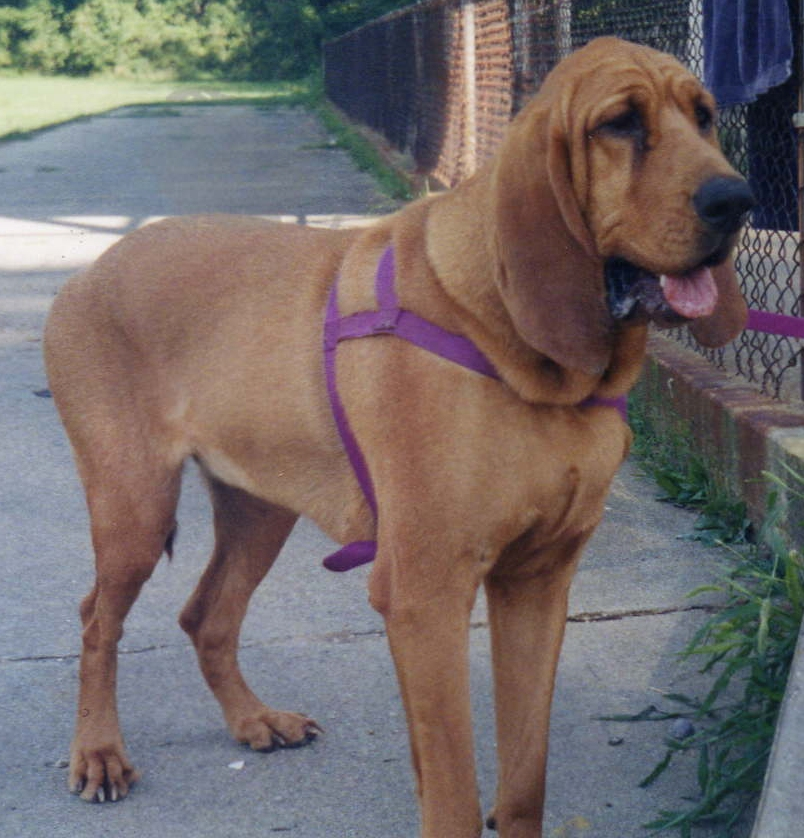
Bloodhound s dvojitým lalokem na krku

## Tělo psa

### Hřbetní linie
Hřbetní linie je tvořena kohoutkem, hřbetem, bedry, zádí a nasazením ocasu. U většiny psů je nejvyšším bodem hřbetu kohoutek, výjimku tvoří psi, kteří jsou tzv. přestavění, u nich je nejvyšší bod hřbetní linie záď. Může se jednat o exteriérovou vadu, ale jsou plemena kde je tento znak žádán, jako brazilská fila, malorská doga, kanárská doga, bobtail. U sloughiho je povolené přestavění nebo záď a kohoutek ve stejné výšce.
Hřbetní linie bývá rovná a víceméně vodorovná, například u čivavy, jezevčíka nebo hovawarta, nebo rovná a spadající, jako je tomu u kokršpaněla, knírače, pinče, německého ovčáka. Stoupající hřbetní linie je typická pro přestavěné psy. U anglického buldoka tvoří hřbetní linie tzv. kulatá záda, roach back - bezprostředně za plecemi hřbet lehce klesá do nejnižšího bodu hřbetní linie, pak stoupá k bedrům, na kterých je nejvyšší bod linie a následně strmě klesá k ocasu. U francouzského buldočka hřbetní linie nejprve stoupá až ke krátkým bedrům a následně též rychle klesá směrem k ocasu. U barzoje nebo whippeta hřbet, bedra a záď tvoří oblouk. Lasicovité tělo je znakem Dandie Dinmont teriéra, který je u ramen poněkud nízký, ale na bedrech jeho hřbetní linie tvoří oblouk, podobný hřbetní linii lasicovitých šelem.

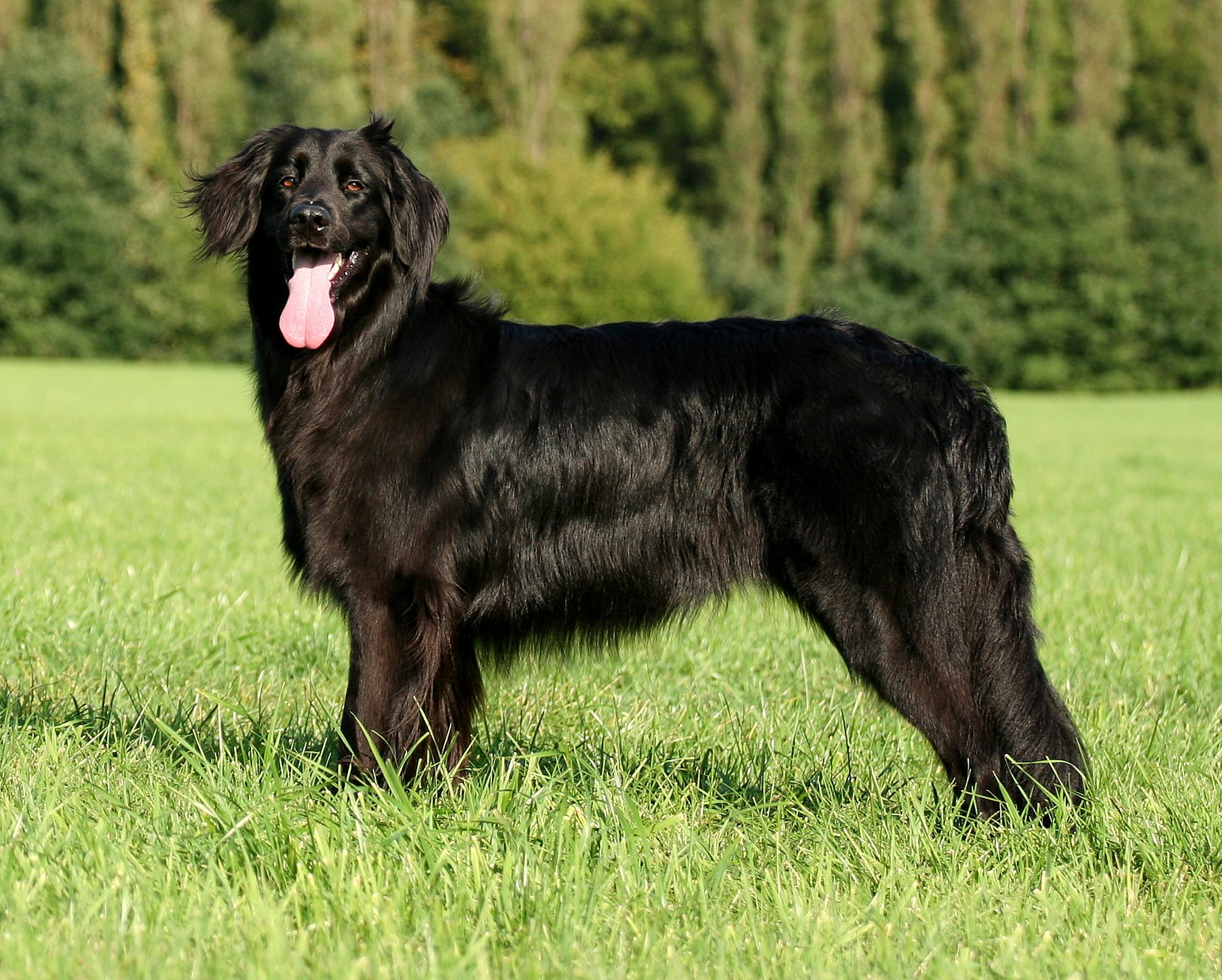
Rovná a vodorovná hřbetní linie hovawarta
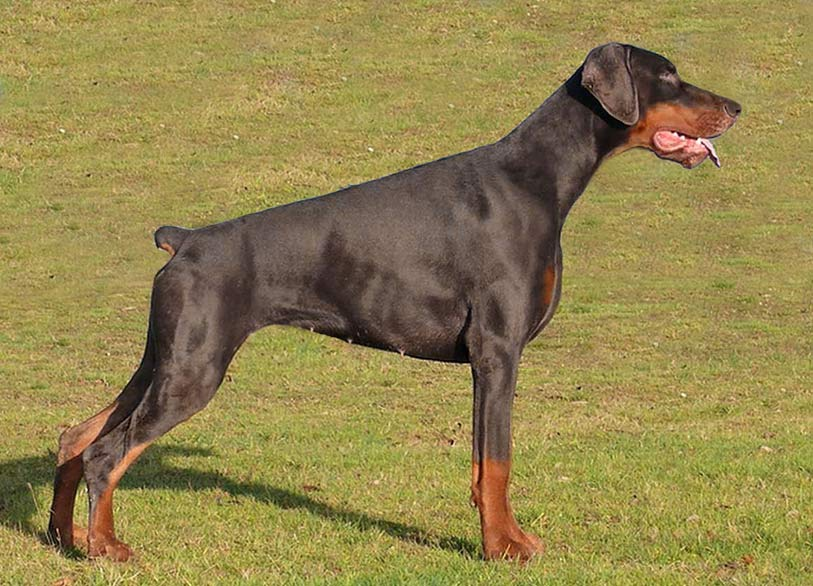
Rovná a spadající hřbetní linie dobrmana
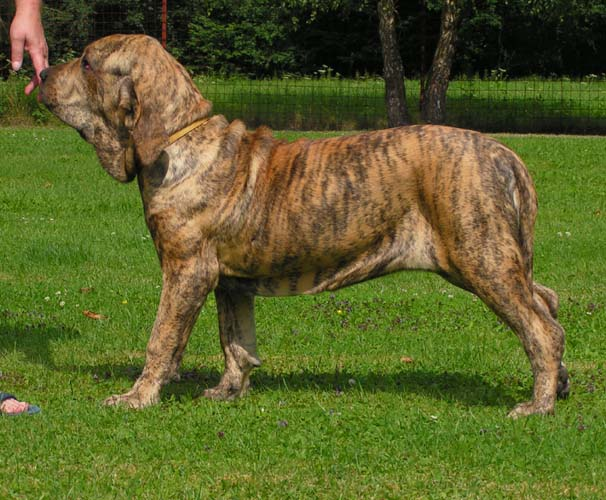
Stoupající hřbetní linie brazilské fily
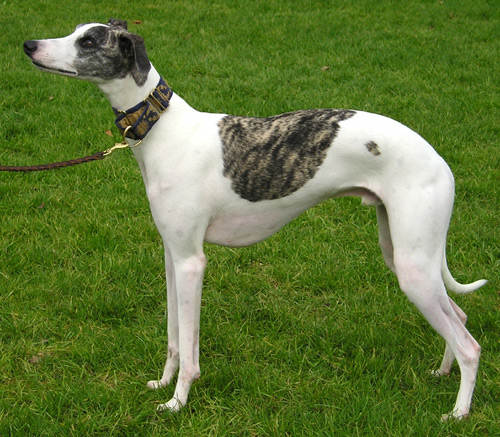
Obloukovitá hřbetní linie whippeta
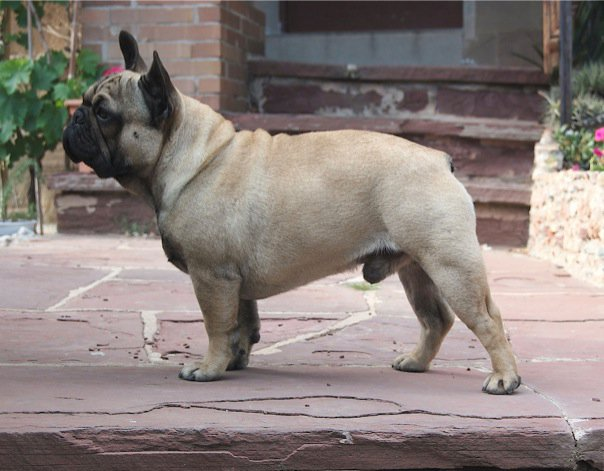
Hřbetní linie francouzského buldočka

#### Kohoutek
Kohoutek, též hřbetní hrbol, je tvořen chrupavkou horního okraje lopatky a výběžky 4.-5. hrudního obratle. Nachází se na přechodu krku v hřbet a jeho utváření souvisí s nasazením krku a s utvářením lopatky. Kohoutek může být vysoký, jako u argentinské dogy, nebo nízký, jako má puli, dlouhý, jako u kuvacze, nebo naopak krátký. Výrazný kohoutek je plemenným znakem rotvajlera, cane corso, dobrmana či šiperky, dobře vyvinutý kohoutek má též německý ovčák, zdůrazněný kohoutek se vyžaduje u belgického ovčáka nebo bílého švýcarského ovčáka. U beaucerona má být kohoutek poměrně patrný, lehce vyjádřený u flanderského bouviera, naopak nepříliš výrazný u čivavy, neapolského mastina nebo českého teriéra.
Kohoutek by měl plynule přecházet ve hřbet, není-li tomu tak, výsledkem je hřbetní linie za kohoutkem zaškrcená, ta je nežádoucí.

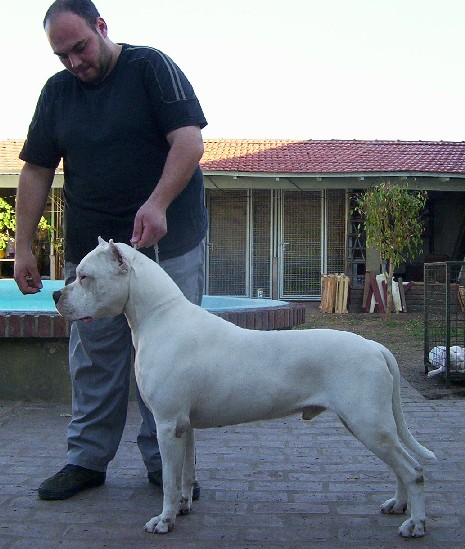
Vysoký kohoutek argentinské dogy
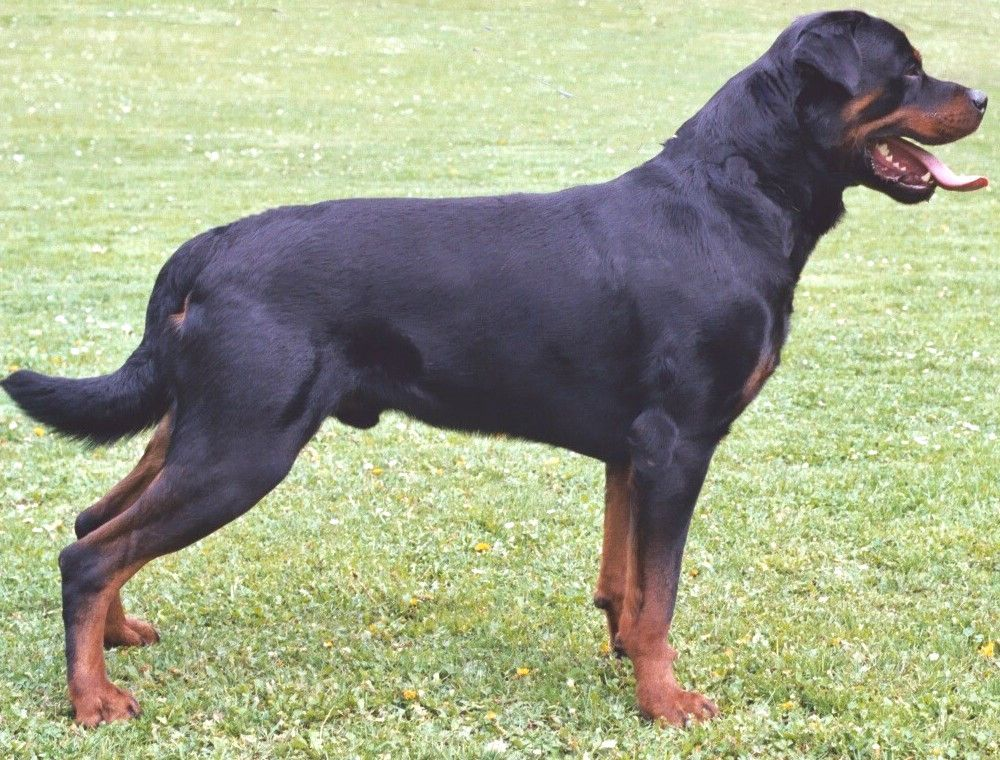
Výrazný kohoutek rotvajlera
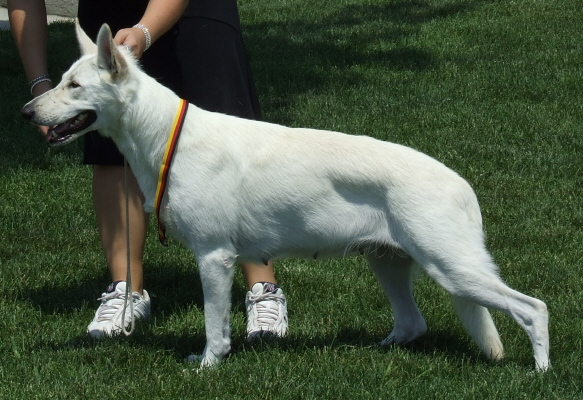
Zdůrazněný kohoutek bílého švýcarského ovčáka
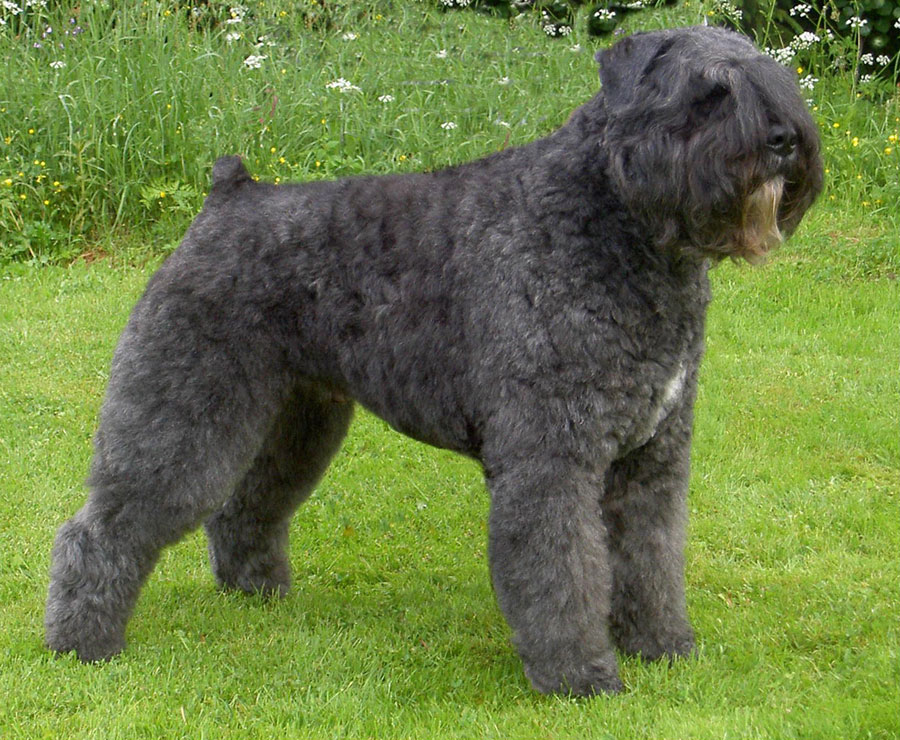
Nepříliš výrazný kohoutek flanderského bouviera

#### Hřbet
Hřbet je část páteře, kterou tvoří hrudní obratle. U psů je vyžadován hřbet rovný a dostatečně široký. Proláklý hřbet je vada způsobená vadnou stavbou páteře nebo slabými svaly, vypouklý, kapří hřbet se může občas objevit u mladých jedinců a růstem se srovná, nebo se jedná o trvalou vadu danou utvářením páteře. Hřbet musí být pevný a osvalený, aby umožnil dobrý pohyb psa. Slabý, měkký hřbet je způsobený nedostatečným osvalením nebo ochablostí svalů v důsledku nemoci nebo obezity. Bývá nežádoucí.
Krátký hřbet mají například knírači, Chesapeake Bay retrívr, foxteriér, opičí pinč nebo bostonský teriér. Středně dlouhý hřbet mají samojedi, appenzellský salašnický pes nebo krašský ovčák, mírně delší hřbet je charakteristickým znakem výmarského ohaře.

Rovný hřbet
Kapří hřbet
Proláklý hřbet

#### Bedra
Bedra jsou tvořena bederní páteří a okolní svalovinou. Na těle psa je to oblast nahoře mezi žebry a pánví psa. Jejich utváření je důležité při přenosu hybné síly z pánevních končetin. Musí mít dostatečnou délku, aby umožnila psovi podsunutí pánevních končetin pod tělo, ale zároveň nesmí být příliš dlouhá, protože se jedná o oblast páteře bez další kosterní opory. Pes s příliš krátkými bedry ztrácí obratnost, nemůže se v pohybu rychle otočit bez porušení kroku, pes s příliš dlouhými bedry má hřbet celkově příliš volný, tím ztrácí v pohybu sílu vycházející z pánevních končetin a rychle se unaví. Feny mívají obvykle bederní partii o něco delší než psi.
Krátká bedra má francouzský buldoček, knírači, jihoruský ovčák, pointer, beauceron, belgický ovčák, kuvacz nebo cane corso. Dlouhá bedra jsou vyžadována u barzoje. Většina plemen má mít bedra středně dlouhá tak, aby pes byl dostatečně obratný a přitom ne moc dlouhý.
Bedra by měla dobře navazovat na hřbet, tzn. být dobře vázaná. Není-li tomu tak, bedra se označují jako odsazená a je to považováno za vadu. Podle tvaru mohou být bedra rovná - u většiny plemen, nebo mírně klenutá, například u krátkosrsté a dlouhosrsté kolie, bulteriéra, rhodéského ridgebacka, anglického setra, saluki nebo irského vlkodava. Klenutá, též kapří bedra jsou plemenným znakem bedlingtonského teriéra, ibizského podengo, italského spinone, španělského galga nebo italského chrtíka. Proláklá nebo propadlá bedra jsou chybou, zpravidla navazují na proláklý nebo měkký hřbet.

Rovná bedra
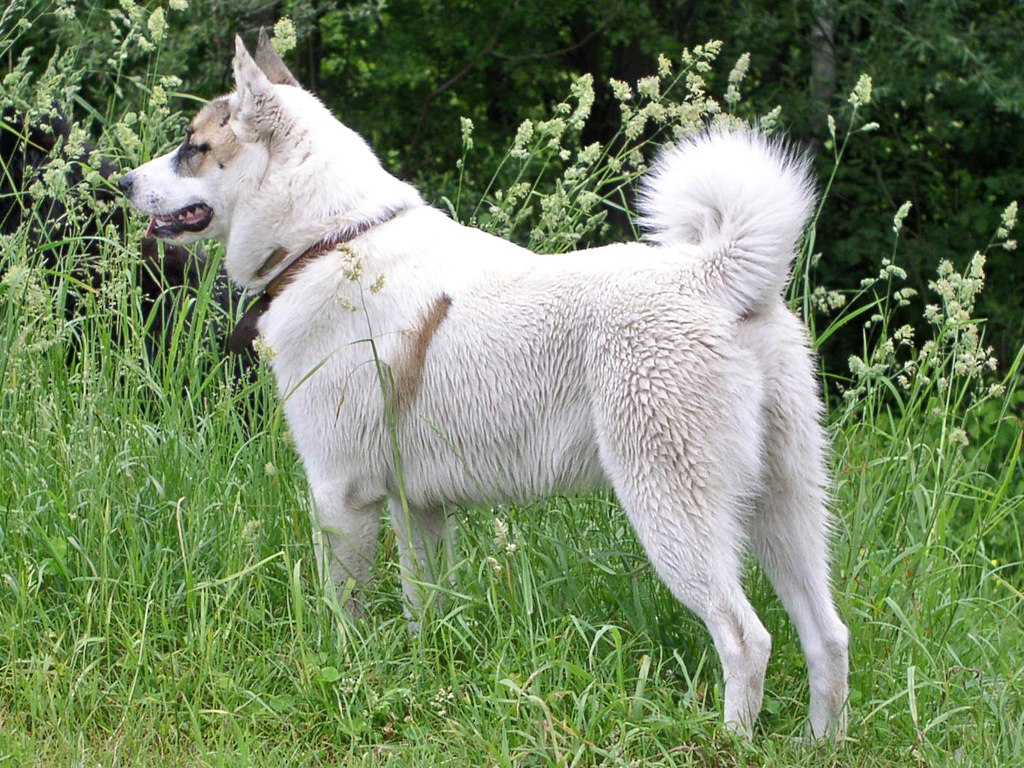
Rovná bedra západosibiřské lajky
Bedra mírně klenutá
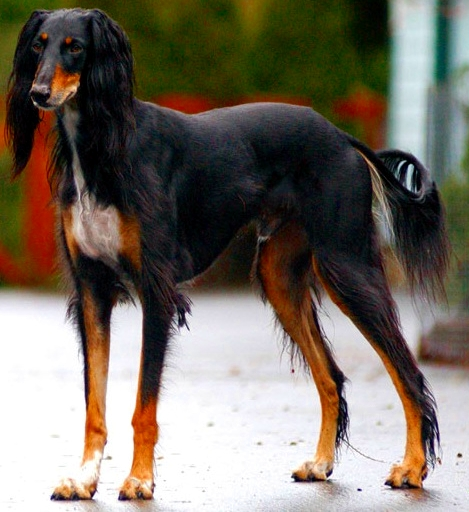
Mírně klenutá bedra saluki
Klenutá bedra
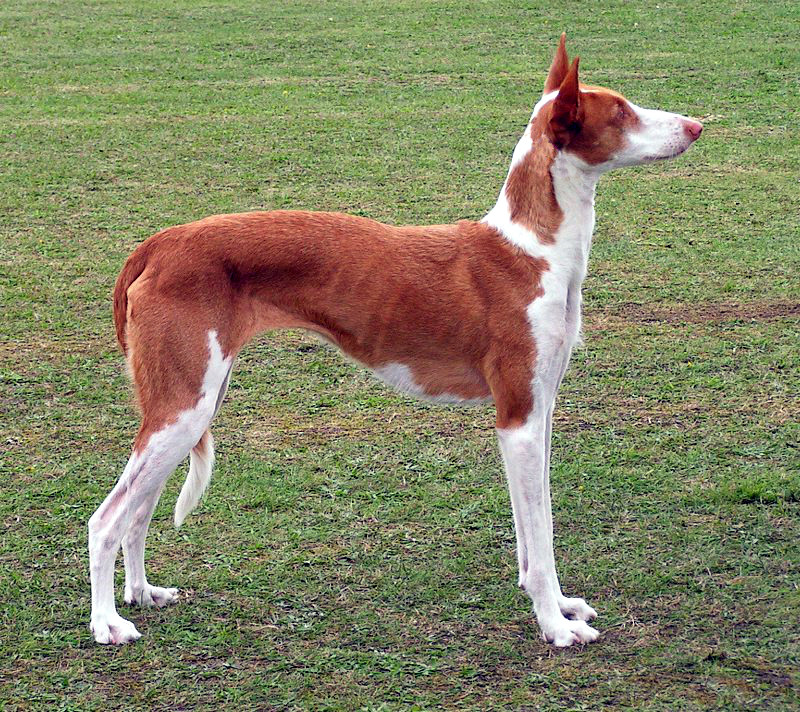
Klenutá bedra ibizského podenga

#### Záď
Na oblast beder navazuje záď. Je tvořena pánví a svalstvem a délka a utváření pánve rozhoduje, jak záď vypadá. U většiny plemen je pánev a tedy i záď oproti vodorovné linii skloněná o 20 - 30°. Méně skloněná záď při jinak vodorovné hřbetní linii může vést ke strmému nebo strmějšímu úhlení pánevních končetin, příliš skloněná pánev zase může vést k tzv. sražené zádi a přeúhleným pánevním končetinám.
Dále se hodnotí šířka a délka zádě a její osvalení. Dlouhou, lehce spadající záď má mít německý nebo bílý švýcarský ovčák, úměrně spadající záď má mít většina plemen. Dlouhá, spáditá záď s větším sklonem je standardní u italského spinone, kelpie, australského honáckého psa, pyrenejského mastina, sicilského chrta, kde má být sklon již 45° a u španělského galga, kde je vyžadován úhel přesahující 45°, stejně tak má spáditou záď ibizský podengo, šikmou francouzský buldoček, azavak a sloughi a u italského chrtíka má být záď silně spadající. Naopak belgický ovčák má mít záď jen velmi lehce skloněnou, stejně tak briard a šarpej. Vodorovnou a dlouhou záď má holandský ovčák, jihoruský ovčák, maltézský psík nebo středoasijský pastevecký pes, vodorovná a široká záď je žádoucí u ardenského bouviera, tibetské dogy, kavkazského pasteveckého psa a u špiců a čivavy. Krátká lehce spáditá záď je vyžadována u dobrmana, mudiho, pumiho a puliho, krátká horizontální záď je plemenným znakem šiperky, kde je nazývána "morčecí", a dále u grifonků.

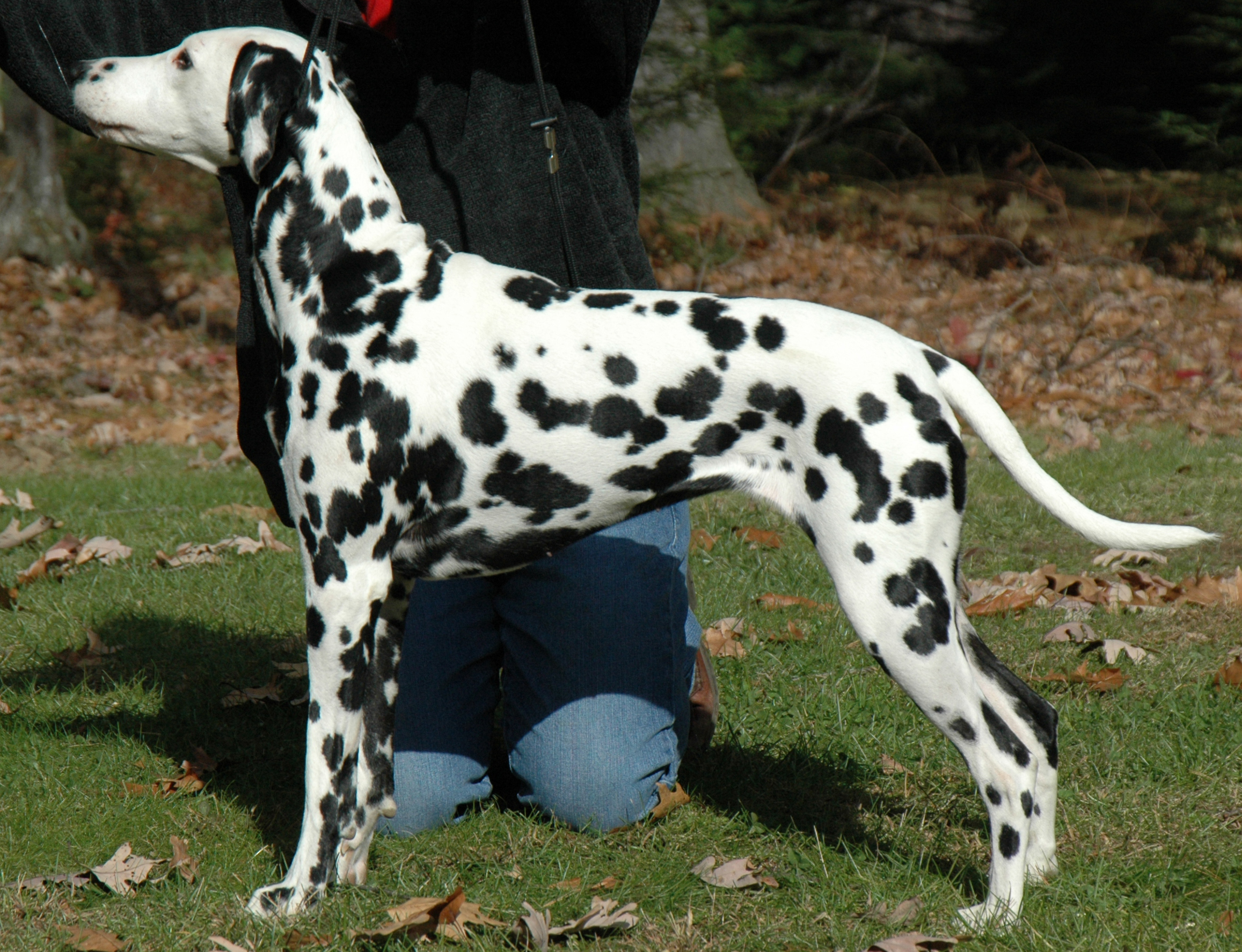
dlouhá, lehce spáditá záď dalmatina
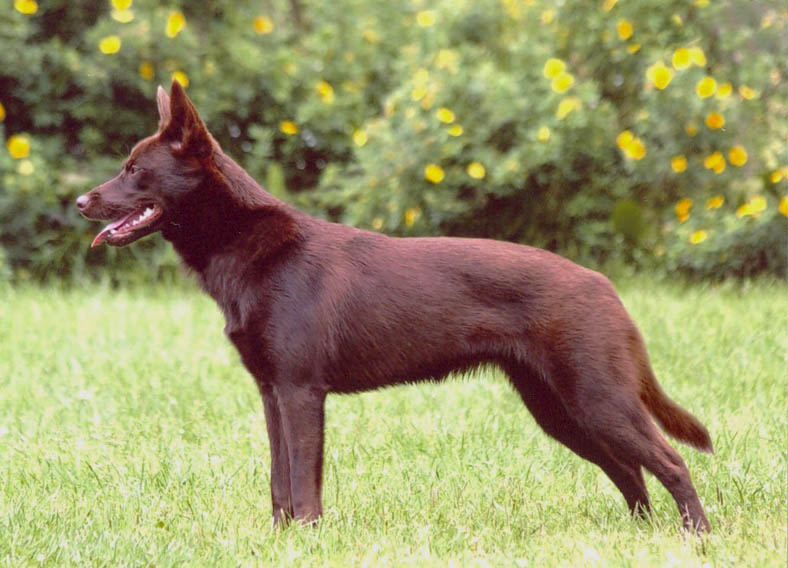
dlouhá, spáditá záď australské kelpie
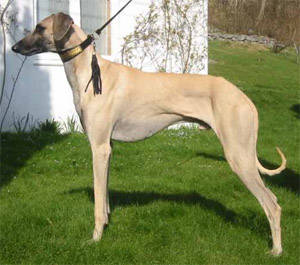
šikmá záď sloughi
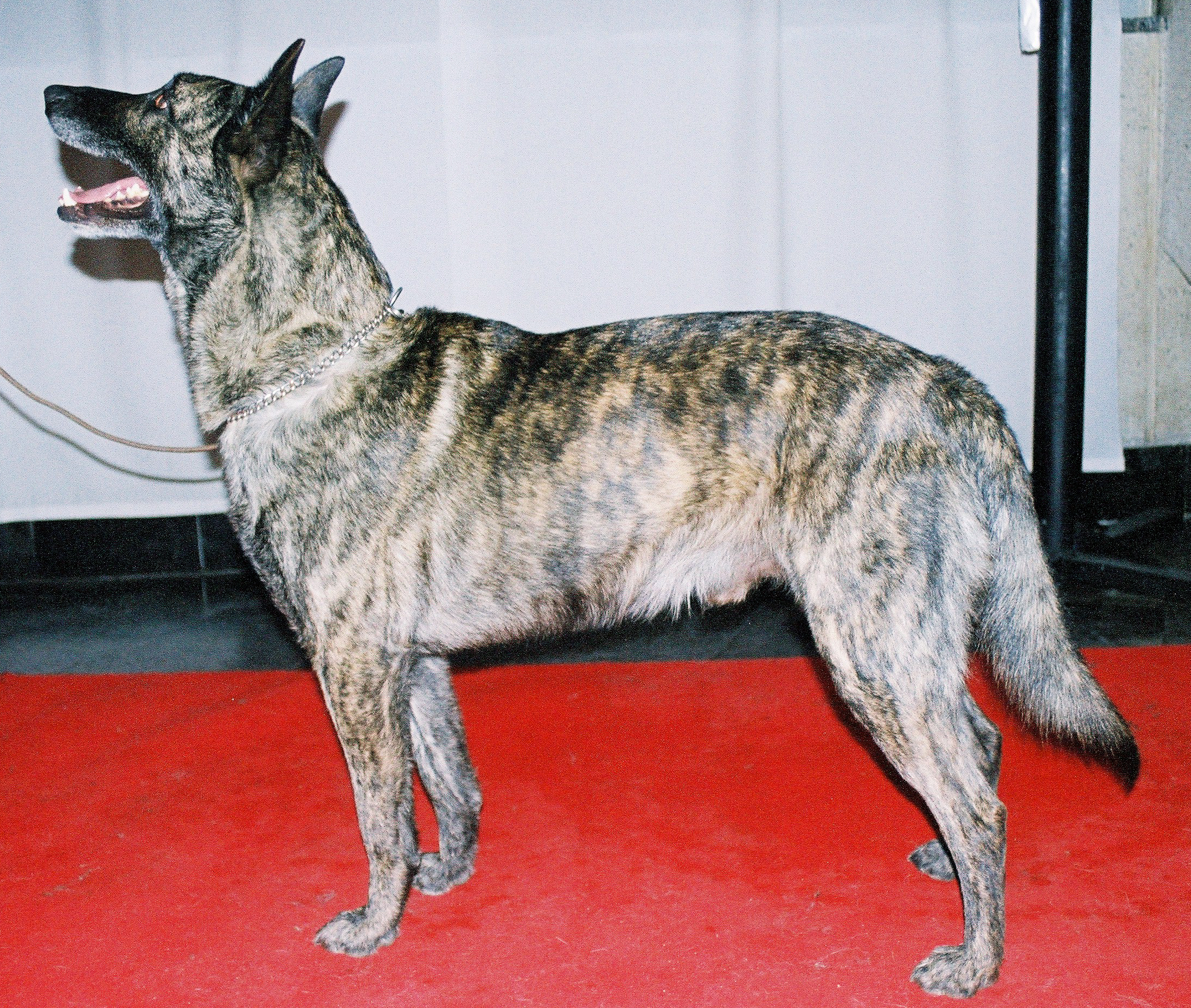
vodorovná a dlouhá záď holandského ovčáka
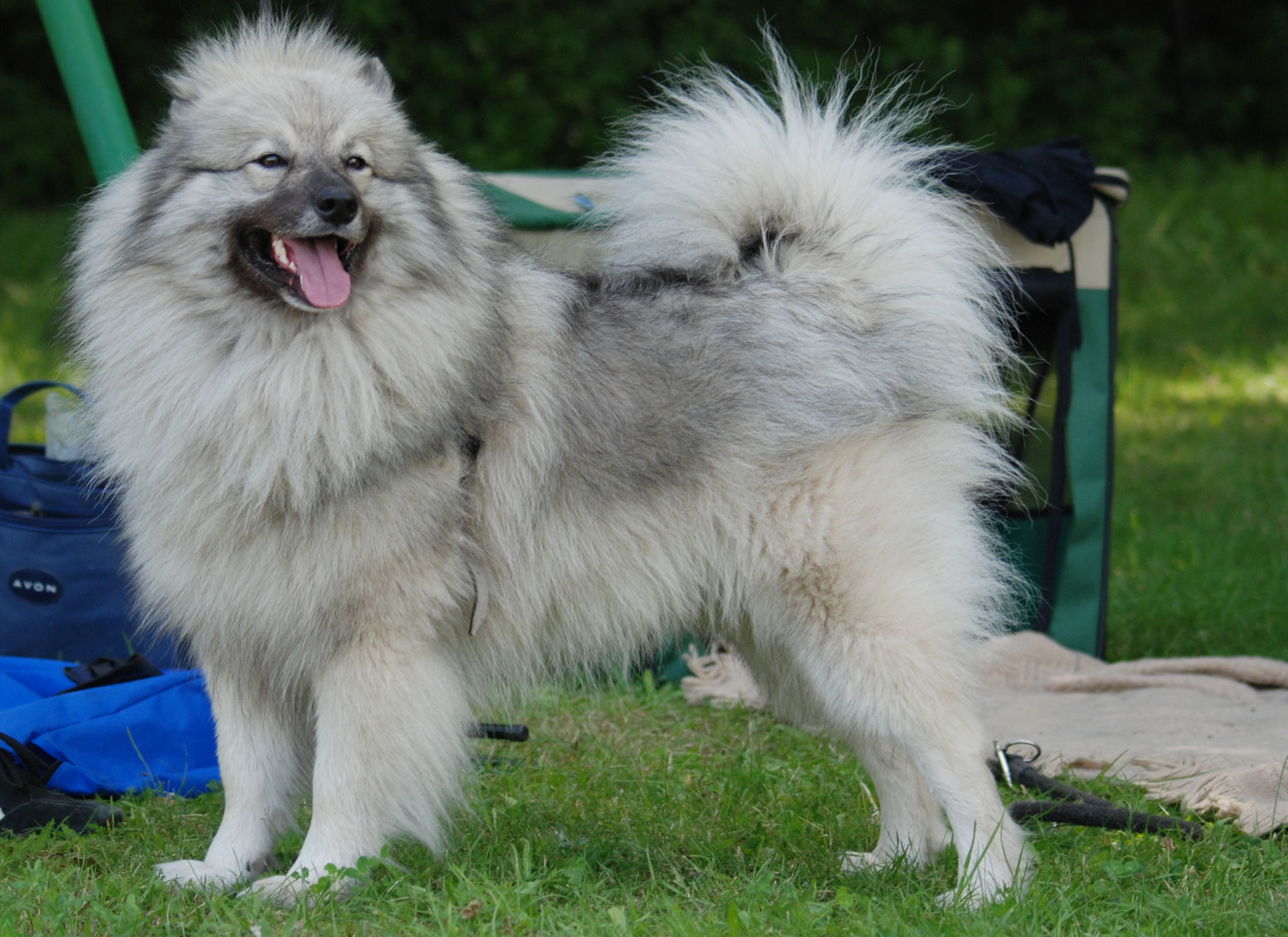
vodorovná a široká záď vlčího špice
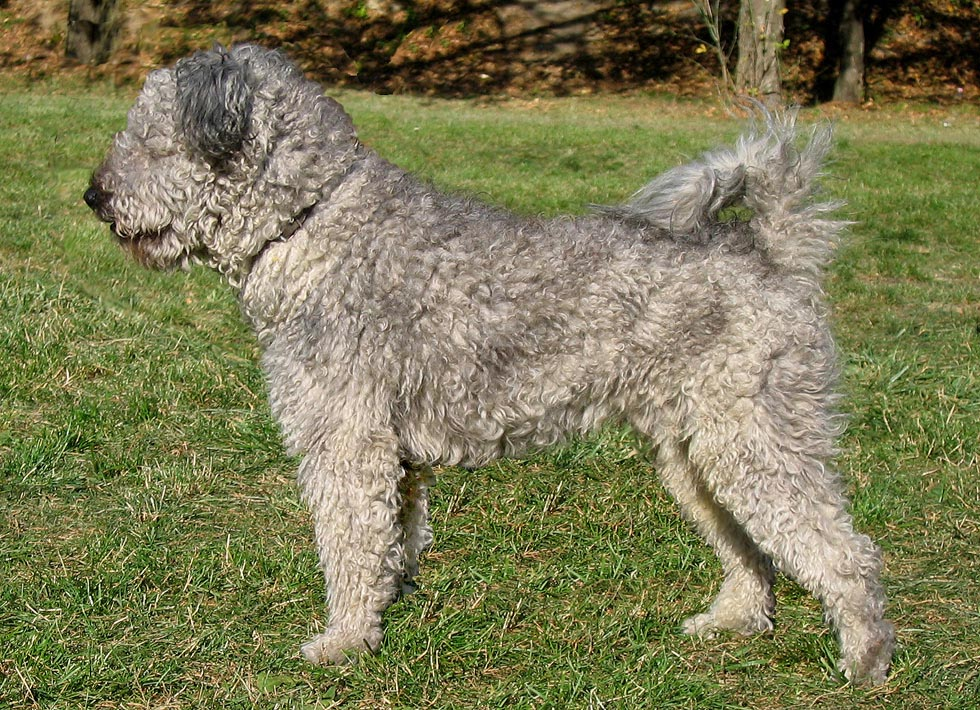
krátká lehce spáditá záď pumiho
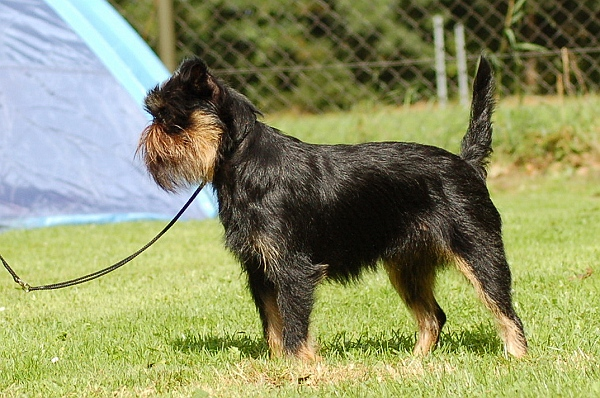
krátká horizontální záď belgického grifonka

#### Ocas
Záď je zakončena nasazením ocasu. Ten může být vzhledem k zádi nasazen nízce, středně a vysoce. Vysoko nasazený ocas má například tosa-inu, německý špic nebo československý vlčák. Středně nasazený ocas je standardem předepsán u kanárské dogy, puliho či parson russel teriéra, nízko nasazený ocas je častý u psů se spáditou nebo šikmou zádí, kde tvoří její přirozené pokračování. Příkladem je australský honácký pes, kuvasz, bílý švýcarský ovčák, bostonský teriér.
Ocas může být nesen nízko, vždy pod úrovní hřbetu, jak je tomu u kolií, jihoruského ovčáka nebo chrtů, je-li ocas nesený výš, označuje se to jako "veselé" nesení ocasu. U některých plemen jsou ocasy neseny v klidu nízko, přičemž ani při vzrušení nesmí být nesen výše, než vodorovně s hřbetní linií, příkladem je beauceron, německý ovčák, sheltie. Clumber španěl, Chesapeake Bay retrívr, německý dlouhosrstý ohař a pointr nosí ocas v úrovni hřbetní linie, u bavorského barváře může být ocas nesen vodorovně nebo spuštěný mírně šikmo dolů. Vysoko nasazené a vysoko nesené ocasy mají některá společenská plemena, jako je bruselský grifonek, havanský psík, tibetský teriér, jorkšírský teriér, dále pak bígl, primitivní plemena psů a sáňoví psi.
Ocasy nesené pod úrovní hřbetu mohou být neseny v šikmo dolů v mírném oblouku, jako u německého ovčáka nebo u saluki, spuštěný dolů a rovný, jako u čínského chocholatého psa či u aljašského malamuta, nebo spuštěný dolů se špičkou ocasu otočenou vzhůru, jako má belgický ovčák, šavlovitý ocas má gordonsetr, bergamský ovčák, knírač. Afghánský chrt má ocas na konci jednou zatočený do prstýnku.
Obloukovitě vzhůru nesený ocas má při vzrušení brazilská fila; hovawart, sibiřský husky nebo polský nížinný ovčák mohou v afektu též nosí ocas v oblouku nad hřbetem, stále v oblouku nad hřbetem nosí ocas lvíček nebo boloňský psík, silně zatočený nebo v srpovitém oblouku nad hřbetem nosí ocasy kishu-inu, shiba-inu, hokkaido-ken. U špiců leží ocas kruhovitě stočený na hřbetě, přes hřbet nosí ocas též pekingský palácový psík, jednou nebo dvakrát zatočený ocásek stočený nad páteří blízko stehna má basenji, v kyčelní oblasti má zatočený ocásek mops.
Některá plemena psů mohou mít přirozeně krátký, pahýlovitý ocas, například ardenský bouvier, šiperka, bobtail, australský ovčák, welsh corgi pembroke nebo australský honácký pes s krátkým ocasem, jehož nízko nasazený a nízko nesený ocásek je nejvýše 10 cm dlouhý. Krátký ocásek je žádoucí také u anglického buldoka.
U bergamského ovčáka je žádoucí ocas, který nedosahuje až k hlezennímu kloubu, délka ocasu k hleznu je běžná u většiny plemen, u hovawarta, německého ovčáka nebo irského vlkodava dosahuje až pod hlezna, u skotského jeleního psa a welsh corgi cardigana sahá ocas téměř k zemi. Kupírovaný ocas je ocas, který byl chirurgicky zkrácený. Kupírování se provádí u štěňat do 5. dne věku, ocásky se zkracují na 2-3 obratle (flanderský bouvier, dobrman) či o jednu čtvrtinu (ohaři), či tak, jak to požaduje standard. Současný trend v Evropě nicméně směřuje k zákazu kupírování ocasů, standardy plemen jsou postupně měněny tak, aby upřednostňovali přirozený tvar ocasu a v některých evropských zemích (Norsko, Švédsko, Řecko, Lucembursko, Švýcarsko) je kupírování ocasů zakázáno zákonem.
- základní typy psího ocasu:
1. svisle nesený, šavlovitě zahnutý ocas
2. svisle nesený, na konci stočený ocas
3. ocas vodorovně nesený
4. srpovitý, obloukovitě vzhůru nesený ocas
5. nad zádí kruhovitě stočený ocas
6. vývrtkovitý ocas
7. ocas s praporem

základní typy psího ocasu: 1. svisle nesený, šavlovitě zahnutý ocas 2. svisle nesený, na konci stočený ocas 3. ocas vodorovně nesený 4. srpovitý, obloukovitě vzhůru nesený ocas 5. nad zádí kruhovitě stočený ocas 6. vývrtkovitý ocas 7. ocas s praporem
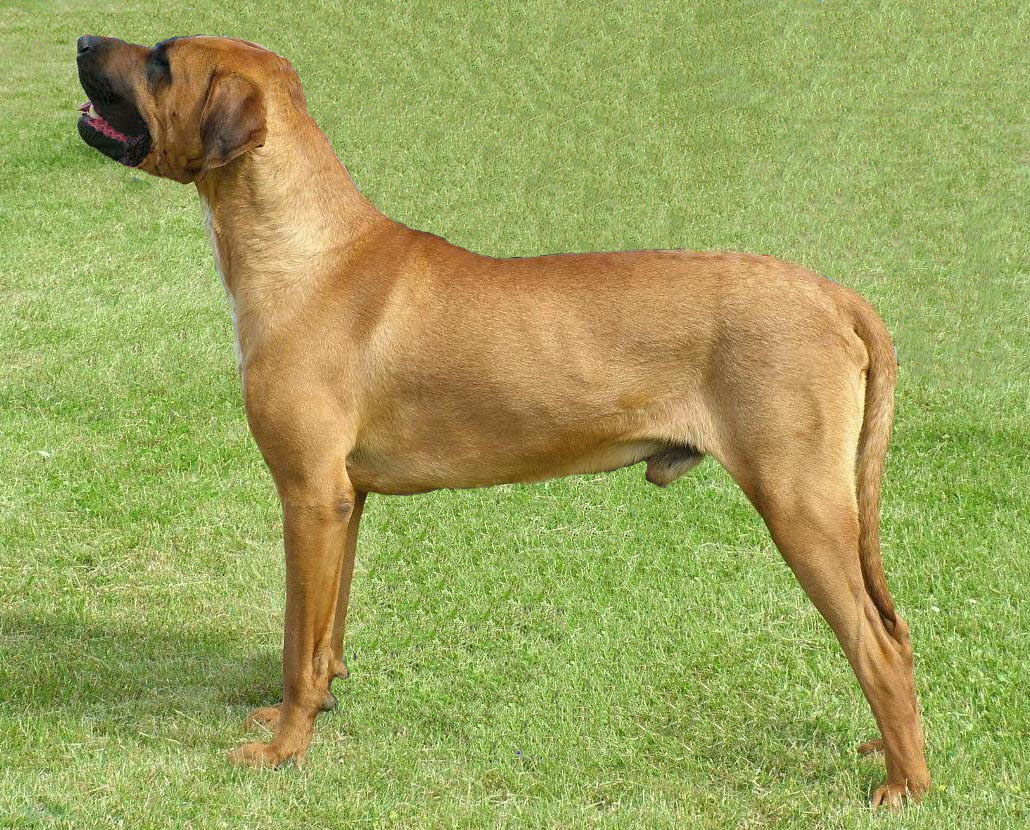
Vysoce nasazený, nízko nesený, obloukovitě spuštěný ocas tosy
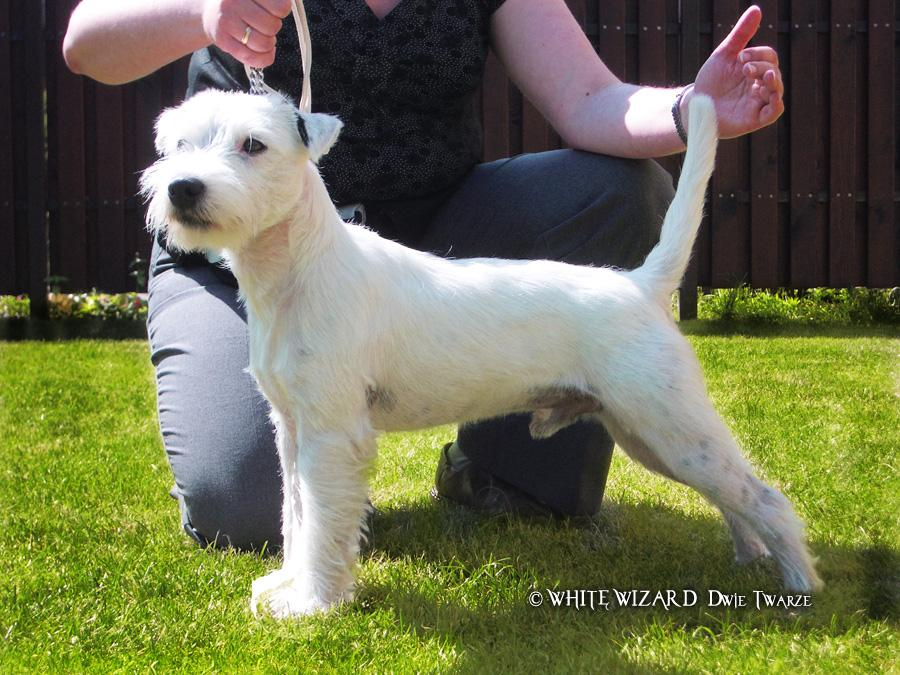
Středně nasazený, vesele nesený ocas parson russel teriéra
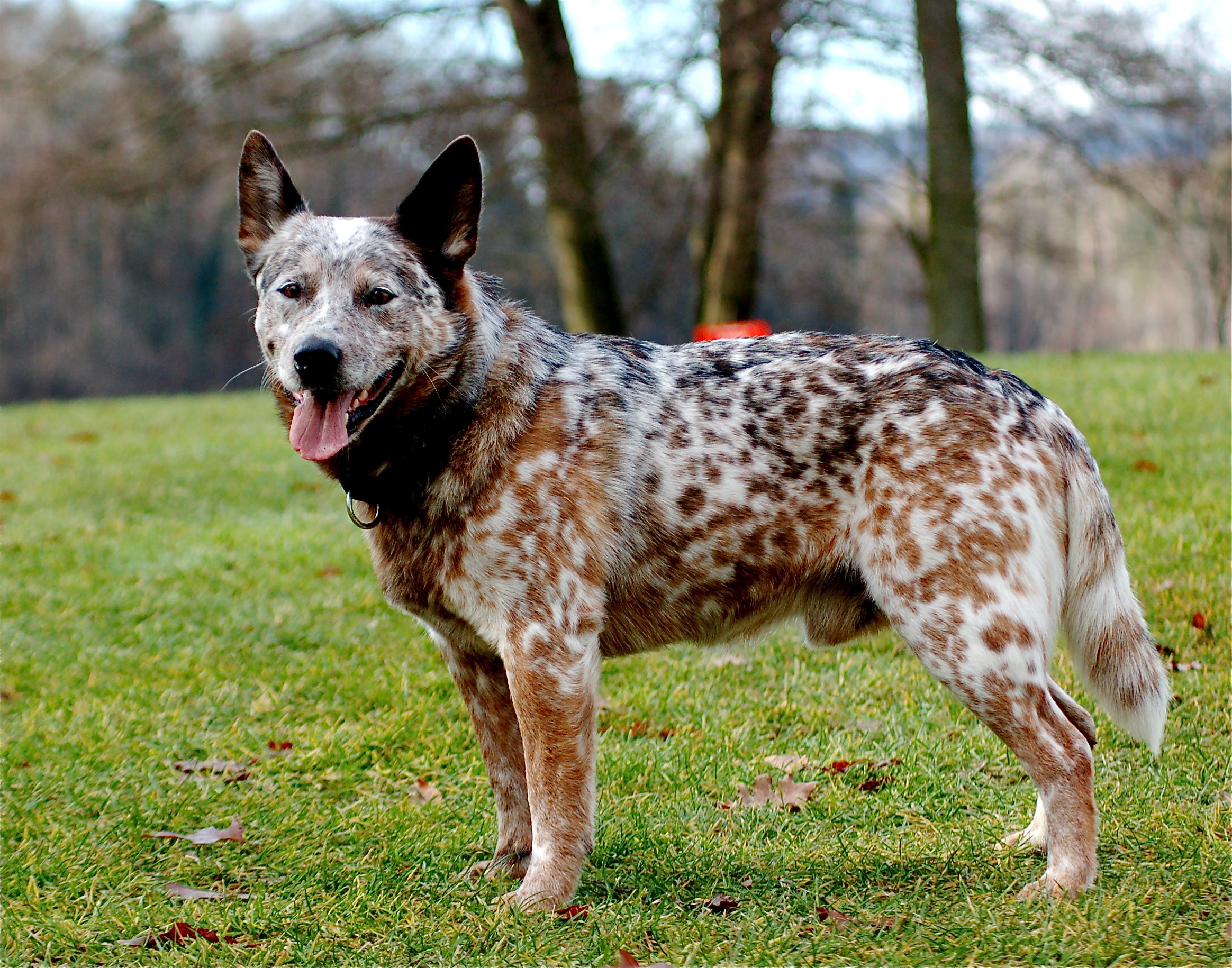
Nízko nasazený, svěšený ocas australského honáckého psa
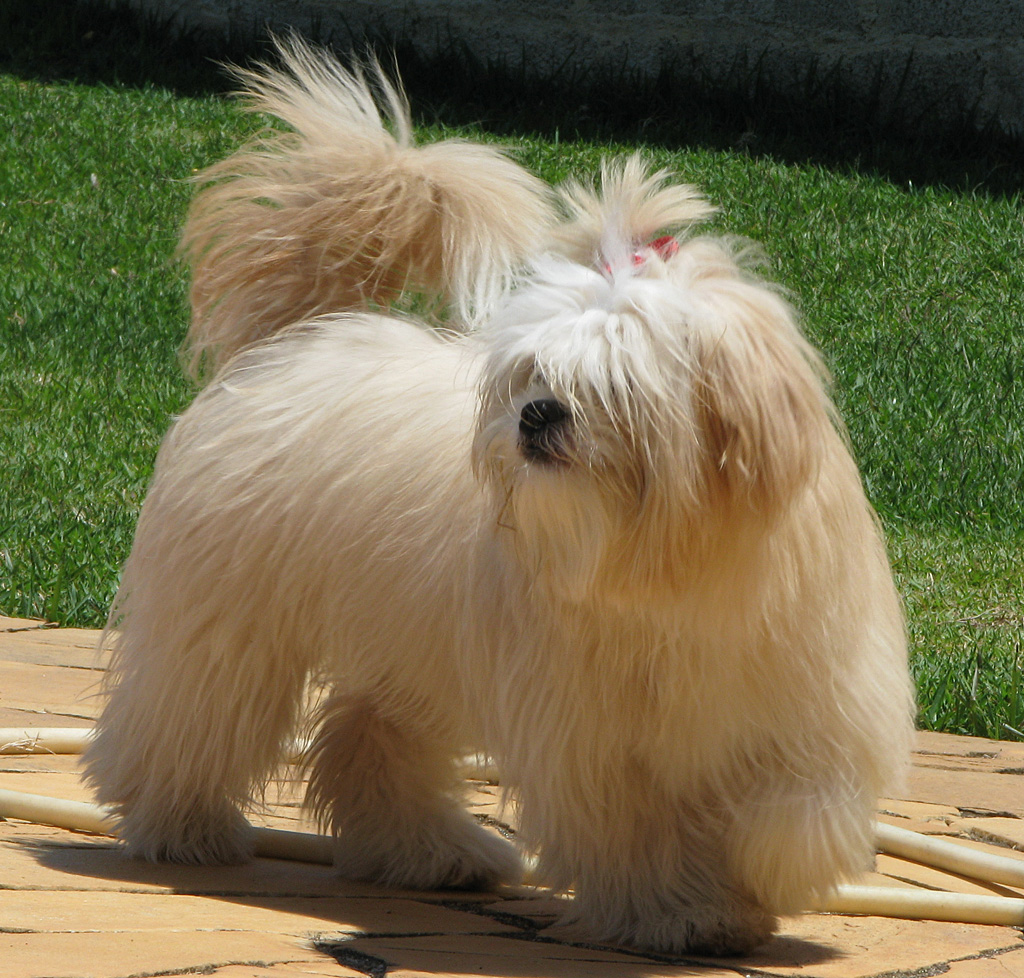
vysoko nasazený, vysoko nesený ocas lhasa-apso
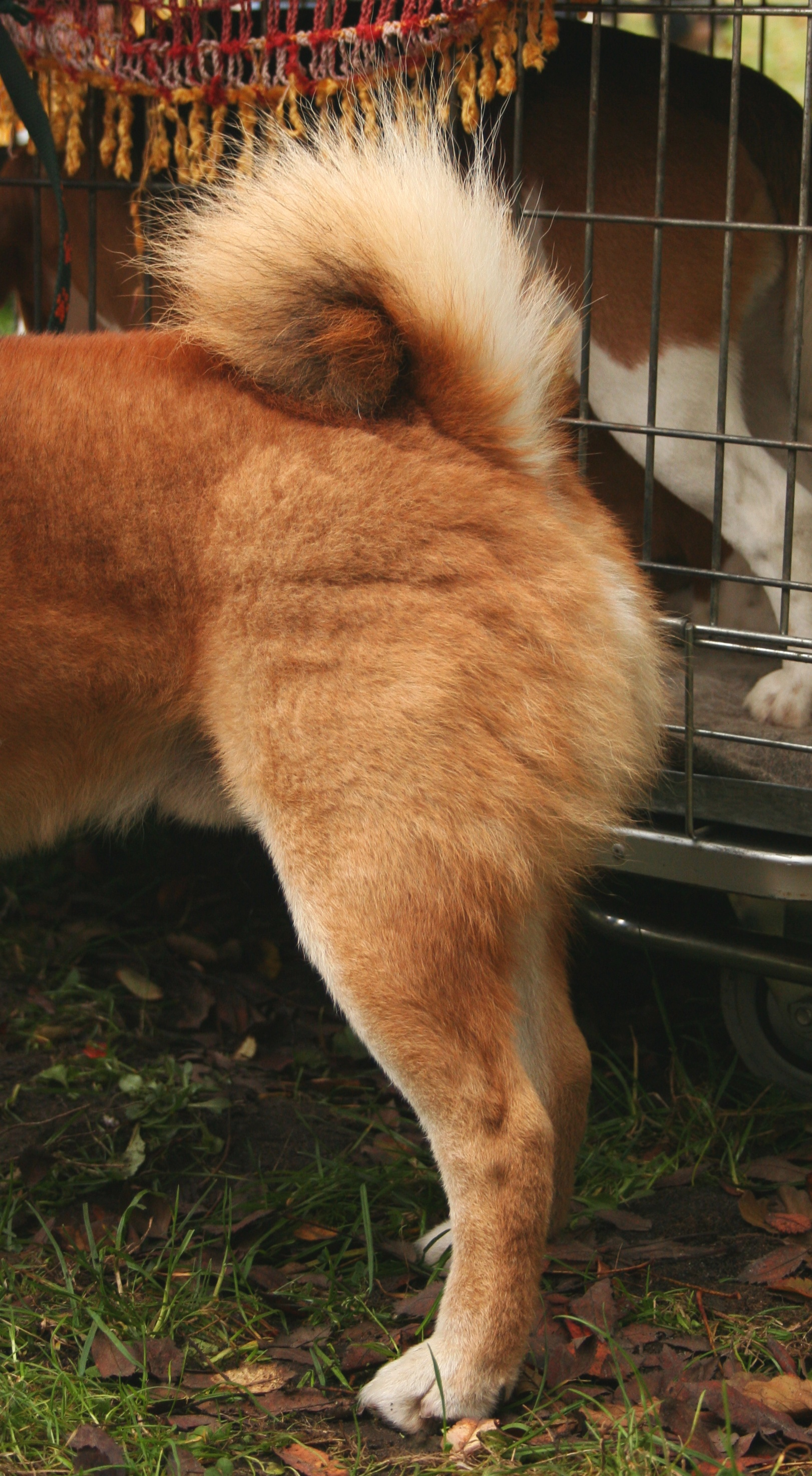
ocas nesený v oblouku nad hřbetem - shiba-inu
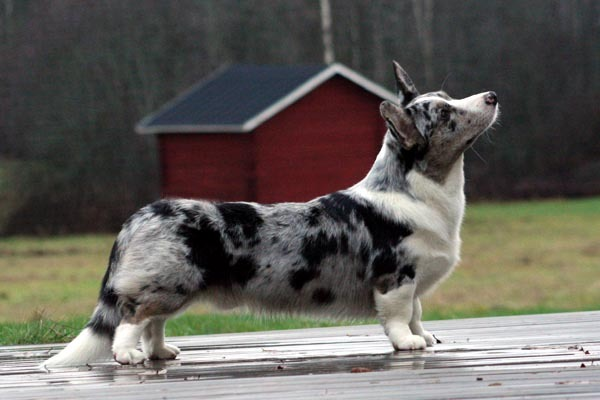
Welsh Corgi Cardigan - tzv. liščí ocas sahající až k zemi
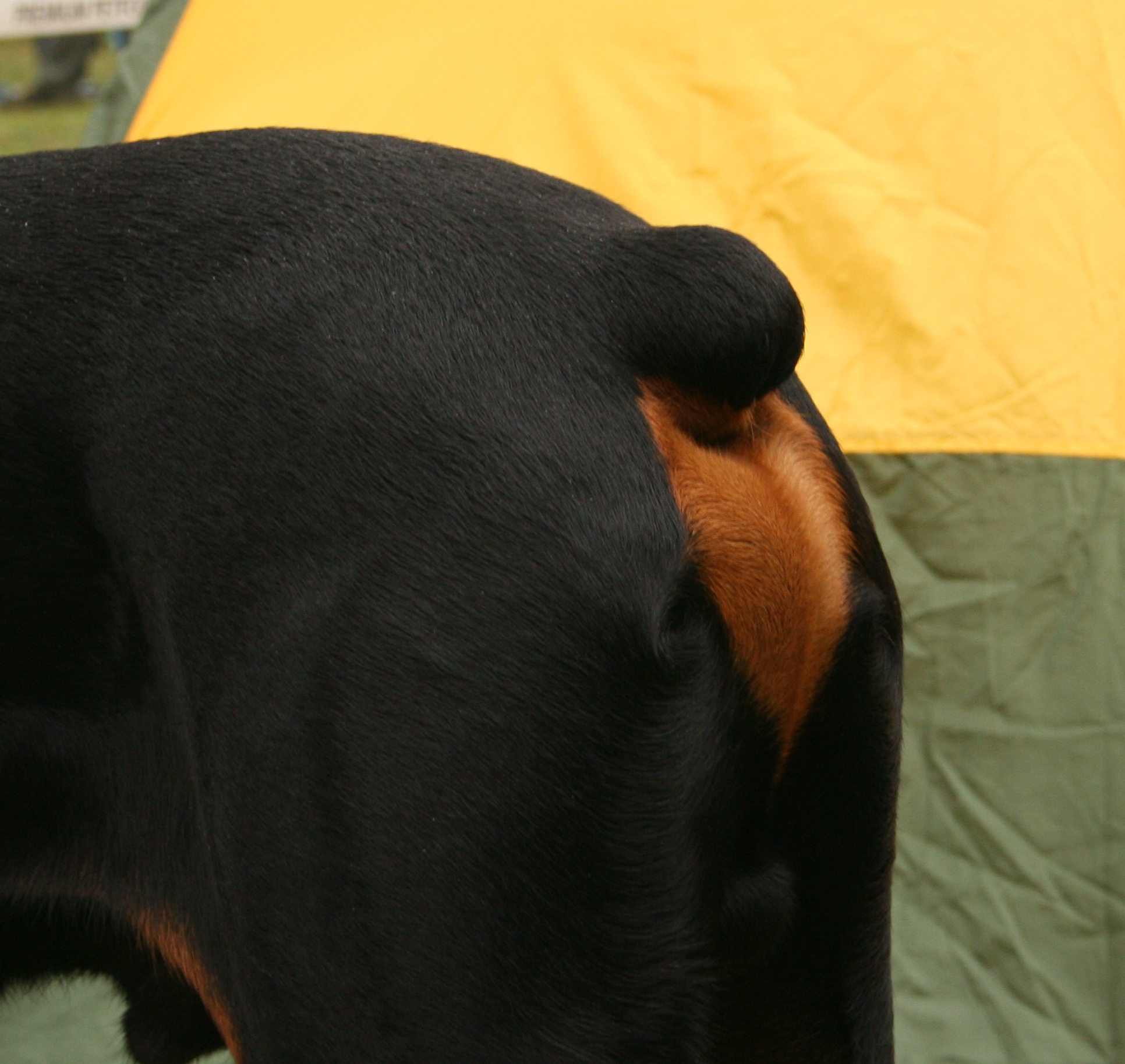
krátce kupírovaný ocas dobrmana

### Hrudník
Hrudník psa je ta část těla, jejímž podkladem je hrudní koš, tudíž hrudní kost a žebra. Prostornost hrudníku je v přímé úměře s velikostí orgánů v něm uloženým, srdcem a plícemi, a tudíž i s výkonností psa. Dostatečná výška hrudníku je rovněž oporou pro dostatečně dlouhou a šikmou lopatku, což ovlivňuje úhlení končetin a mechaniku pohybu psa. Obvod a výška hrudníku - tj. vzdálenost mezi nejvyšším bodem kohoutku a prsní kostí - bývá měřena a hodnocena během bonitací chovných jedinců.
Přední část hrudníku, před lokty hrudních končetin, se nazývá předhrudí. Je tvořeno hrudní kostí, pažními kostmi a okolní svalovinou. U některých plemen se vyžaduje výrazné, osvalené předhrudí, například u dobrmanů, německé dogy, velkého švýcarského salašnického psa nebo kuvasze. Prsní kost je obvykle obalena svaly, ale u španělského mastina je hrudní kost vyjádřená a u jezevčíků tak silně vystupující, že se na obou stranách tvoří lehké dolíky. Chorvatský ovčák má předhrudí nepříliš vyznačené. Nevýrazné předhrudí je důsledkem strmého úhlení hrudních končetin a strmě postavenou lopatkou a často je spojeno rovněž s krátkým krkem.

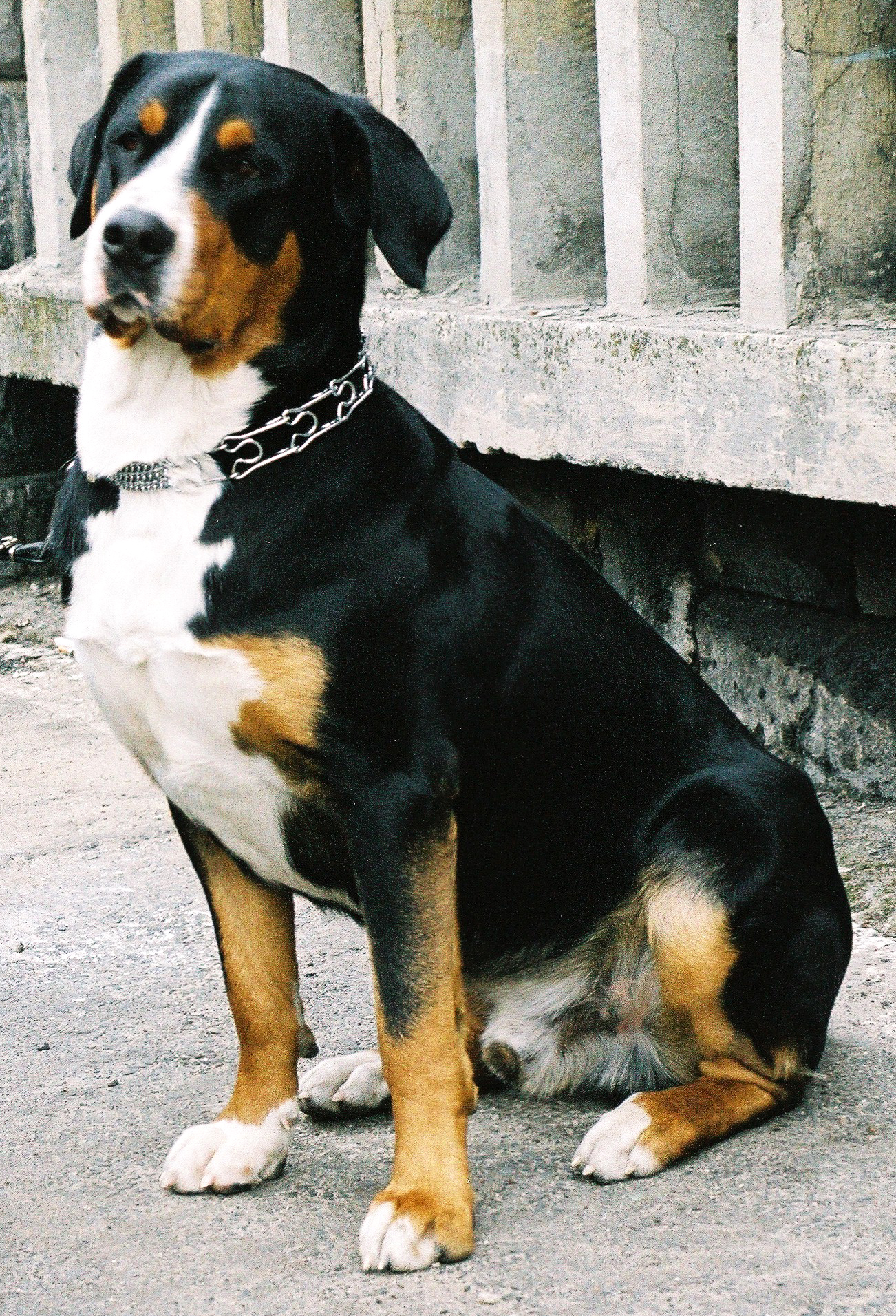
Výrazné předhrudí velkého švýcarského salašnického psa
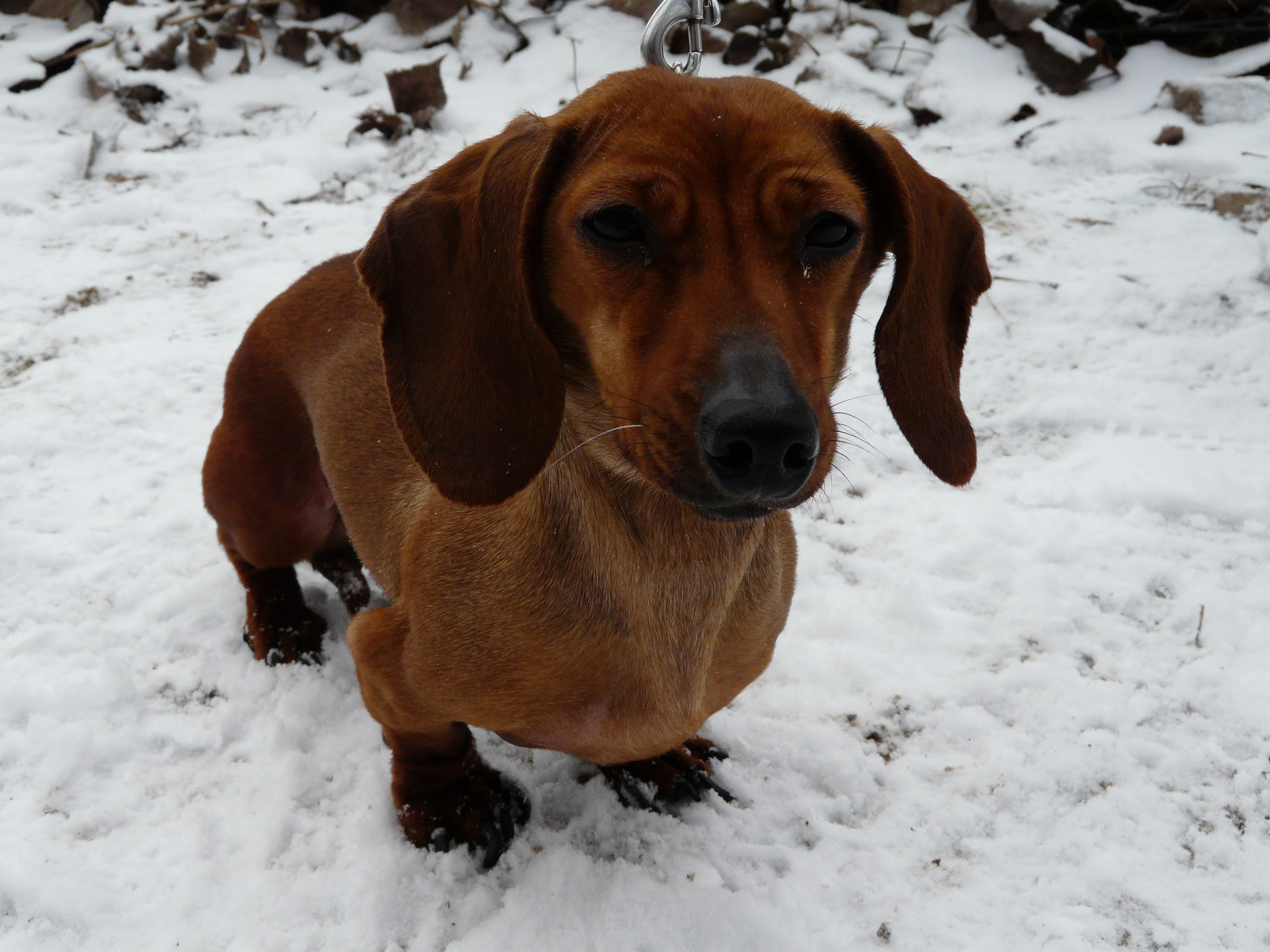
Vystupující prsní kost jezevčíka

Žádoucí je hrudní koš zepředu oválný, ne příliš úzký, protože úzký hrudník je často spojený s úzkým nebo rozbíhavým postojem předních končetin. Žebra by měla být dobře klenutá, není-li tomu tak, označuje se takový hrudník jako plochý. Výrazně klenutá žebra tvoří sudovitý hrudník. U většiny plemen je takový extrém již nežádoucí, výjimku tvoří labradorský retrívr nebo francouzský buldoček, kulatý průměr hrudníku za lopatkami má i anglický buldok.
Hrudník psa by měl být dostatečně prostorný, dlouhý a hluboký, většina plemenných standardů požaduje výšku hrudníku odpovídající přibližně polovině kohoutkové výšky psa a sahající k loktům, nebo i níže (např. kavkazský pastevecký pes, středoasijský pastevecký pes, tibetská doga). U československého vlčáka či kanárského podenga naopak hrudník až k úrovni loktů nedosahuje.

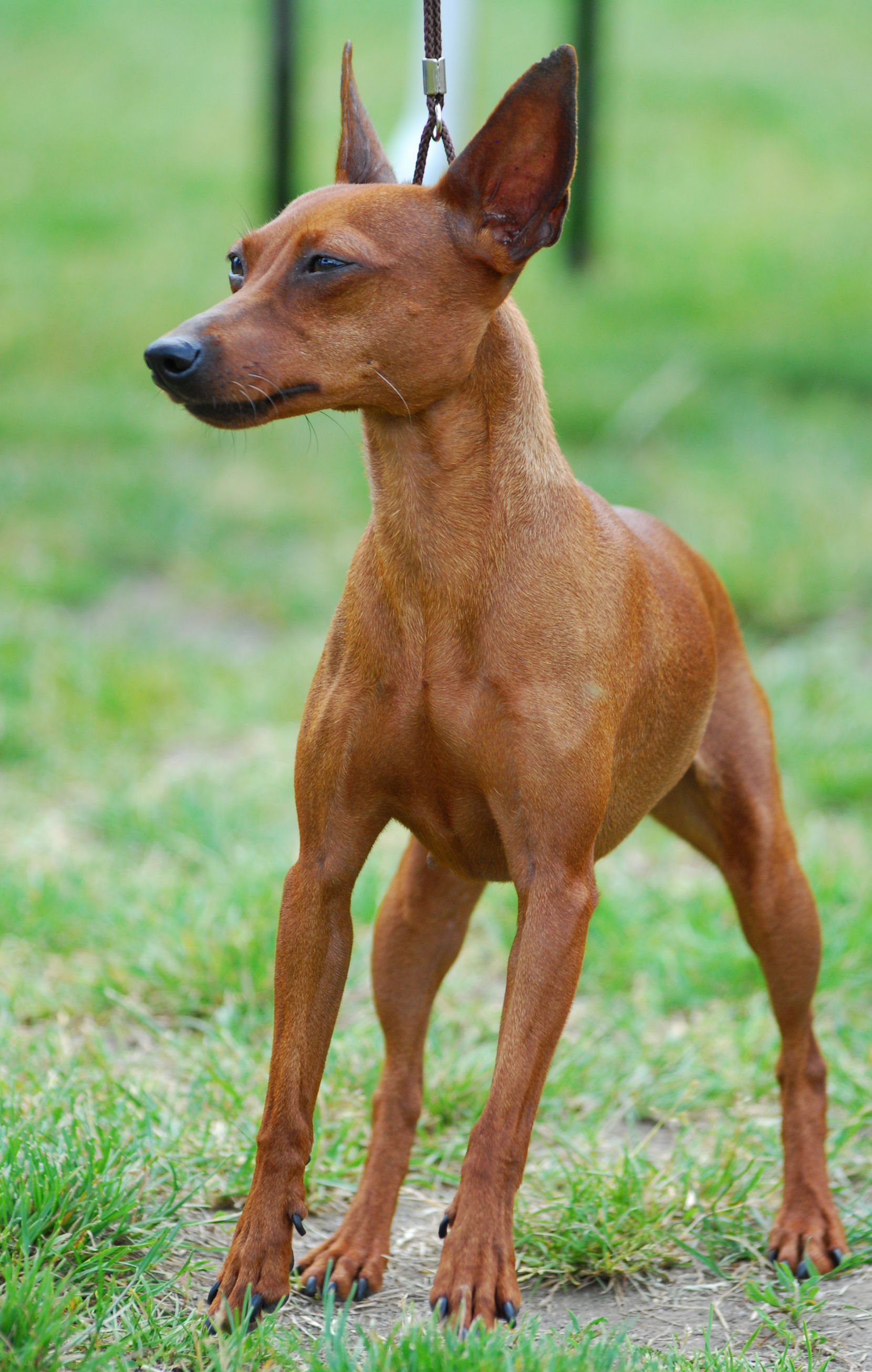
oválný hrudník trpasličího pinče
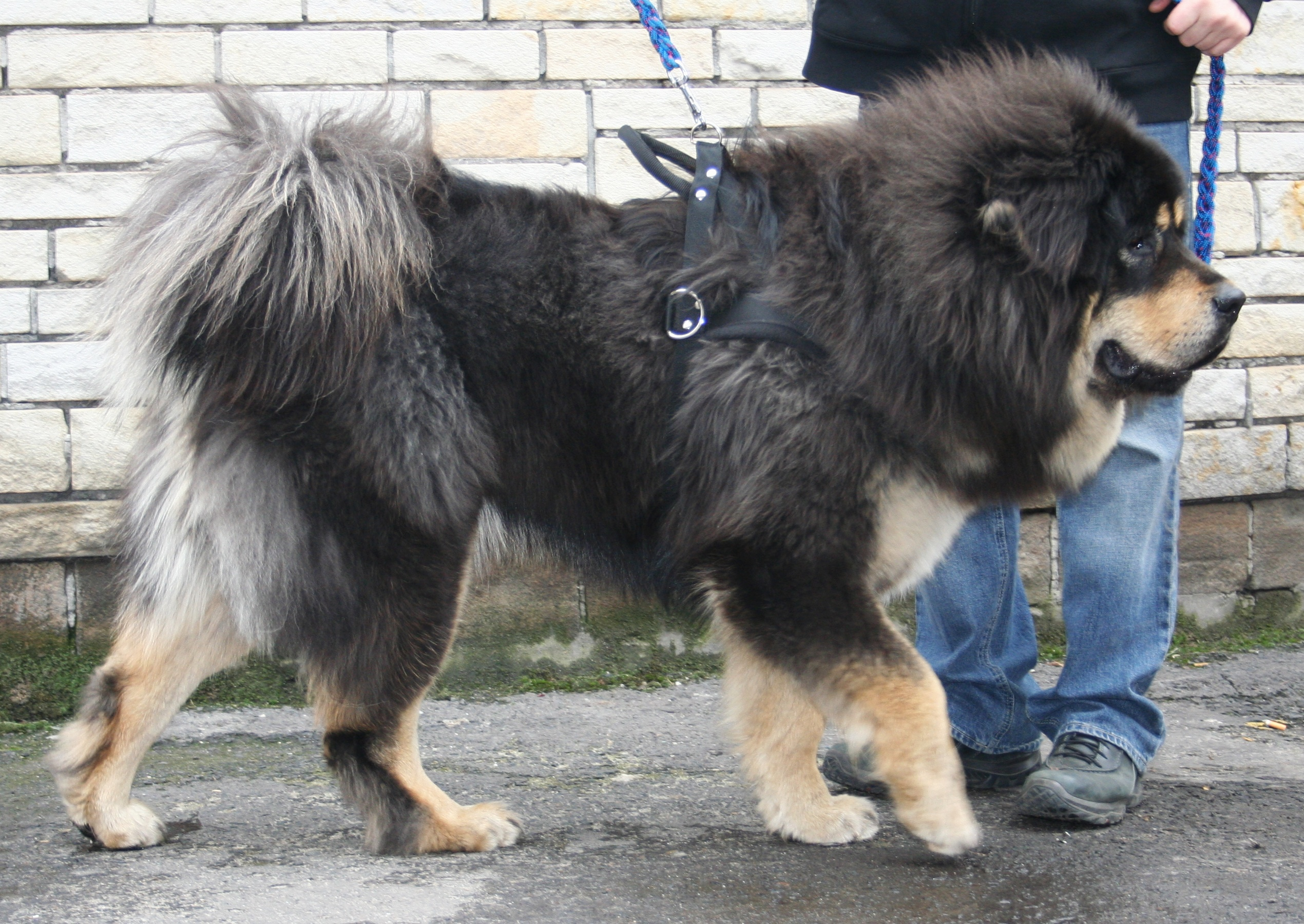
hluboký hrudník tibetské dogy
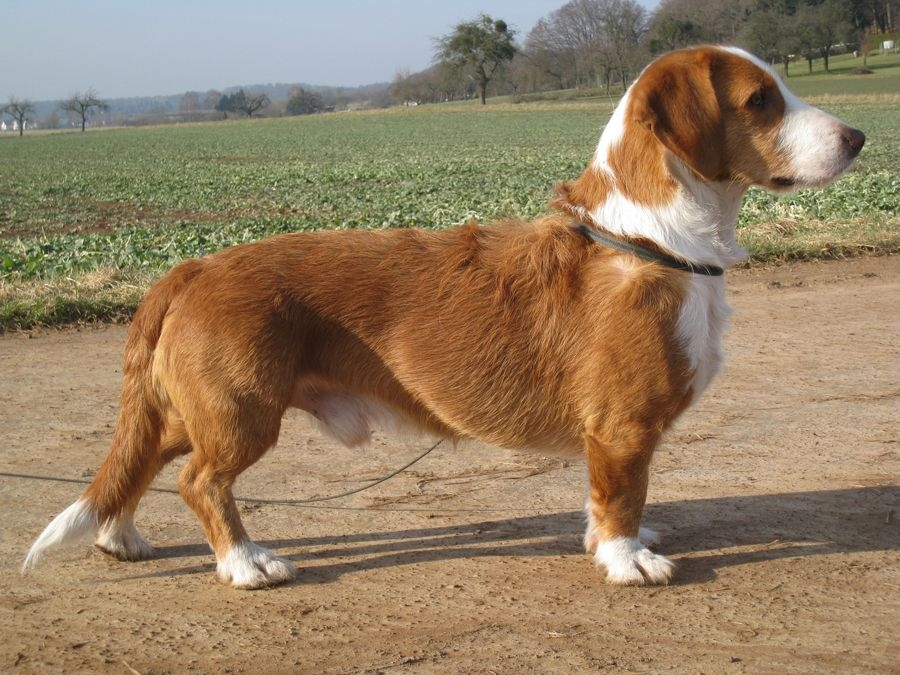
hrudník sahající do úrovně lotků, westfálský jezevčíkovitý honič
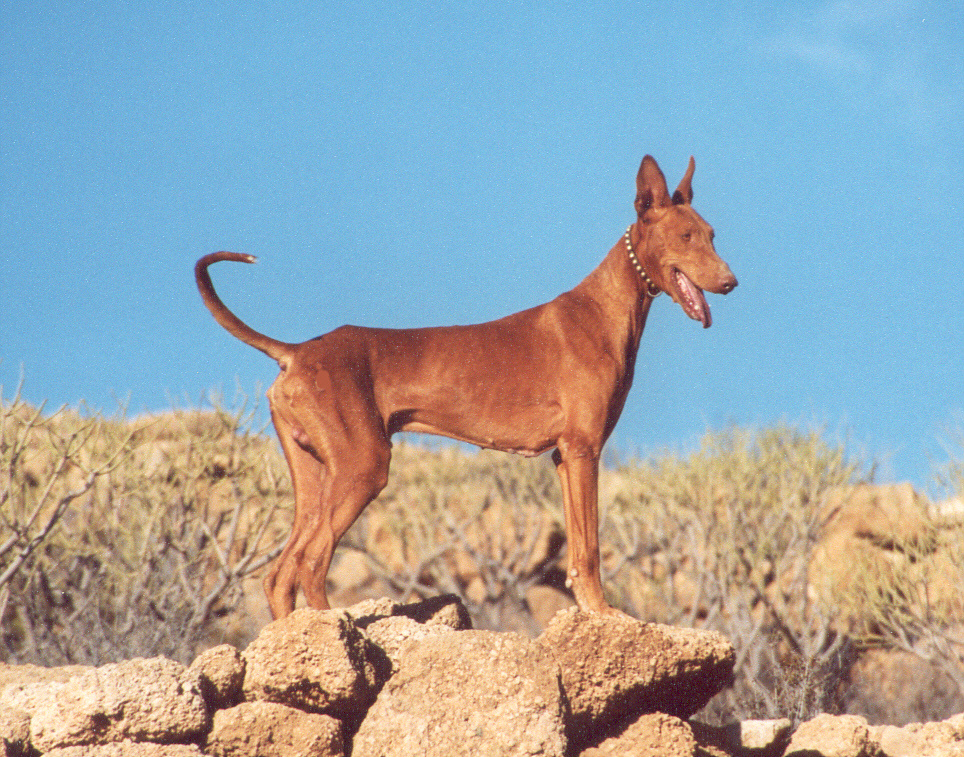
mělký hrudník kanárského podenga

### Spodní linie a břicho
Břišní linie psa v dobrém výživném stavu by měla být obvykle lehce vtažená a stoupající, nevtažené, téměř rovné břicho mívají rotvajler nebo novofundlandský pes, naopak dobře vtažené břicho má německá doga či tosa-inu, výrazně vtažené břicho mají chrti. Roztažené, kravské břicho mají psi krmení nekvalitním, objemným krmivem. Břicho by mělo být pevné, osvalené, měkké břicho je povolené, bez pevného svalstva. Spuštěné, volné a visící břicho mají zvířata březí a obézní.

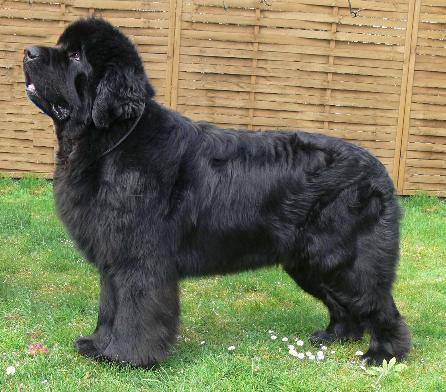
rovné břicho novofundlanďana
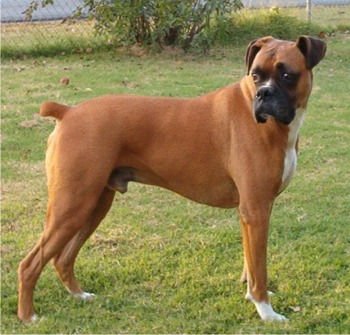
lehce vtažené břicho boxera
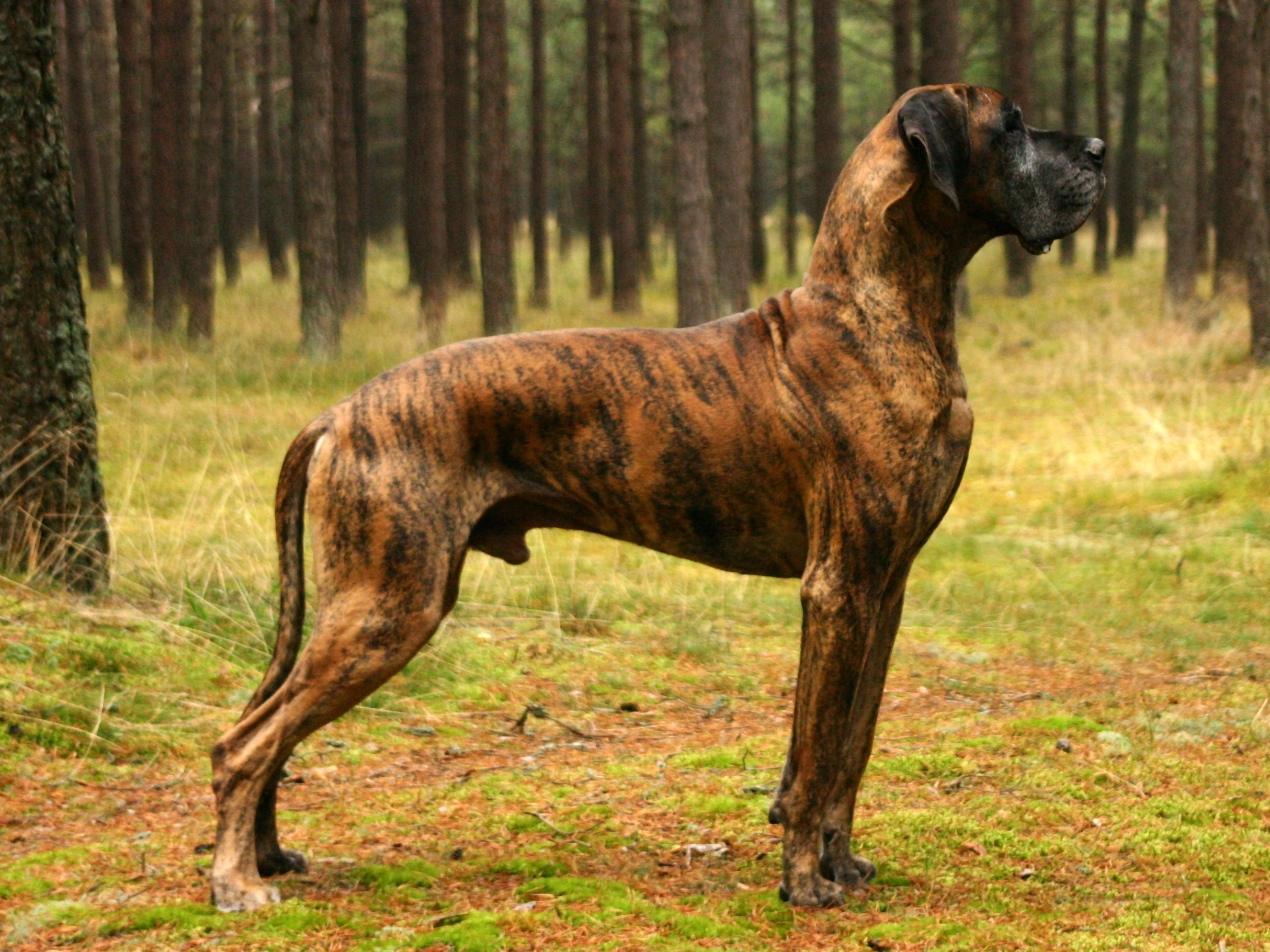
dobře vtažené břicho německé dogy
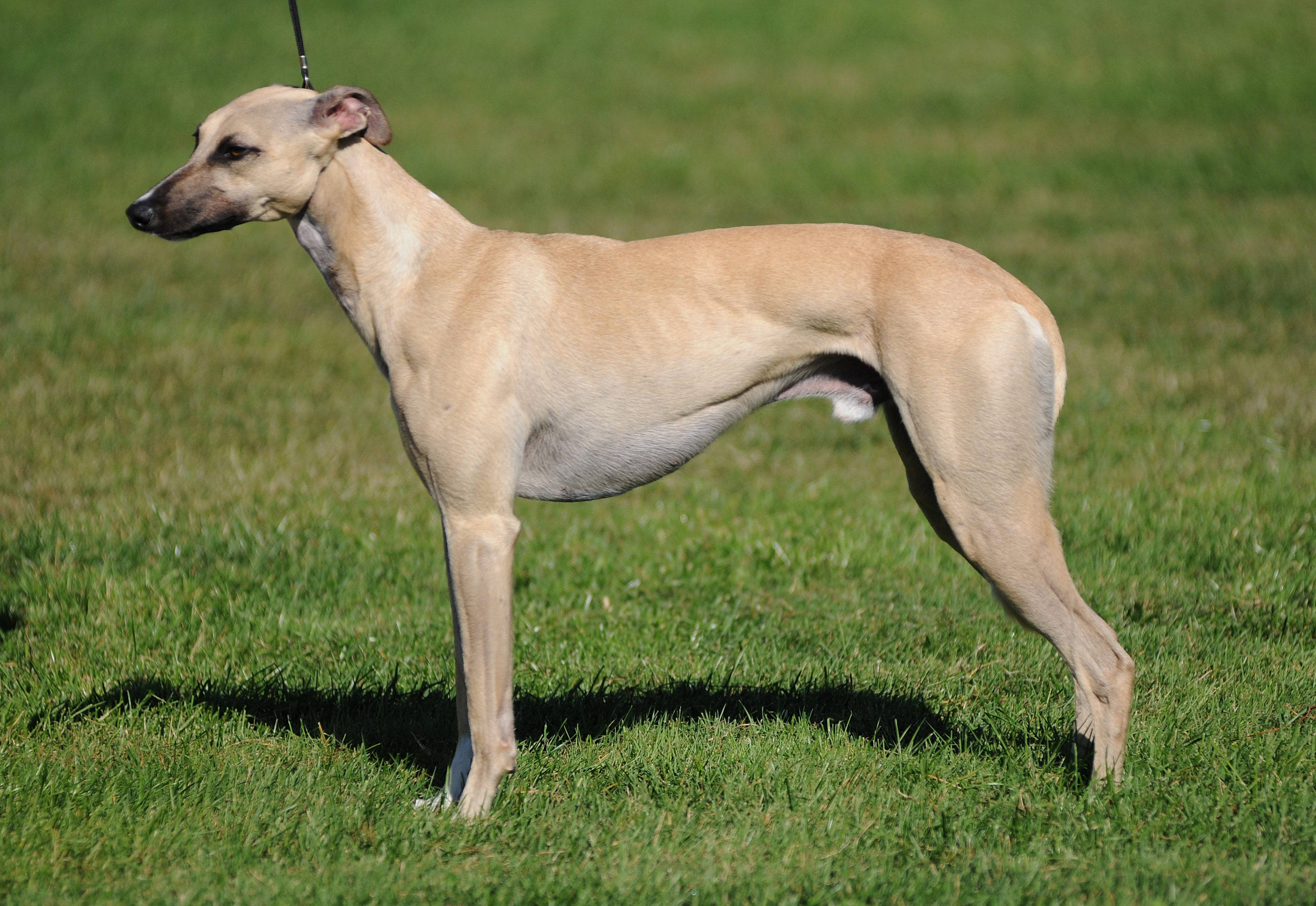
výrazně vtažené břicho whippeta

## Hrudní končetiny
Hrudní končetiny psa jsou tvořeny šikmo umístěnou lopatkou, která přiléhá na hrudní koš, pažní kostí, která se v lokti kloubí s předloktím, dále nadprstím a jsou zakončené tlapkou, na kterou pes našlapuje. Nesou 60 - 80% hmotnosti těla zvířete. K optimální funkci je nutné, aby byly postavené kolmo pod tělem v přiměřené vzdálenosti od sebe, přičemž lokty by se měly nacházet u nejhlubšího místa hrudníku a osa, která při pohledu ze strany spojuje loketní a zápěstní kloub by měla směřovat kolmo k zemi.
Úzké postavení hrudních končetin je projevem úzkého hrudníku. Při pohledu zepředu jsou končetiny pravidelné a kolmé, ale probíhají příliš blízko sebe. Úzké postavení končetin poskytuje psovi malou oporu, ten musí vynakládat více energie na udržení rovnováhy a úzký hrudník rovněž nemusí poskytovat dostatečný prostor pro vnitřní orgány. U psů je obecně nežádoucí. Úzký hrudník může pes kompenzovat také rozbíhavým postojem, který je rovněž nežádoucí.
Široké postavení hrudních končetin je naopak důsledkem sudovitého hrudníku. Je žádoucí u některých psů s širokou přední frontou, jako je francouzský buldoček, anglický bulteriér a další. Příliš široký postoj však vede ke kolébavé chůzi psa. Když končetiny nevedou kolmo k zemi, ale ve svém průběhu se sbíhají, jedná se o postoj sbíhavý. Vzdálenost mezi loketními klouby je při něm větší, než vzdálenost mezi tlapkami. Bývá spojen se vybočeným loktem, ale není to pravidlo, a u některých plemen je standardní, příkladem je bedlington teriér.
Přerušení linie kolmo k zemi probíhající končetiny může být dvojí - při francouzském postoji se končetiny v zápěstním kloubu rozbíhají, při vbočeném postoji se naopak sbíhají.

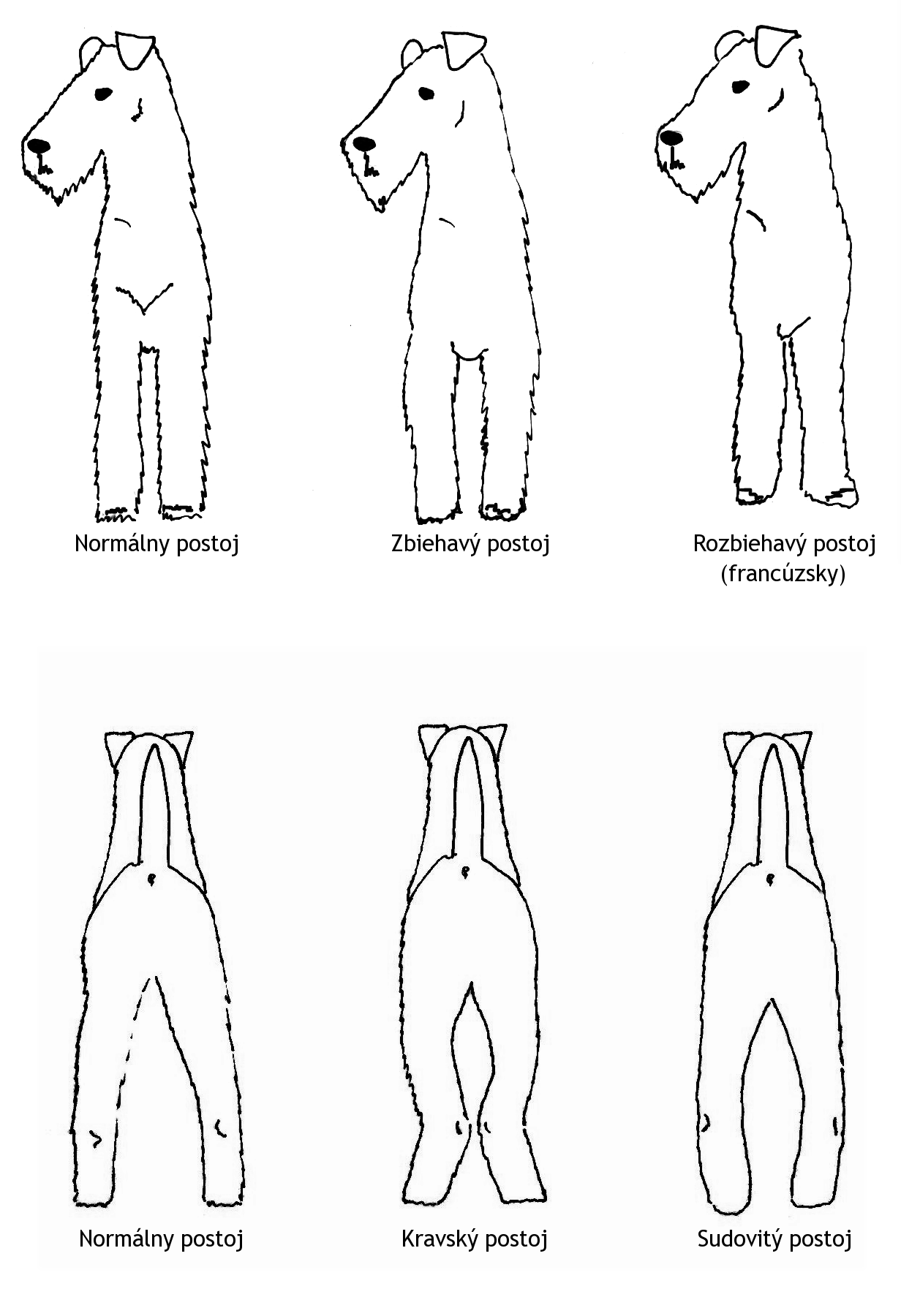
Postoj psa - správný a jeho vady
správný postoj
úzké postavení hrudních končetin

Lopatka, která je dostatečně dlouhá a šikmá, umožňuje dostatečný pohyb končetin vpřed a tím i prostorné chody. Na hřeben lopatky se upínají svaly plecí, které pohybují pažní kostí. Obecně je ideální sklon lopatky k vodorovné linii 45 – 50°. Je-li tento úhel větší než 50°, označuje se taková lopatka jako strmá. Strmější lopatka obvykle vede k otevřenějšímu úhlu mezi lopatkou a pažní kostí a obecně ke strmému úhlení celé končetiny. Lopatka dobře přiléhá k hrudníku a je na svém místě fixována pevnými svaly. Není-li tomu tak a lopatka se při pohybu nadměrně pohybuje, jedná se o lopatku volnou.
S pažní kostí se lopatka kloubí v ramenním kloubu. Úhel, který spolu tyto kostí svírají, určuje zaúhlení hrudní končetiny. Obecně je ideální úhel 90°, takto zaúhlené končetiny jsou ideálem většiny plemen, například jezevčíka, německého ovčáka (ideál 90° - 100°) německé dogy, hovawarta, welsh-corgiho, kelpie, australského ovčáka, bulteriéra a mnoha dalších. Je-li úhel větší a kloub více otevřený, hovoří se o strmém či nevýrazném úhlení. Ideální úhel kolem 110° je určený standardem plemene u ardenského bouviera, jihoruského ovčáka (100°), katalánského ovčáka, kuvasze, slovenského čuvače (107°) nebo dobrmana (105-110 °C), československého ovčáka se za ideální úhlení považuje 120-130 °C, u belgického ovčáka se připouští i 150 °C, podobně strmé úhlení má i chorvatský ovčák. Je-li úhel v kloubu větší, než požaduje standard plemene, jedná se o tzv. přeúhlení.
Pažní kost by měla být zhruba stejně dlouhá jako lopatka, krátká a strmá kost totiž do značné míry ruší výhody šikmé a dlouhé lopatky a opět zkracuje rozsah pohybu celé končetiny. V loketním kloubu se pažní kost spojuje s kostí loketní a vřetenní. Úhel v loketním kloubu je tupý a pohybuje se kolem 130°, u některých plemen až ke 150°. Lokty musí přiléhat těsně k tělu, což umožňuje lehký pohyb vycházející z lopatek. Volné, odstávající lokty jsou proto většinou chybou, často bývají spojené též s vybočeným předloktím a úzkým postojem tlapek. Nicméně nízko posazené lokty, které výrazně odstávají, jsou znakem anglického buldoka. Vbočené lotky bývají spojené vbočeným předloktím a vybočenými tlapkami, tzn. s francouzským postojem, což je nežádoucí.
Předloktí musí být umístěné kolmo k zemi a být rovné. U plemen s achodroplazií a s ní spojenými krátkými končetinami (jezevčík, baset) mohou být kosti předloktí obloukovitě zkřivené. Vně vybočená předloktí se správnou polohou lopatek vytvářejí tzv. křivý postoj.
V zápěstním kloubu přechází do nadprstí, které je obvykle oproti vertikální linii procházející předloktím mírně šikmo, přibližně pod úhlem 20°. Svislé, jen velmi málo šikmé nadprstí je standardem předepsáno u kavkazského pasteveckého psa, velkého švýcarského a bernského salašnického psa, bulteriéra nebo amerického stafordšírského teriéra. Příliš strmé nadprstí vede ke zvýšené zátěži kloubů a negativně ovlivňuje vytrvalost psa. Opakem je měkké nadprstí, neboli prošlap. Často se jedná o vadu vzniklou během růstu psa při špatné výživě a nesprávném pohybu. Často bývá spojené s rozevřenou tlapkou. Je-li nadprstí vychýlené dopředu, vzniká tzv. kozí, nebo též přikleklý postoj, který bývá spojený s příliš krátkou tlapkou.
U některých plemen bývají přední tlapky vytočené mírně ven, například u kanárského podenga, pekingského palácového psa, anglického buldoka, francouzského buldočka nebo stafordšírského bulteriéra.
Tlapky psa by měly být dobře klenuté, s dobře přiléhajícími prsty. Podle tvaru se rozlišuje tlapka krátká a kulatá, zvaná kočičí, delší a oválnější, zvaná zaječí, a mírně oválná tlapka s delšími středními prsty, zvaná lžícovitá. Kočičí tlapky má například australský honácký pes nebo belgický ovčák, německá doga, akita-inu, bruselský grifonek, nebo azavak, zaječí tlapky nalezneme u sibiřského huskyho, bearded kolie, border kolie, tibetského španěla nebo polského chrta. Lžícovité tlapky má německý křepelák, český fousek, německý krátkosrstý ohař, bavorský barvář či šarplaninec.
Zvláštní tlapky má norský lundehund, který má mírně vytočené tlapky oválného tvaru, na předních tlapkách se nejméně šesti prsty, z nichž pět spočívá na zemi a s osmi polštářky, přičemž nadbytečné prsty jsou plně vyvinuté. Na pánevních končetinách má nejméně šest prstů, z nichž země se dotýká pět z nich, a sedm prstních polštářků.

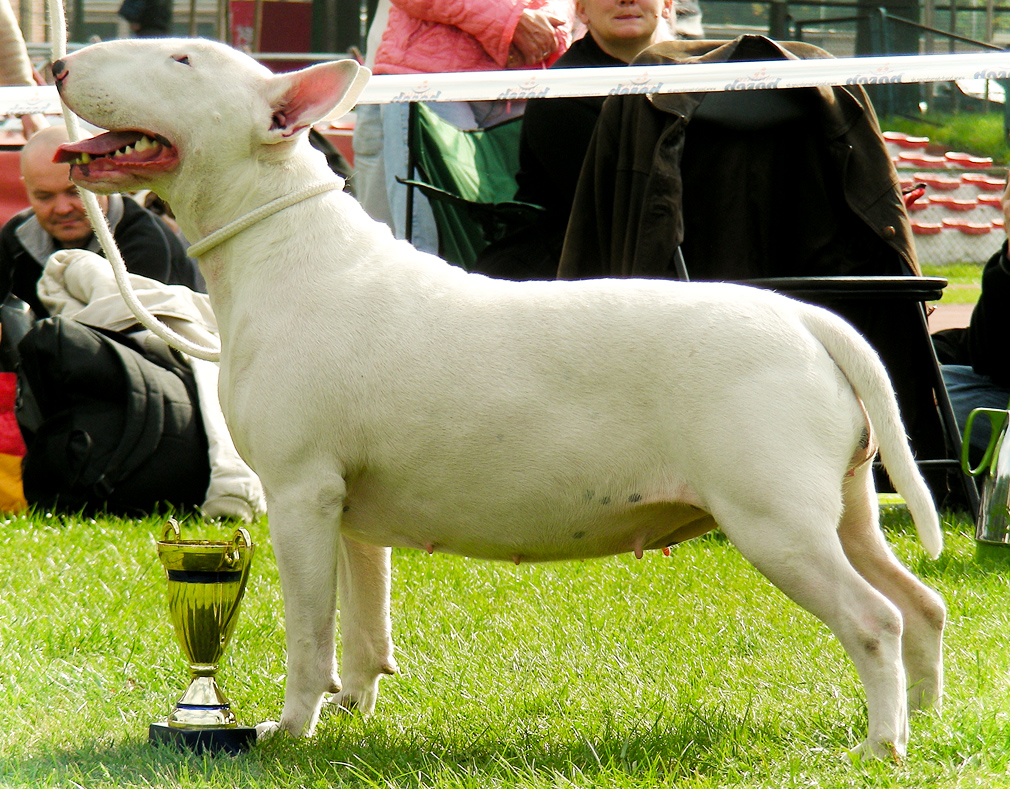
dobře zaúhlené končetiny anglického bulteriéra
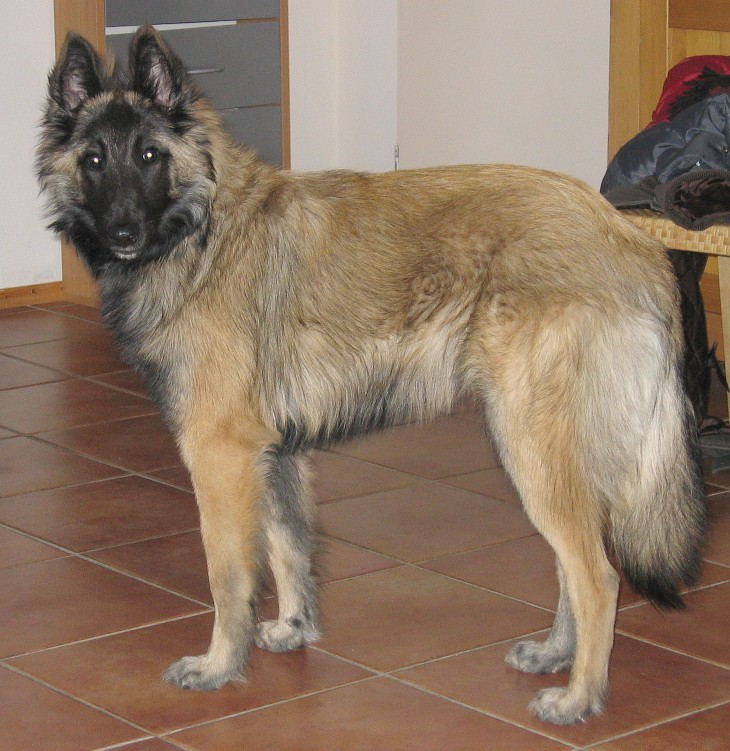
strmé úhlení belgického ovčáka tervuerena
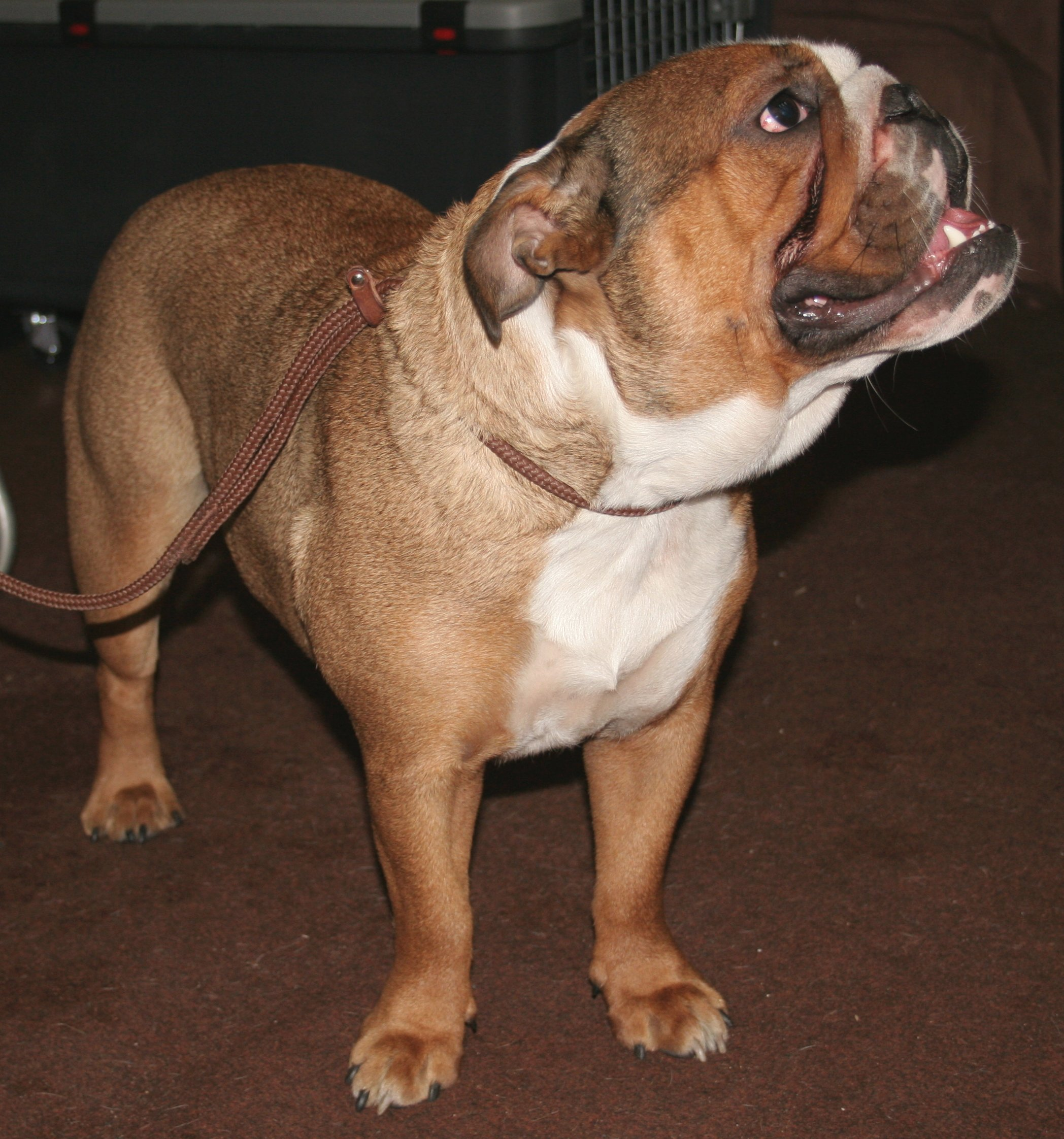
vybočené tlapky anglického buldoka
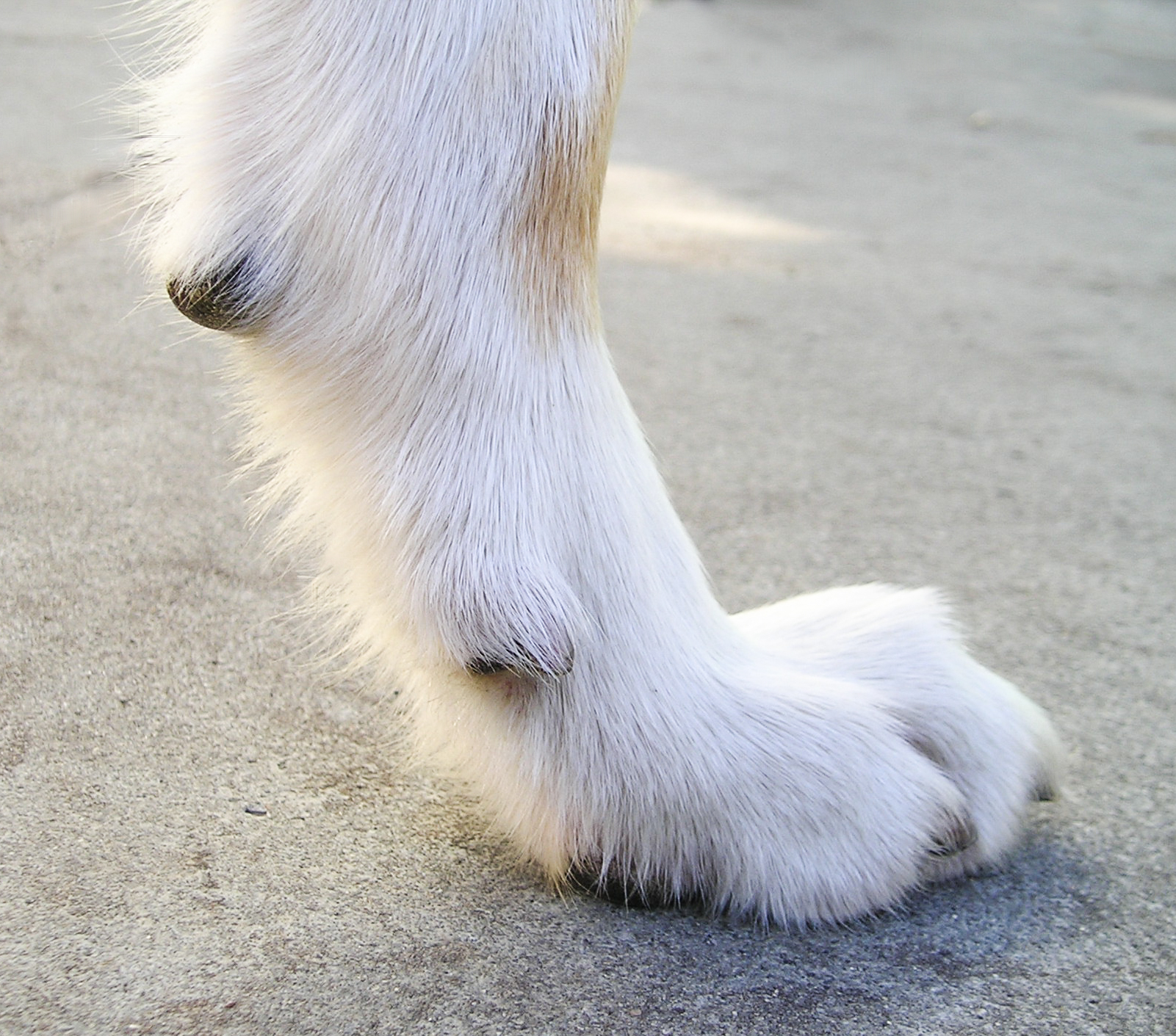
přiměřeně šikmé nadprstí psa
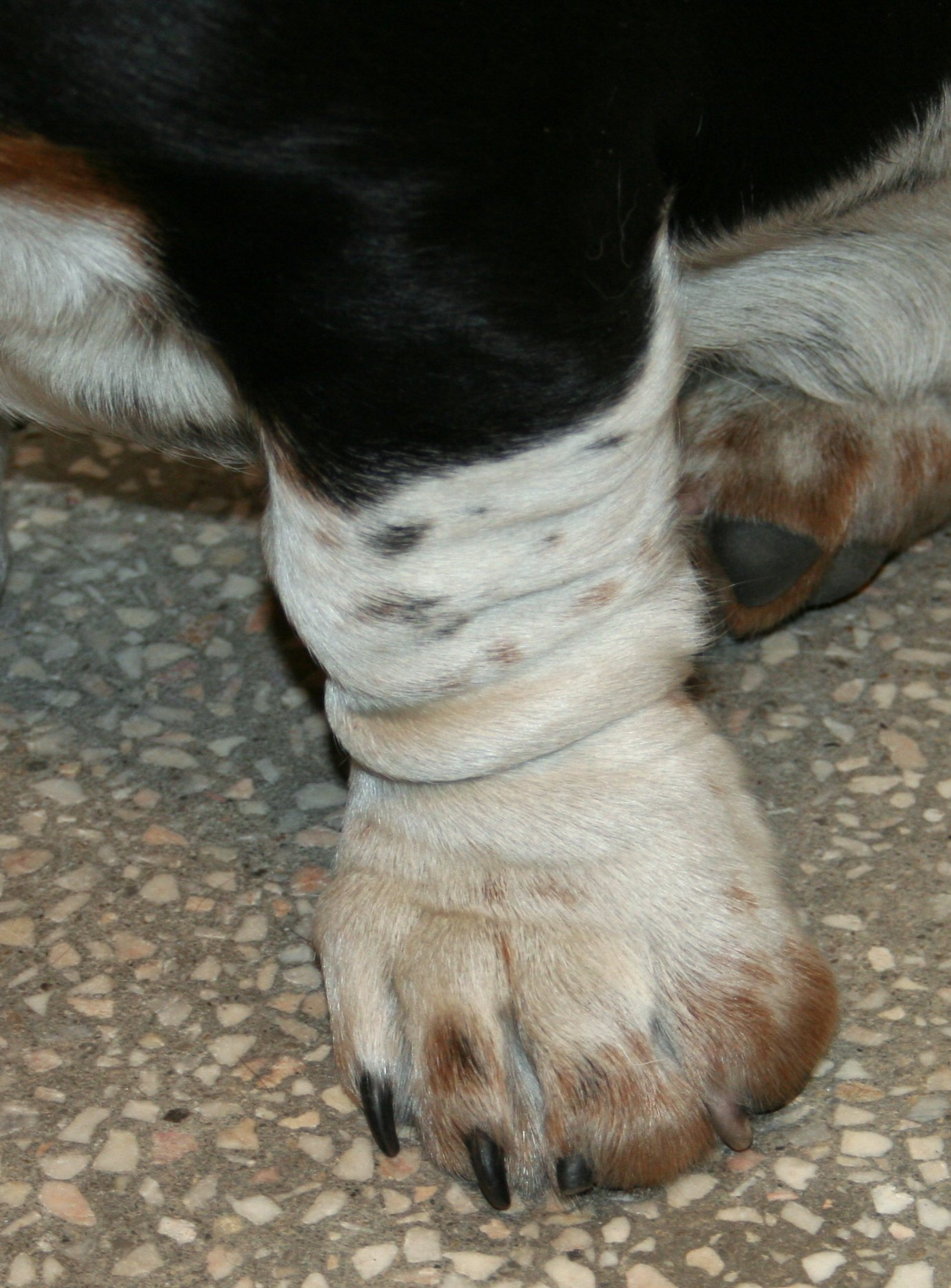
strmé nadprstí baseta
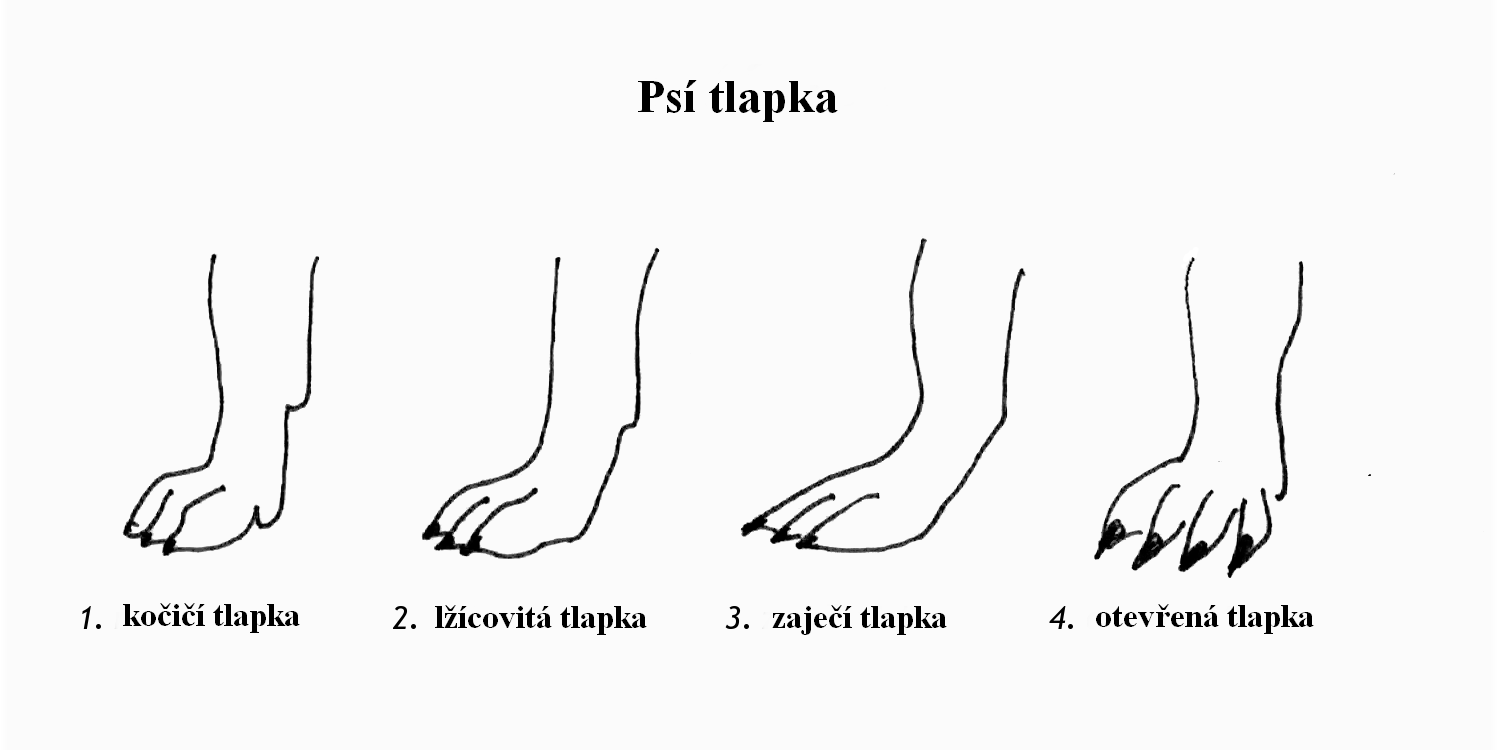
psí tlapky - schéma
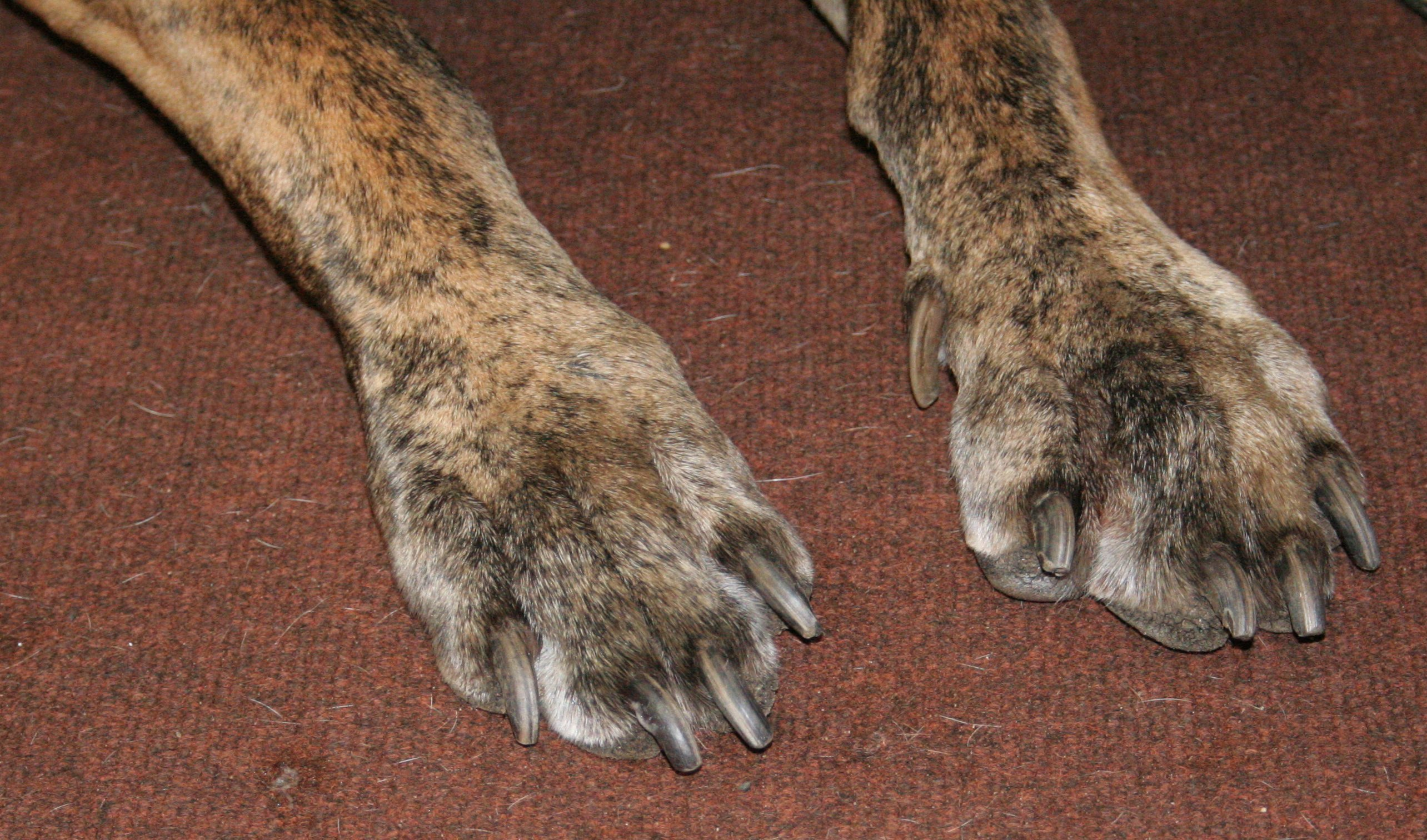
kulaté tlapky německé dogy
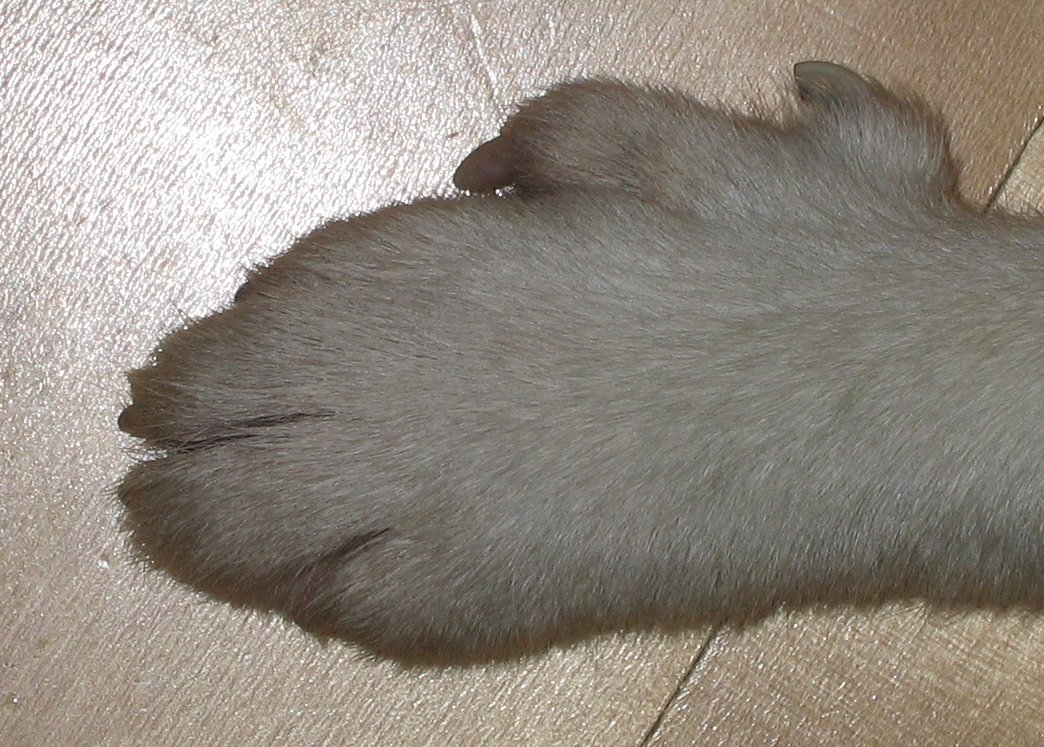
přední tlapka norského lundehunda

## Pánevní končetiny
Pánevní končetiny psa jsou tvořené pánví, kostí stehenní, bércem tvořeným kostí holenní a lýtkovou, hleznovým kloubem, nártem a jsou zakončeny zadními tlapkami. Z pánevních končetin vychází impuls k pohybu psa.
Pánev je podkladem zádě a s horizontální linií svírá u většiny plemen úhel kolem 30°. Stehna by měla být dobře osvalená, u některých plemen, například amerického stafordšírského teriéra, se má svalstvo stehen výrazně rýsovat na povrchu.
Při hodnocení zaúhlení pánevních končetin je významný úhel kolenního kloubu, který má být asi 125°, a úhel hleznového kloubu, který by se měl pohybovat 130°. Takové úhlení je žádoucí u většiny plemen. Při menším úhlu se jedná o přeúhlení, nicméně podle standardů plemen je úhel v kolenním kloubu 120° žádoucí například u německého ovčáka, 110° - 120° u kuvasze, kolem 110° u slovenského čuvače nebo argentinské dogy, u jezevčíka je požadováno 90°. Přeúhlení v koleni bývá spojeno se sraženou zádí a přeúhlením též v hleznovém kloubu, což se označuje jako šavlovitý postoj.
Otevřenější úhel vede ke strmému postoji. Je-li chybou, bývá spojen s přestavěnou zádí. Běžně se vyskytuje u plemen s menším sklonem pánve, mírně strmější úhlení má československý vlčák nebo dobrman, též bergamský ovčák, vysloveně strmý postoj spojený s přestavěností je plemenným znakem aidi.
Stehno a bérec mohou být stejně dlouhé, jako například u německého ovčáka, nebo může být stehno kratší než lýtko, jako je tomu u výmarského ohaře.
Nárt psa obvykle směřuje téměř kolmo k zemi, u některým plemen je též lehce skloněný (brazilská fila). Tlapky se hodnotí stejně jako na hrudních končetinách, někdy bývají poněkud delší. U většiny plemen jsou paspárky na pánevních končetinách nežádoucí a u štěňat se odstraňují, případně se nesmí vyskytovat ani při narození (francouzský buldoček) u jiných plemen tvoří dvojité paspárky plemenný znak (pyrenejský mastin, pyrenejský horský pes, pyrenejský ovčák, beauceron, briard)
Při pohledu zezadu by měly být osy pánevních končetin rovnoběžné a kolmé k zemi. Od sebe by měly být v přiměřené vzdálenosti, jsou-li příliš vzdáleny, vzniká široký postoj, opakem je postoj úzký. Poněkud úzký postoj pánevních končetin je standardní u norského lundehunda, obvykle je však považován za chybu.
Rozevřený postoj vzniká v případě, že se osy pánevních končetin rozbíhají při zachování rovné linie mezi sedacím a patním hrbolem. Při sudovitém postoji jsou hlezna vybočená mimo osu končetin. Přibližují-li se hlezenní klouby vzájemně k sobě, výsledkem je sevřený, též kravský postoj. Bývá spojen s vybočenými, tzv. rozbíhavými, otevřenými koleny, které nekopírují osu těla, a s rozbíhavým postojem tlapek. Standardní je kravský postoj u anglického buldoka.
Při pohledu zezadu nebo zepředu musí být přední a zadní končetiny v zákrytu nebo téměř v zákrytu. Výjimku tvoří plemena s výrazně širším postojem hrudních končetin, jako je anglický buldok.

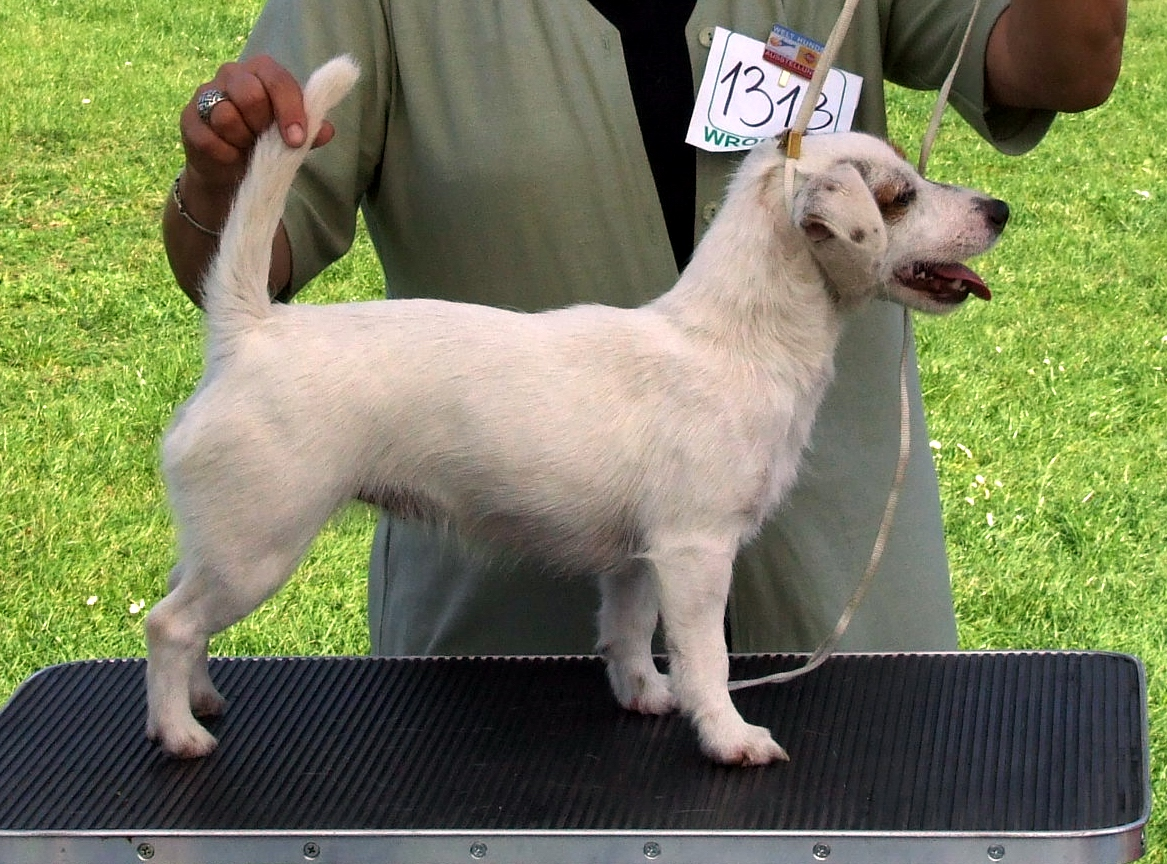
dobře zaúhlený Jack Rusell teriér
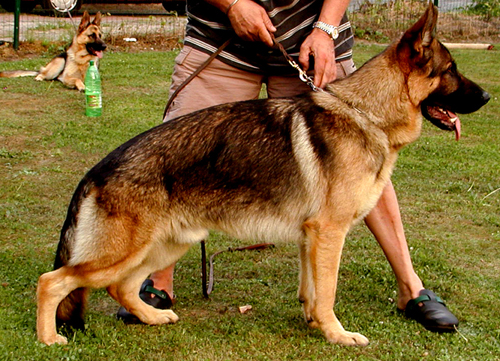
přeúhlené končetiny německého ovčáka
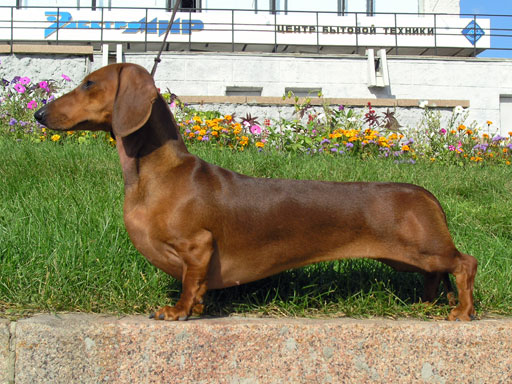
úhlení končetin hladkosrstého jezevčíka
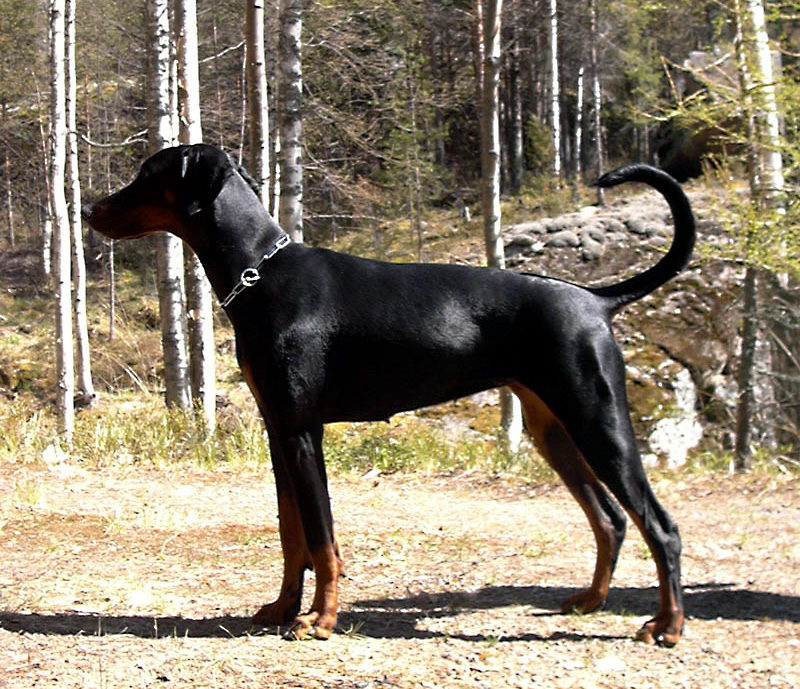
úhlení končetin dobrmana
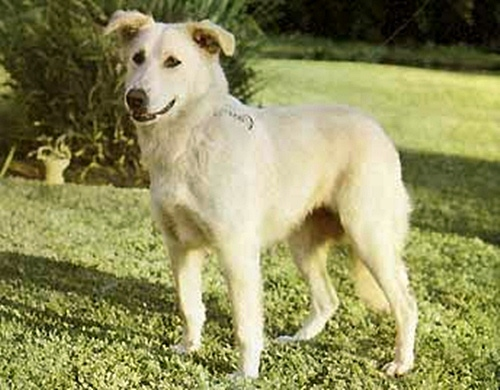
Strmé úhlení aidiho
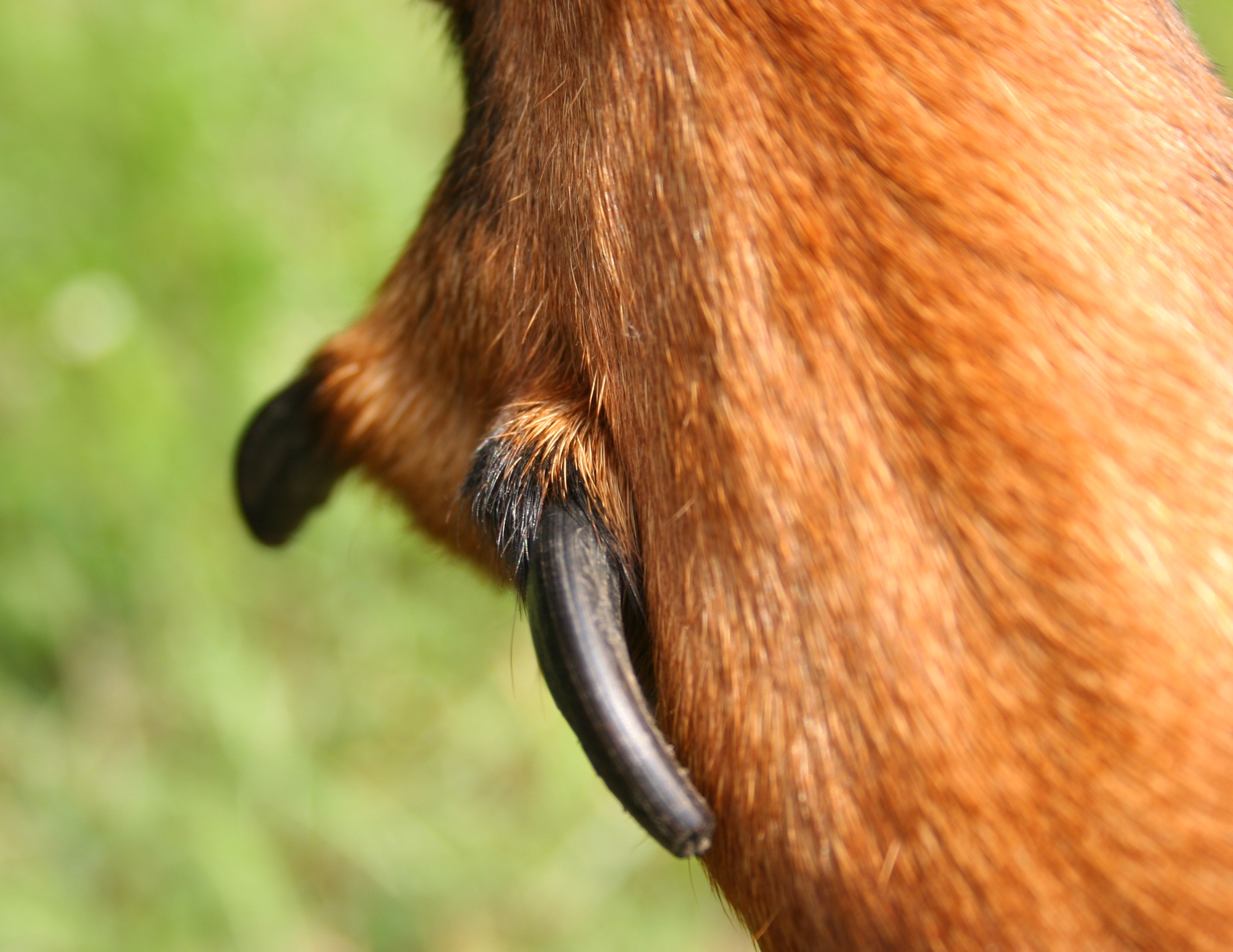
dvojitý paspárek beaucerona

## Stanovení tělesných rozměrů psa
Pro co nejobjektivnější posouzení exteriéru psa, především při hodnocení chovnosti jedinců, se některé tělesné rozměry psa měří pomocí posuvného měřítka či páskové míry, případně se měří i úhloměrem. K běžně měřeným mírám patří:
- kohoutková výška psa - délka kolmice spuštěné z nejvyššího bodu kohoutku psa na tvrdou podložku
- délka trupu - délka měřená od předního výběžku hrudní kosti k sedacímu hrbolu
- hloubka hrudníku - délka kolmice spuštěné z vodorovné linie procházející horním okrajem lopatky po vodorovnou linii procházející dolním okrajem hrudníku za loketním kloubem
- šířka hlavy - rozměr mezi nejširšími body lebky, měřeno před ušima
- délka hlavy - délka měřena páskovou mírou od týlního hrbolu ke špičce nosní houby
- délka čenichu - délka měřena páskovou mírou od stopu ke špičce nosní houby
- objem hrudníku - obvod hrudníku měřený za lopatkou a loktem psa
- délka hřbetu - měřená od kohoutku ke kořeni ocasu

Dále je možno změřit hloubku čenichu, výšku zádi, délku krku, délku hrudní končetiny, obvod nadprstí. Z naměřených hodnot se výpočtem dále získávají indexy, z nichž kromě již výše zmíněného indexu formátu je používaný index délky hlavy, index hlavy a index kostnatosti:
index délky hlavy = délka hlavy x 100 / délka krku
index hlavy = šířka hlavy / délka hlavy
index kostnatosti = obvod nadprstí x 100 / kohoutková výška

### Srst a zbarvení srsti
Obecně můžeme rozdělit psí srst do několika druhů:
- Dlouhá srst s podsadou je tvořena hustou kratší podsadou a pevnými pesíky, které přes ní přesahují.
- Hladká srst je tvořena krátkými a přiléhajícími chlupy
- Hedvábná srst má dlouhé jemné pesíky a může být bez podsady, nebo s hustou jemnou podsadou. Náročná na péči, jinak plstnatí.
- Kudrnatá nelínající srst má kudrnaté jemné pesíky bez podsady. Upravuje se stříháním.
- Hrubá srst je tvořena hrubými silnými pesíky a velmi hustou podsadou. Upravuje se trimováním.
- Zvláštní druh srsti se nechává plstnatět a formuje se postupně do provazců nebo ploten.

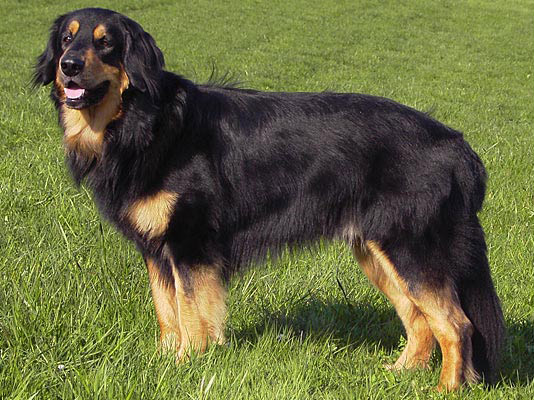
Dlouhá srst s podsadou hovawarta
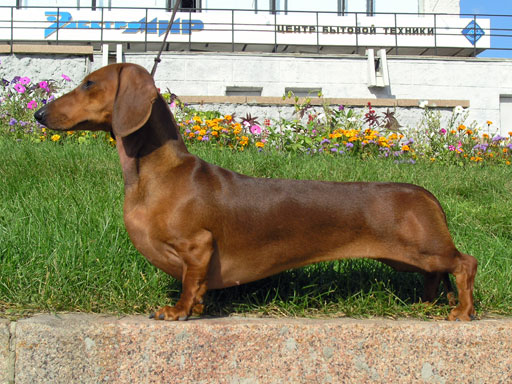
hladkosrstý jezevčík
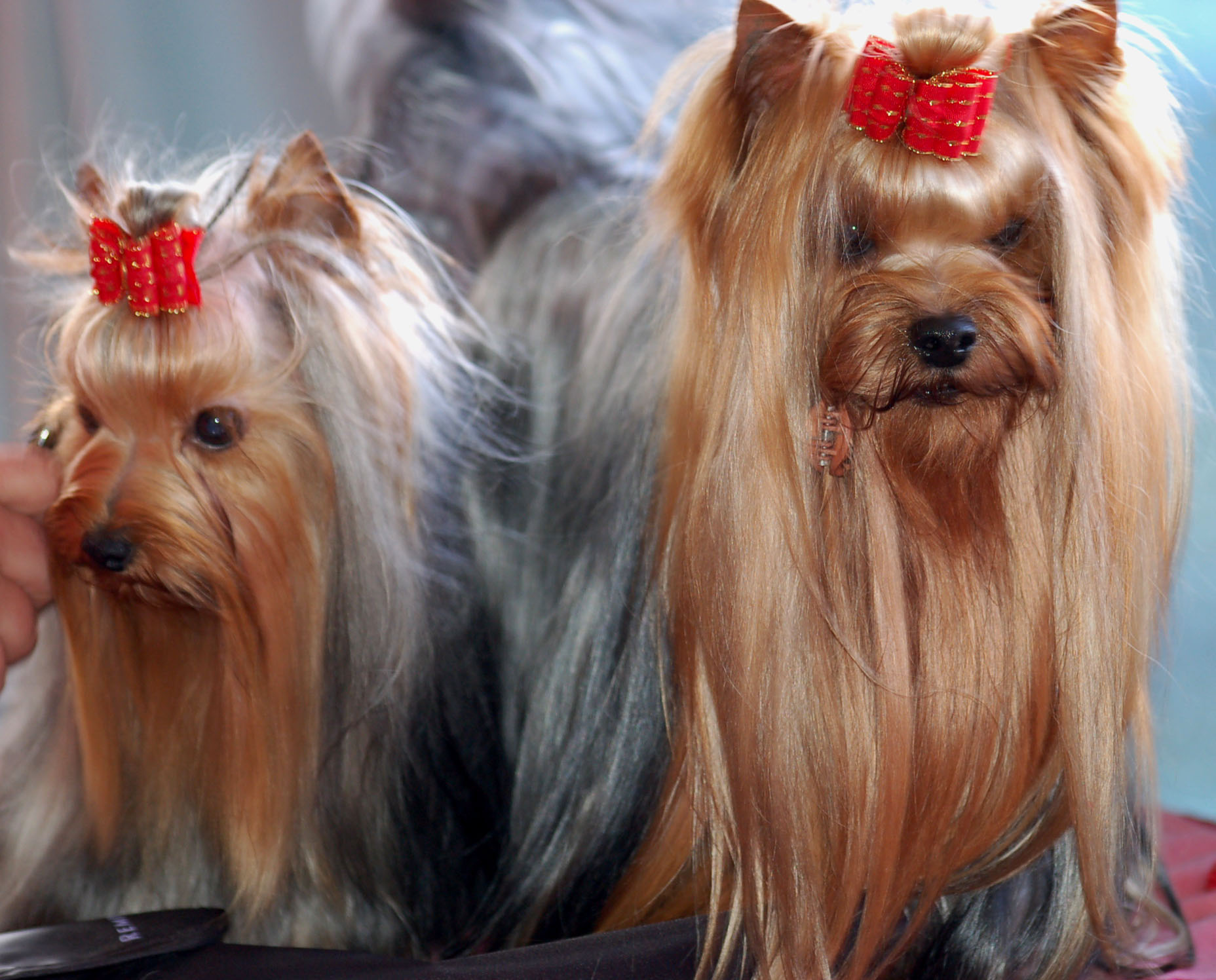
hedvábná srst jorkšírského teriéra
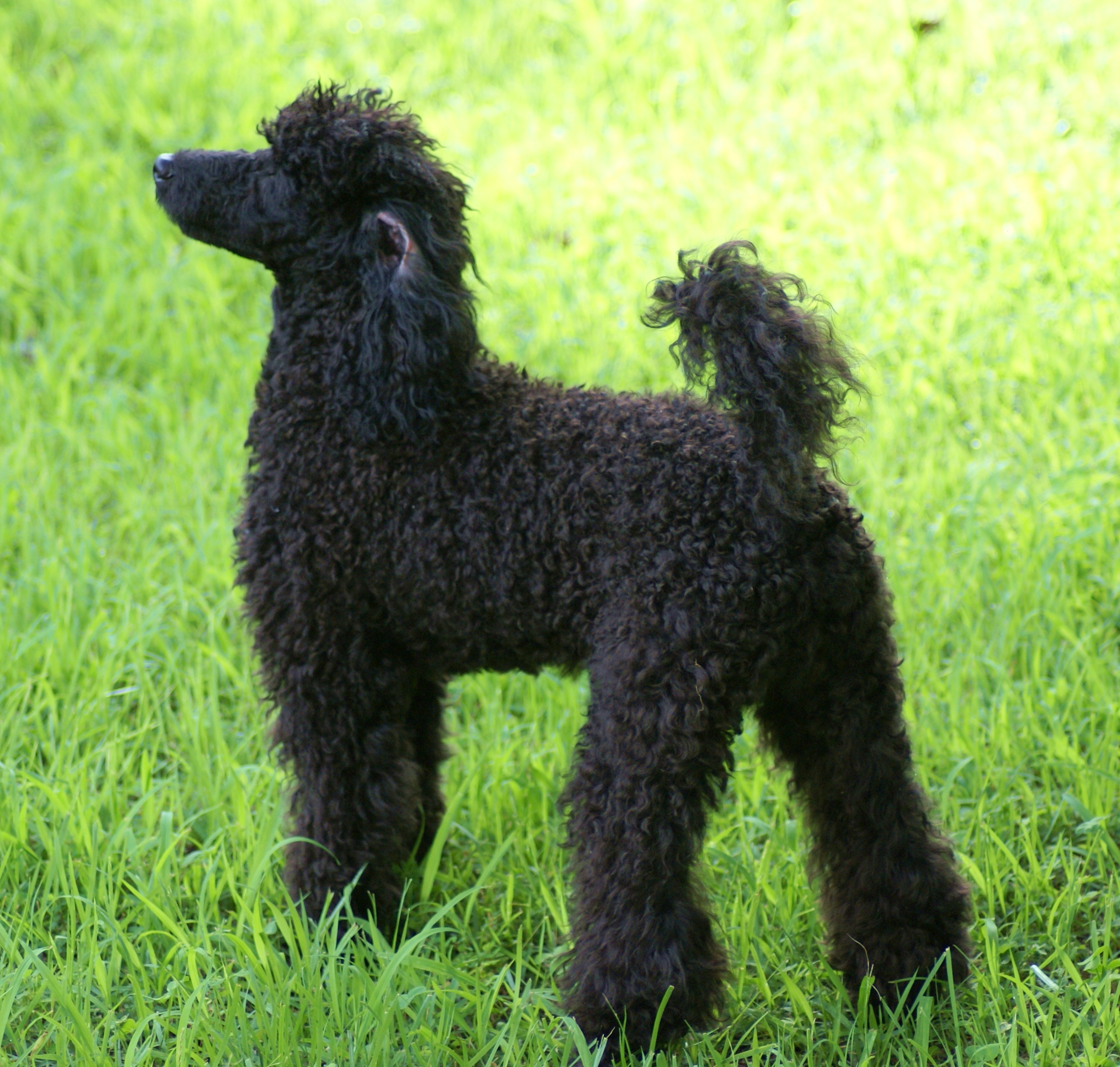
kudrnatá srst pudla
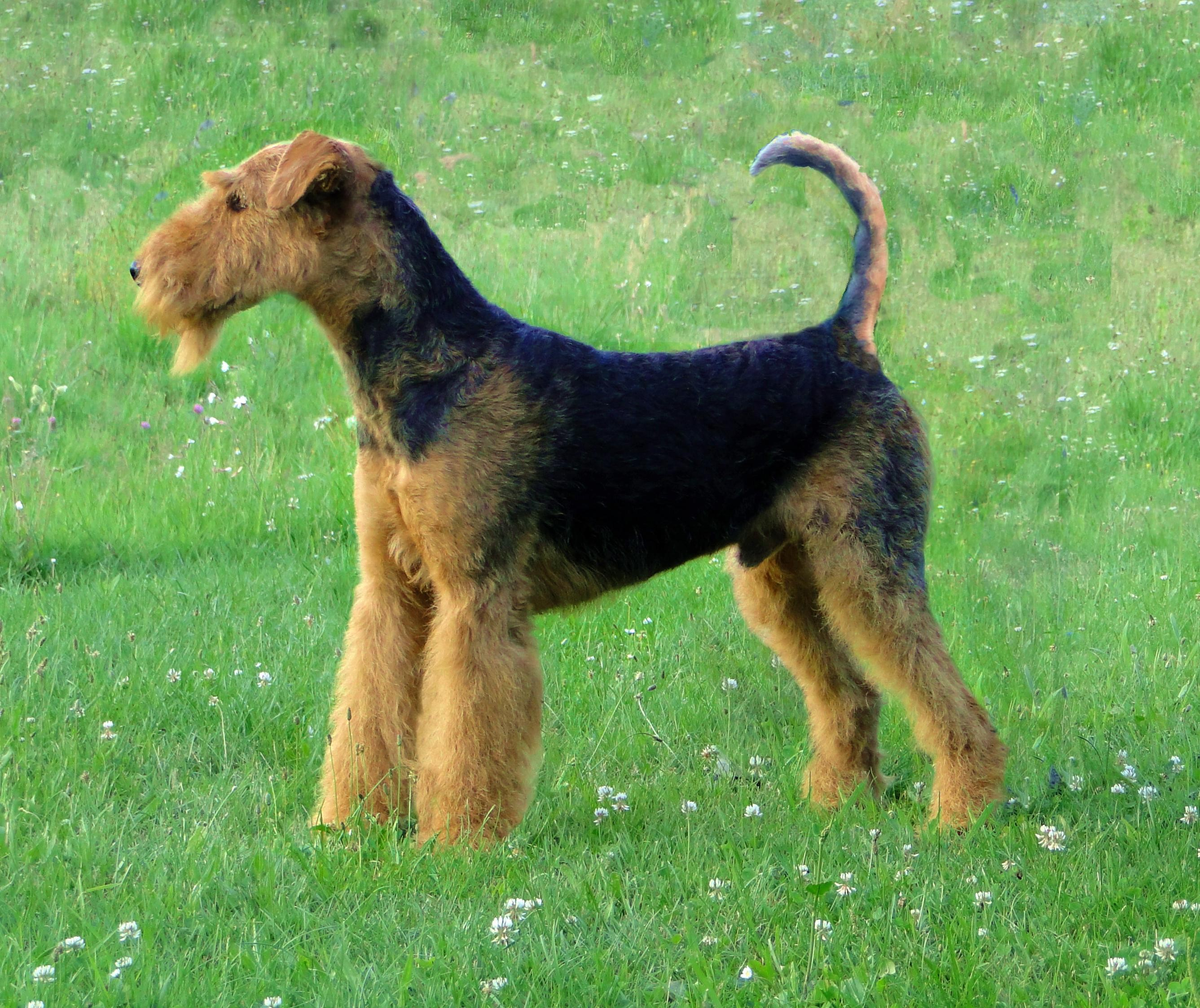
hrubá srst erdelteriéra
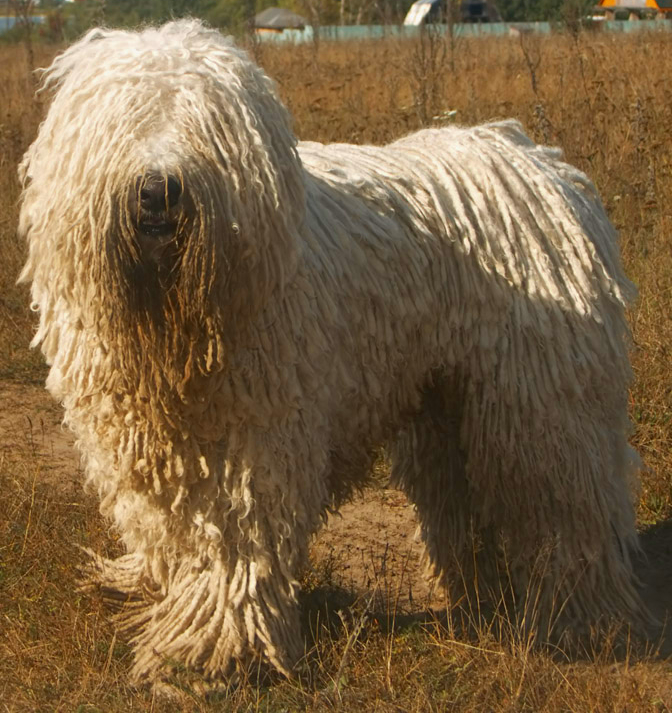
Komondor - zvláštní druh srsti
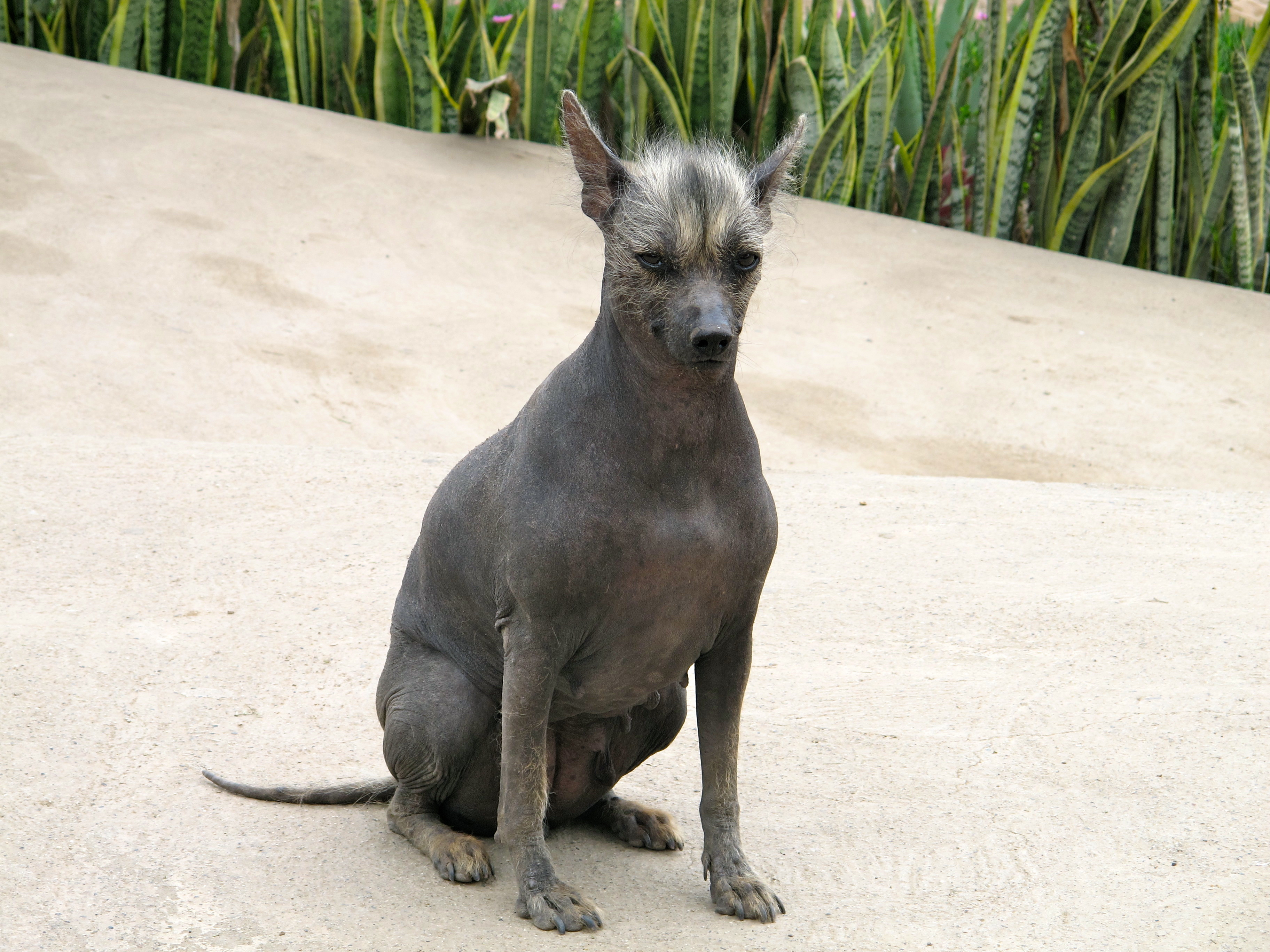
Peruánský naháč - bezsrstý pes

Zbarvení psí srsti je výsledkem interakce asi 12 různých genů, přičemž fenotyp nemusí vypovídat nic o genotypovém založení. Pro podrobnější informace o genetice viz článek Genetika zbarvení psů.
V následující tabulce jsou základní zbarvení psů s možným genotypem, který je způsobuje. Možné jsou i další kombinace barev, které v tabulce zaznamenány nejsou, například žíhaná s irskou strakatostí, hnědá s tříslovými odznaky, kombinace strakatosti a tečkování a mnoho dalších.
| Barva srsti                 | Obrázek | Genotyp                                     | Příklad plemen                                                            |
| --------------------------- | ------- | ------------------------------------------- | ------------------------------------------------------------------------- |
| černá                       |         | KK, Kk, aakk                                | šiperka, německý ovčák, novofundlandský pes                               |
| hnědá (čokoládová, játrová) |         | bbDd nebo bbDD                              | labradorský retrívr, hnědý pudl                                           |
| modrá                       |         | BBdd nebo Bbdd                              | německá doga, neapolský mastin, výmarský ohař                             |
| isabela                     |         | bbdd                                        | výmarský ohař, neapolský mastin                                           |
| šedá                        |         | Gg nebo GG                                  | polský ovčák nížinný, český teriér, kerry blue teriér                     |
| žlutá                       |         | Ay_ Ee, Ay_ EE nebo cchcchee                | zlatý retrívr, tosa inu                                                   |
| červená                     |         | Ay_ Ee, Ay_ EE nebo __ee                    | irský setr, červený jezevčík                                              |
| sobolí                      |         | Ay_ Ee, Ay_ EE + polygeny umbrous           | belgický ovčák tervueren, šeltie                                          |
| aguti - divoké zbarvení     |         | awaw, awat, awa                             | divoce zbarvený jezevčík, německý ovčák                                   |
| aguti - vlkošedá            |         | awawcchcch, awatcchcch, awacchcch nebo cece | knírač pepř a sůl, vlčí špic, norský losí pes šedý, československý vlčák  |
| bílá                        |         | ceceee, cecpee, cpcpee nebo swsw nebo MM    | bišonci, bílý knírač, bílý bulteriér                                      |
| Vícebarevné kombinace       | Obrázek | Genotyp                                     | Příklad plemen                                                            |
| tečkovaná                   |         | TT, Tt                                      | dalmatin, anglický setr, anglický špringršpaněl, australský honácký pes   |
| žíhaná                      |         | kbrkbr nebo kbrk                            | cane corso, německá doga, boxer, holandský ovčák, whippet, brazilská fila |
| merle                       |         | Mm                                          | jezevčík (tygr), beauceron (harlekýn), krátkosrstá kolie, catahoula       |
| tříslové odznaky            |         | atat, ata                                   | dobrman, rotvajler, hovawart, slovenský kopov, beauceron                  |
| urajiro                     |         | ?                                           | akita-inu, shiba-inu                                                      |
| sedlo                       |         | asas, asat, asa                             | německý ovčák, airedale teriér, jorkšírský teriér, norvičský teriér       |
| maska                       |         | EmE, Eme, EmEm                              | boxer, bulmastif, německá doga, anglický mastif                           |
| irská strakatost            |         | sisi                                        | border kolie, bostonský teriér, karelský medvědí pes                      |
| piebald spotting            |         | spsp                                        | barzoj, pointr, foxteriér, jack russell teriér                            |
| trikolor                    |         | atatsisi, asasisi                           | bígl, bernský salašnický pes, dlouhosrstá kolie                           |